# Settimana Santa di Siviglia

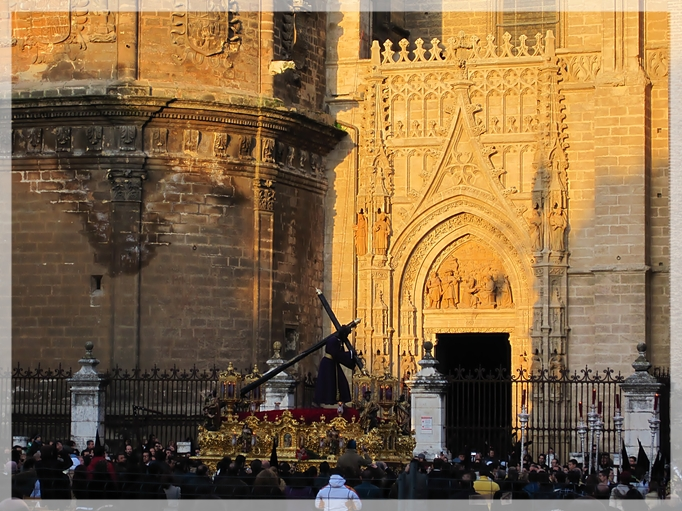
Nuestro Padre Jesús de la Salud" della "Hermandad de los gitanos all'uscita dalla cattedrale nella Settimana Santa del 2010.

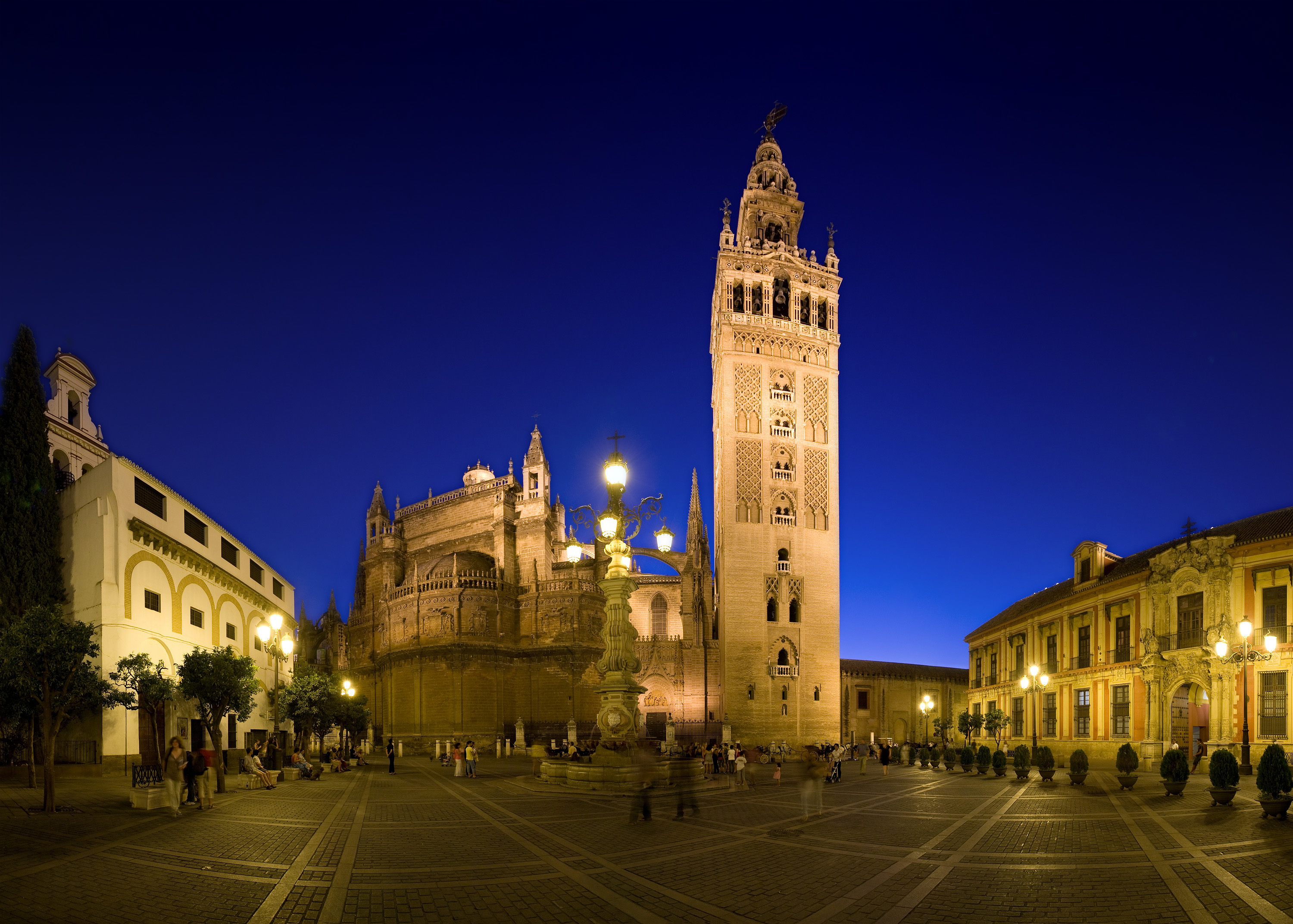
"La plaza de la Virgen de los Reyes" presso la Cattedrale.

La Settimana Santa di Siviglia (Semana Santa in spagnolo) è il più importante avvenimento della tradizione religiosa  che si tiene nella città spagnola di Siviglia, e precede di qualche settimana l'altro grande appuntamento annuale della vita sivigliana: la Fiera di Aprile. La Settimana Santa di questa città è una delle più importanti dell'intero panorama mondiale ed è gemellata con la Settimana Santa di Caltanissetta e con la Settimana Santa di Malaga.

La manifestazione inizia il giorno della Domenica delle Palme e termina in corrispondenza della Pasqua, e fino a 60 confraternite portano in processioni immagini relative alla Passione di Cristo.

Sono molti gli abitanti di Siviglia che accompagnano le immagini vestendo l'abito di Nazareno e indossando in testa il capirote, cioè il caratteristico copricapo a punta. Alcuni portano ceri, croci, turiboli dove brucia l'incenso; altri detti costaleros si portano sulle spalle le andas, su cui poggiano statue sacre.

La Settimana Santa viene vissuta durante tutto l'anno, le confraternite lavorano giorno per giorno attraverso quelli che vengono definiti i suoi tre pilastri fondamentali: Formazione, Culto e Carità. Sono molteplici le opere assistenziali che le confraternite portano avanti in città ed in provincia. I riti della passione sono il culmine delle attività che però si protraggono per tutto l'anno, la differenza più evidente è che i primi sono i soli effettuati in ambiente esterno.

Esiste un Consiglio Generale delle Fratellanze e delle Confraternite i cui membri sono eletti ogni quattro anni dai Confratelli Anziani delle distinte Fratellanze che si incarica dell'organizzazione della Settimana Santa tramite accordi con le autorità pubbliche.

## Storia

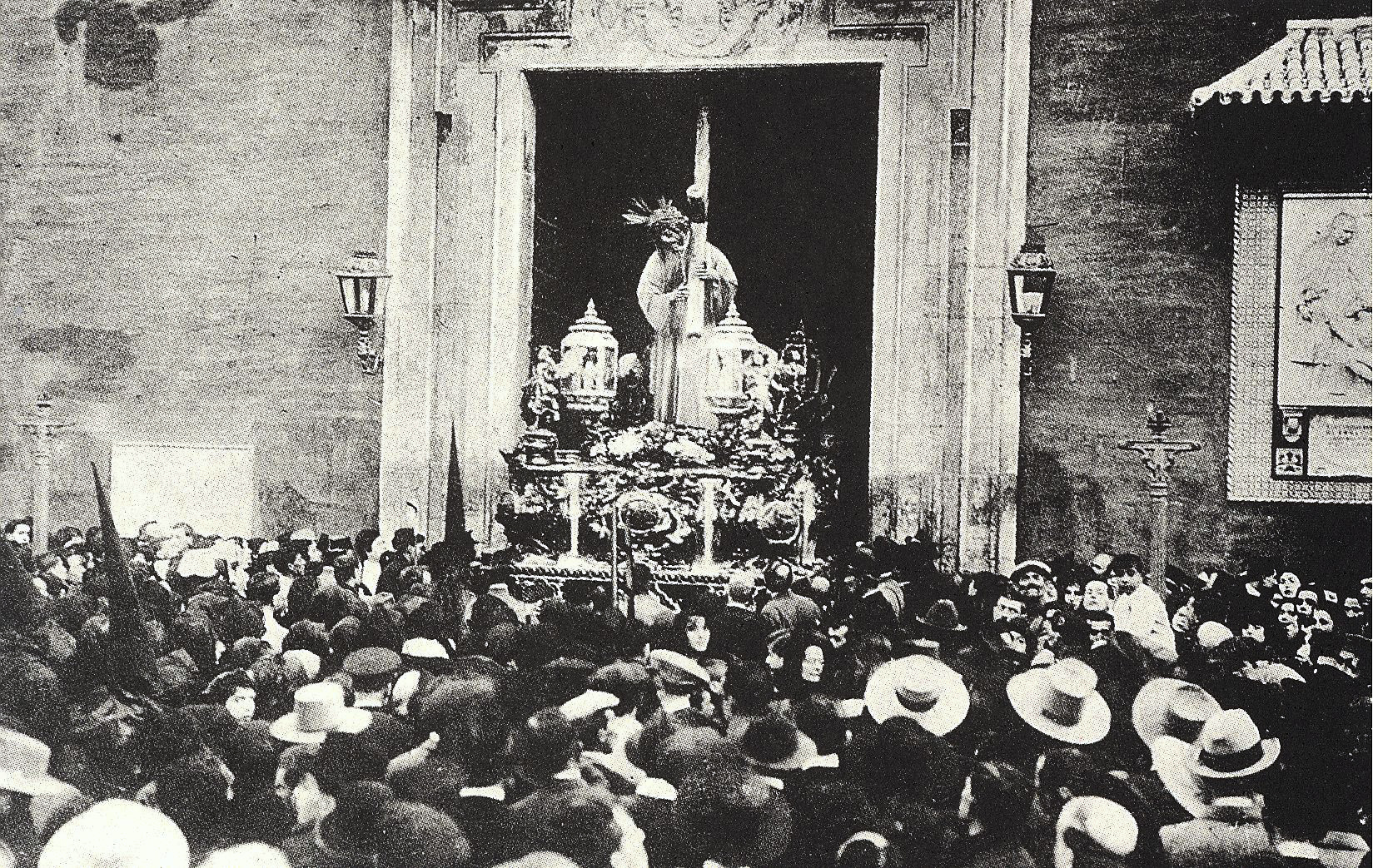
Entrata della "Hermandad de Jesús del Gran Poder" durante la Settimana Santa del 1914.

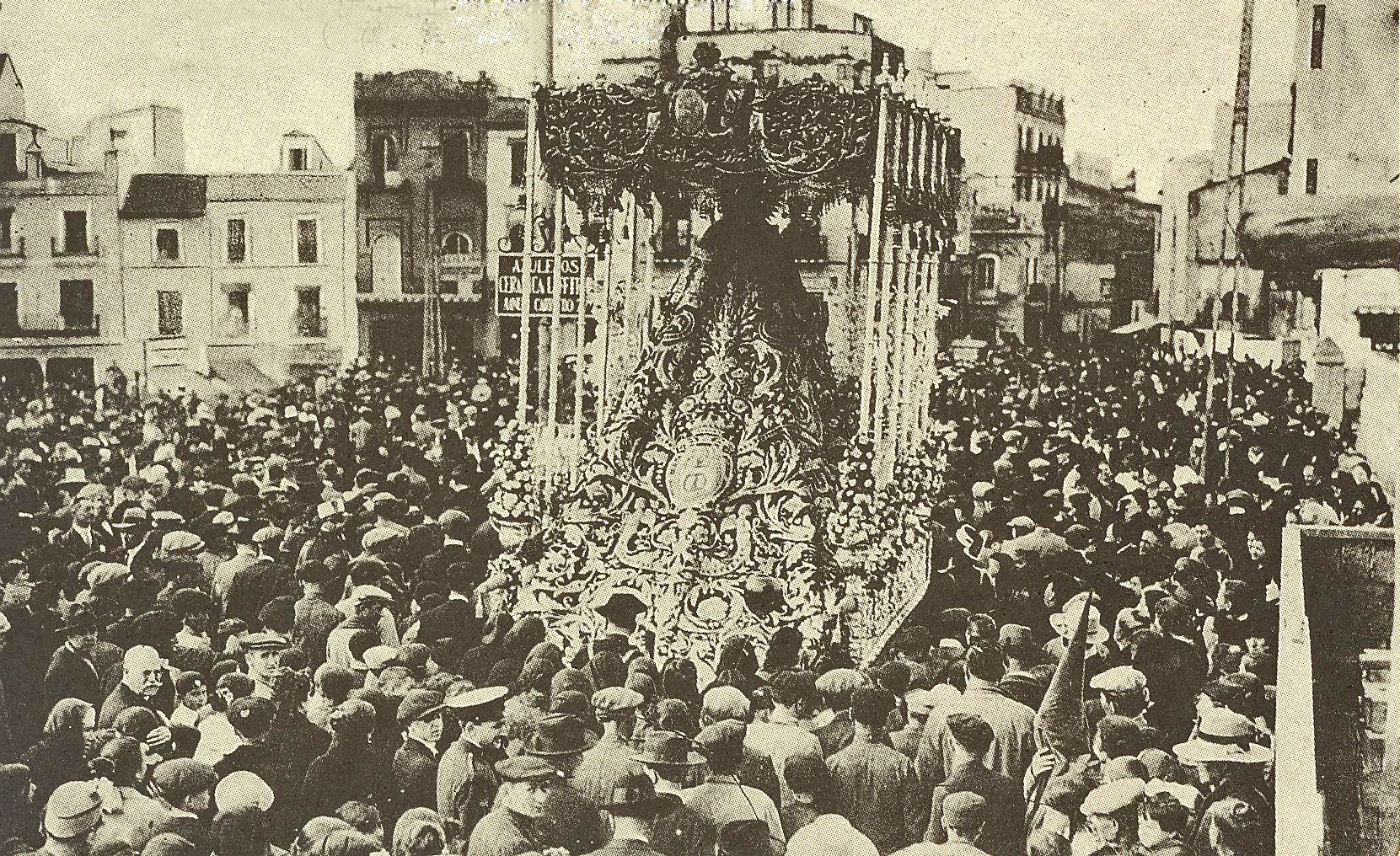
"Esperanza de Triana" durante la Settimana Santa del 1915.

I riti fondati sulla commemorazione della passione, morte e risurrezione di Gesù sono praticati già nel Medioevo ma, è solo nel XVI secolo che le confraternite di passione o di penitenza rievocano i sacri eventi con processioni e seguendo costumanze consolidate.
In principio le confraternite facevano stazioni di penitenza presso le chiese e i conventi vicini il proprio tempio rionale. Nel Sinodo del 1604 il cardinale Fernando Niño de Guevara stabilisce e codifica le regole che formano il germe della corrente Settimana Santa di Siviglia: secondo le nuove disposizioni le corporazioni sono obbligate a effettuare stazioni di penitenza presso la cattedrale e alla Chiesa di Sant' Anna del quartiere Triana.
Nel corso del XVIII secolo le rievocazioni pasquali attraversano una profonda crisi, causa il declino economico e demografico della città tali da far profilare il tramonto e la scomparsa definitiva delle corporazioni. Nel 1850 sono documentate in strada solo confraternite nelle giornate di Giovedi Santo, durante la mattina e il pomeriggio del Venerdì Santo.
Alla fine del XIX secolo, nel periodo della restaurazione borbonica sono riproposte confraternite in numero elevato e splendore pertanto, l'economia cittadina comincia a prendere in considerazione l'attrattiva turistica e il ritorno economico derivanti.
In questo nuovo boom hanno un ruolo centrale le figure di Luisa Ferdinanda di Borbone-Spagna, sorella della regina Isabella II di Spagna e di suo marito Antonio d'Orléans, duca di Montpensier. La loro opera favorisce la celebrazione della Pasqua, la nascita di nuove confraternite come la "Hermandad de Montserrat" e la "Hermandad de la Lanzada", creando in quegli anni la tradizione del "Santo Entierro Magno" ("Santa Sepoltura Magna"), evento effettuato senza una periodicità fissa.
Nel 1919, 1932 e 1933 durante la Seconda Repubblica spagnola, in una fase di aspri confronti sociali e politici, si verificano alcune interruzioni, in particolare nel 1932, quando solo la "Confraternita di Nostra Signora della Stella" ("Hermandad de Nuestra Señora de Estrella") sfila solitaria in contrasto con l'accordo del "Consiglio Direttivo Generale delle Fratellanze e Confraternite" ("Consejo General de Hermandades y Cofradías de Sevilla"); L'incidente più grave è compiuto da un militante anarchico che spara durante il passaggio della Vergine.
L'istituzione di un percorso regolamentato ("Carrera Oficial") e l'incremento delle confraternite passate a 57 rendono la manifestazione fra le più famose nell'Andalusia, dell'intera Spagna e tra le più celebri del novero dei riti pasquali a livello mondiale.

### Le vare - «Los pasos»

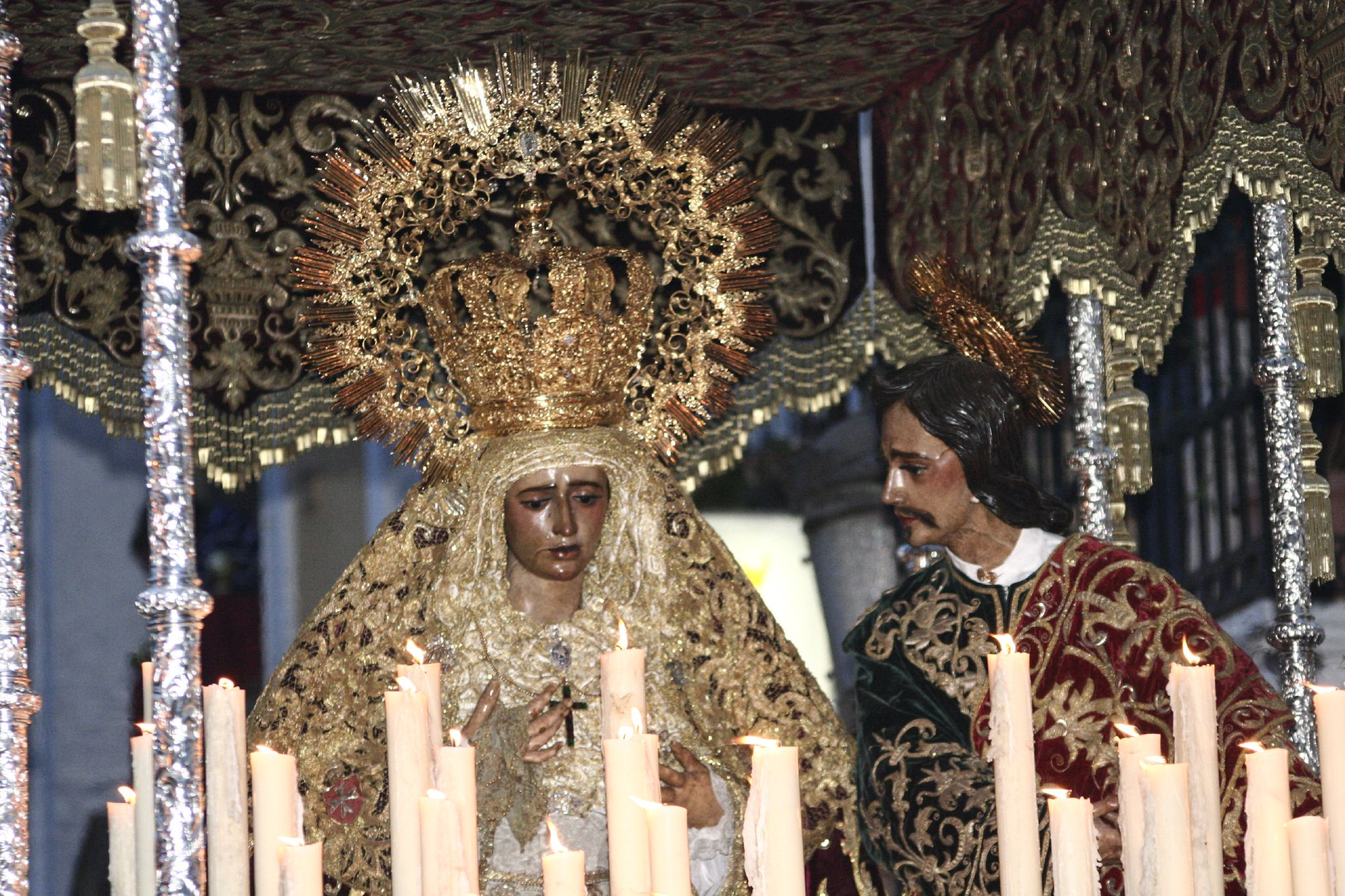
"Maria Santissima Incoronata e San Giovanni Evangelista" della "Hermandad de la Amargura".

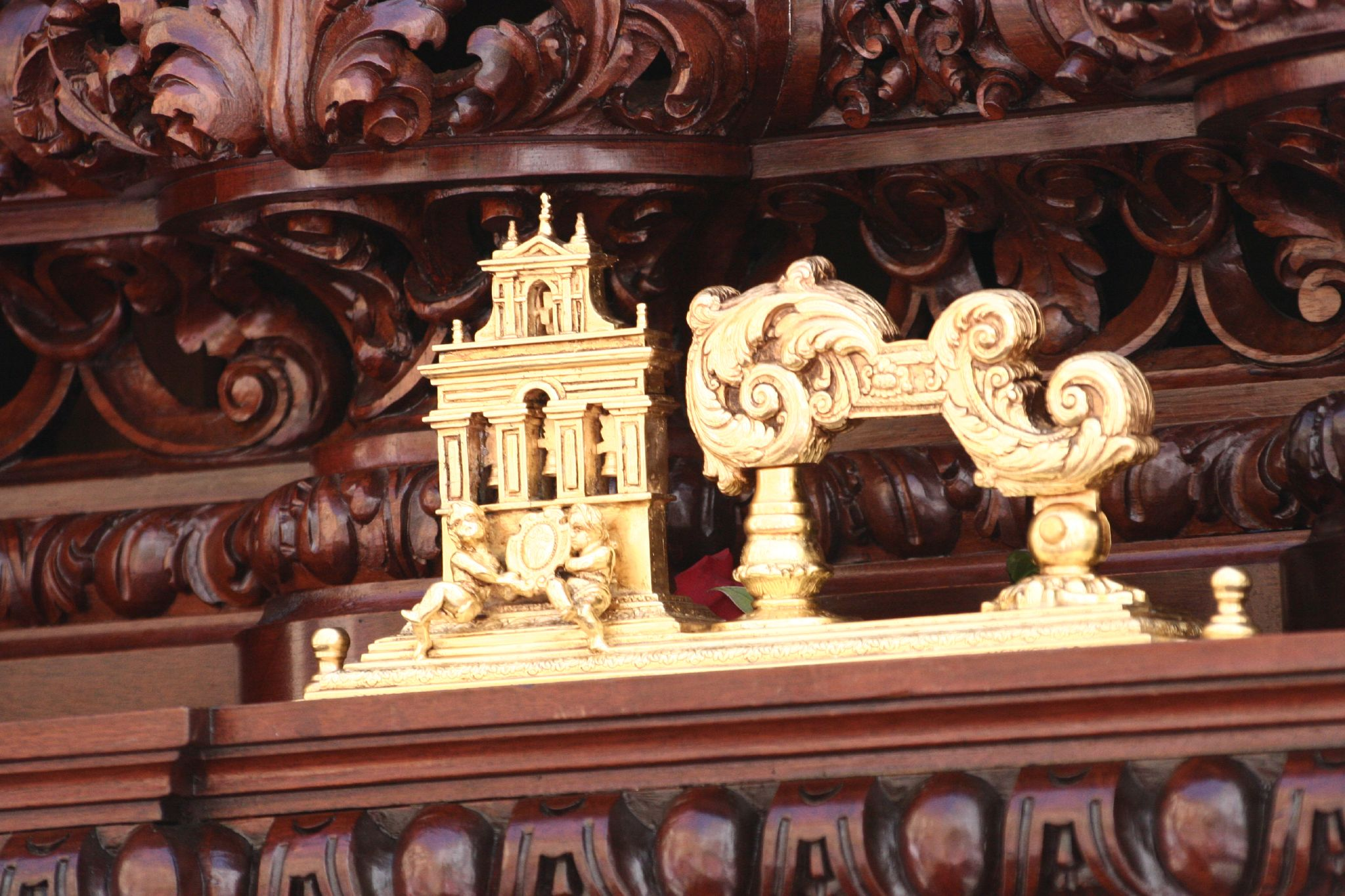
Caller d'oro a forma di campanile della Chiesa di Santiago.

I pasos (in italiano vare) sono gli elementi peculiari delle processioni, costituiti da statue o gruppi di immagini che raffigurano la Passione. Così chiamati perché trasportati al lento incedere dei passi dei portatori posti all'interno della struttura. Comunemente le corporazioni trasportano almeno due pasos: un primo simulacro raffigurante il Cristo, che può essere un Nazareno, generalmente un "Gesù con la Croce"" o un "Gesù crocifisso" o un "mistero" rappresentante un episodio della Passione di Cristo, e un secondo simulacro della Madonna Addolorata con baldacchino. Raramente la Vergine è accompagnata da un'altra figura, come l'immagine della Vergine della "Hermandad de la Amargura" accompagnata da San Giovanni Evangelista.
Alcune fratellanze partecipano con tre ordini o sezioni di simulacri, altre con la sola Santa Marta o il Sudario. La misura corrente della vara varia tra i 2,20 e 2,40 metri di larghezza e i 3,50 - 5,5 metri di lunghezza.
Il "pasos" è strutturalmente costituito da una barella ricoperta da balze di velluto. Sulla barella con cavalletti è costruito un piedistallo in legno massiccio, recante un basso vano chiamato catino scolpito in stile barocco, raramente alcuni in stile gotico o rinascimentale o romantico. Il catino ospita gli addobbi floreali, l'illuminazione costituita da lampadari o fiaccole o lanterne, al centro, fra scene coreografiche, sono poste le immagini sacre.
Su una mensola anteriore è posizionato il caller, uno strumento chiamante a forma di martello dotato di battente in metallo con il quale si effettua la "chiamata" dei portatori, spesso decorato con motivi religiosi legati alla confraternita.
Tutti i pasos delle Madonne Addolorate nelle varie accezioni presentano monumentali baldacchini. La struttura ricopre l'intero impianto ed è sostenuta generalmente da 12 aste ripartite su ciascun fianco. Le esili colonnine sono riccamente ricoperte in lamina d'argento sbalzata, esse sostengono la copertura costituita da drappi e cortine in tessuto, spesso abbinati al manto della Vergine. Panneggi decorati con preziosi ricami, trafori, passamanerie, nappe, pendagli, motivi trapunti, arabeschi e trame realizzati in materiali preziosi che includono figure di santi, corone, stemmi o emblemi di confraternite.

## Percorso ufficiale - «Recorrido y carrera oficial»

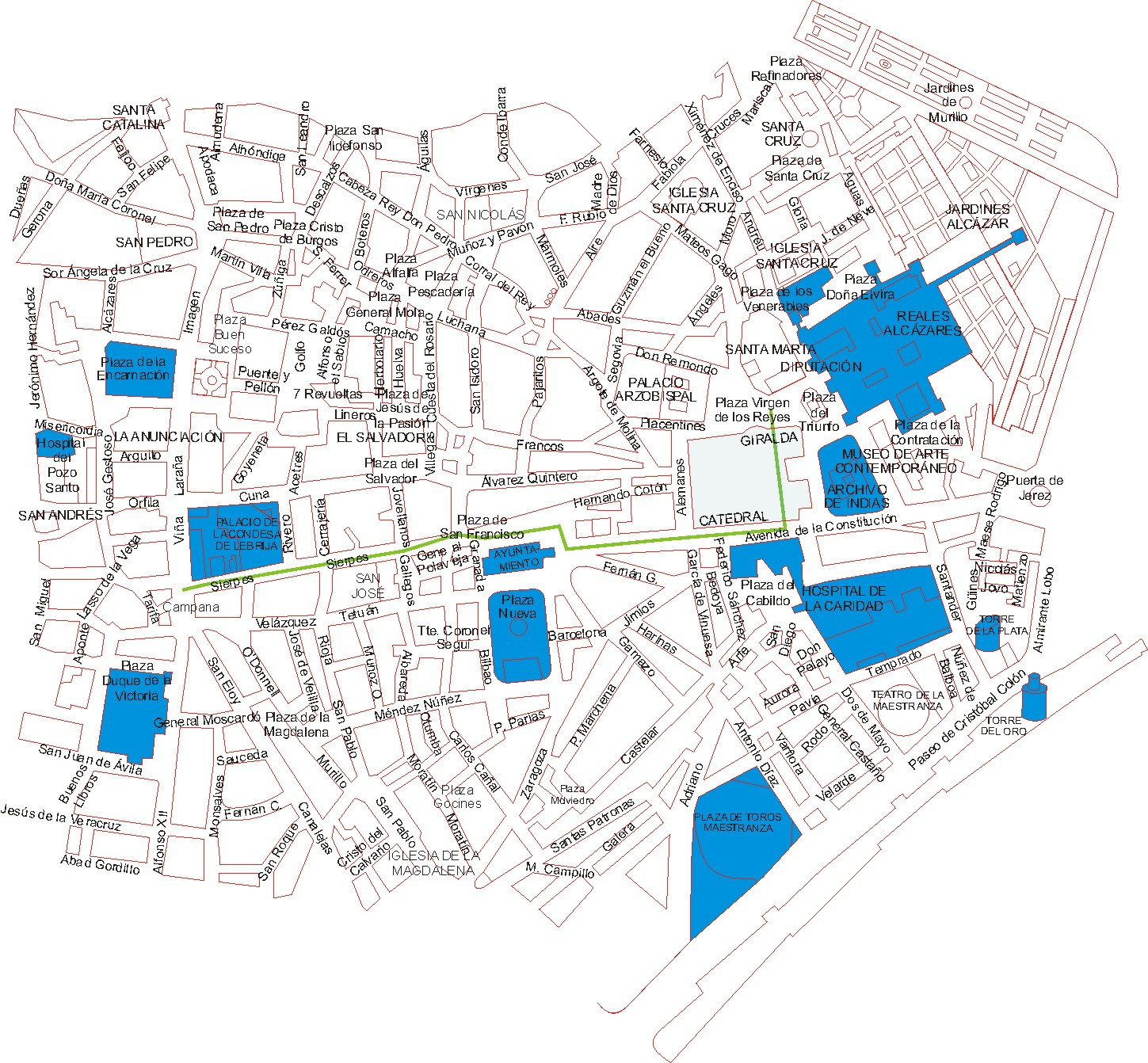
«Carrera Oficial» della Settimana Santa di Siviglia.

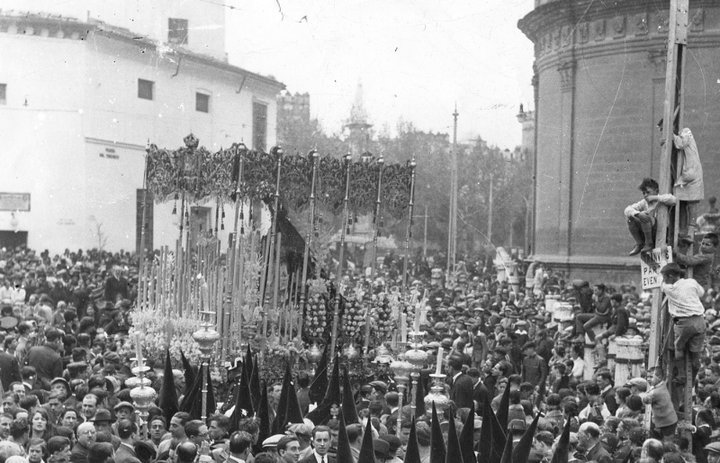
Il simulacro di "María Santísima de la Esperanza Macarena" all'uscita dalla Cattedrale, Settimana Santa del 1928.

In origine il percorso prevedeva solo l'itinerario dei luoghi di culto del rione d'appartenenza. Dal 1604 le regole dispongono la sosta di penitenza presso la cattedrale, salvo quelle del quartiere Triana ubicato oltre il corso del fiume Guadalquivir.
Nel 1830 anche le fratellanze del rione Triana affrontano l'attraversamento del ponte di barche inserendo la cattedrale nel proprio circuito cittadino.
Si chiama "Percorso Ufficiale" («Recorrido y Carrera Oficial») l'itinerario comune che seguono tutte le organizzazioni nel loro percorso verso la cattedrale. È stabilito ufficialmente dal "Consiglio delle Confraternite di Siviglia", prevede l'attraversamento della Puerta de San Miguel, Plaza de la Campana, prosegue lungo la principale strada commerciale denominata Sierpes, Plaza de San Francisco, Avenida de la Costitución include la sosta alla cattedrale e il transito per la Plaza Virgen de los Reyes.
L'ordine di transito per il percorso ufficiale è regolato dall'anzianità delle confraternite, criterio invertito durante le processioni mattutine. Spesso motivi organizzativi, l'entrata in vigore dell'ora solare impongono la modifica dell'ordine delle sfilate.

## Chiedere il «consenso d'accesso» - Pedir «la venia»

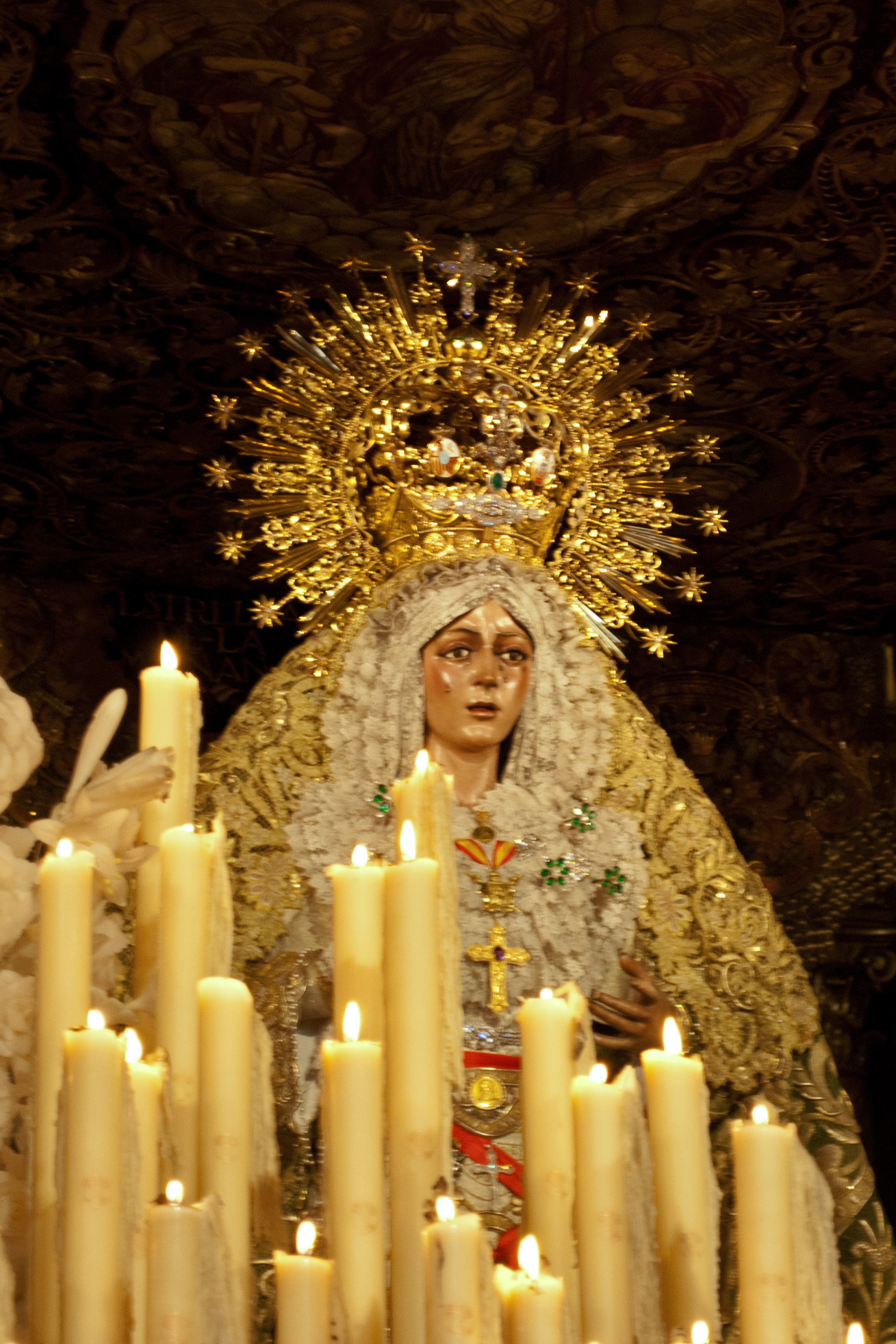
"María Santísima de la Esperanza Macarena" della "Hermandad de la Esperanza Macarena". «La Madrugada - Venerdì mattina».

In Plaza de la Campana ogni confraternita effettua il Pedir «la venia» ovvero, nel rispetto dei regolamenti e degli orari, richiede e sollecita verbalmente il «consenso d'accesso» per inserirsi nell'itinerario del "Circuito Ufficiale" e continuare il percorso con le previste stazioni di penitenza. La richiesta formale è avanzata dal "Diputado Mayor" e "Diputado de Cruz" al rappresentante del "Consiglio delle Confraternite" che vigila i programmi di conformità del paso e registra eventuali problemi che possono sorgere. Solo la "Hermandad de El Silencio" («Confraternita del Silenzio») è l'unica a rendere la richiesta per iscritto, in adempimento del voto di silenzio durante il periodo di penitenza.

## «Cabildo de Toma de Horas»
Per organizzare il passaggio delle corporazioni nel centro della città esiste il protocollo chiamato «Cabildo de Toma de Horas» che regolamenta la base canonica di ogni confraternita, il giorno, l'ora d'uscita e l'itinerario proprio in modo tale che collimi col percorso previsto dalla "Carrera Oficial" compatibile coi percorsi della totalità delle confraternite partecipanti.
In origine la procedura era sviluppata nella Capilla de las Doncellas della Cattedrale il martedì Santo. Tra il 1844 e il 1880 ha avuto luogo un Antecabildo nella cattedrale, tenutosi dal 1880 il Sabato di Passione. Nel corso del XX secolo è stato tenuto in diverse parti della cattedrale, attualmente si riunisce nella Cappella Reale della "Virgen de los Reyes" e la prima convocazione avviene la domenica precedente la Domenica delle Palme. Partecipano tutti i deputati maggiori, i membri e i maggiordomi che costituiscono il "Consiglio delle Confraternite".

## Il corteo processionale
Le processioni della Settimana Santa si aprono con la Croce Guida (Cruz de Guía), spesso accompagnata da una coppia di Nazareni con lanterne. Seguono nel corteo i nazareni che portano cilici, candele e croci come atto di penitenza, una sezione di Nazareni è chiamata Senatus e rievoca l'esercito romano a guardia di Cristo; bandiere che accompagnano ogni paso dai colori della passione o mariani; la Simpecado o vessilli in rappresentanza del dogma dell'Immacolata Concezione; la Regola e gli stendardi. La processione di penitenti di solito finisce con le trombe che annunciano il passaggio delle sezioni costituite dalla presidenza, dagli acólitos e dai pasos.

### Croce guida - «Cruz de guía»
La "Croce Guida" è il distintivo che apre le processioni. È portata da uno dei fratelli nazareni alla testa del corteo. In alcune confraternite è una splendida opera d'arte, come la Croce Guida della "Hermandad del Gran Poder" realizzata nel XVII secolo, in essa sono raffigurate tutti gli strumenti della Passione.

### Regola - «Libro de Reglas»

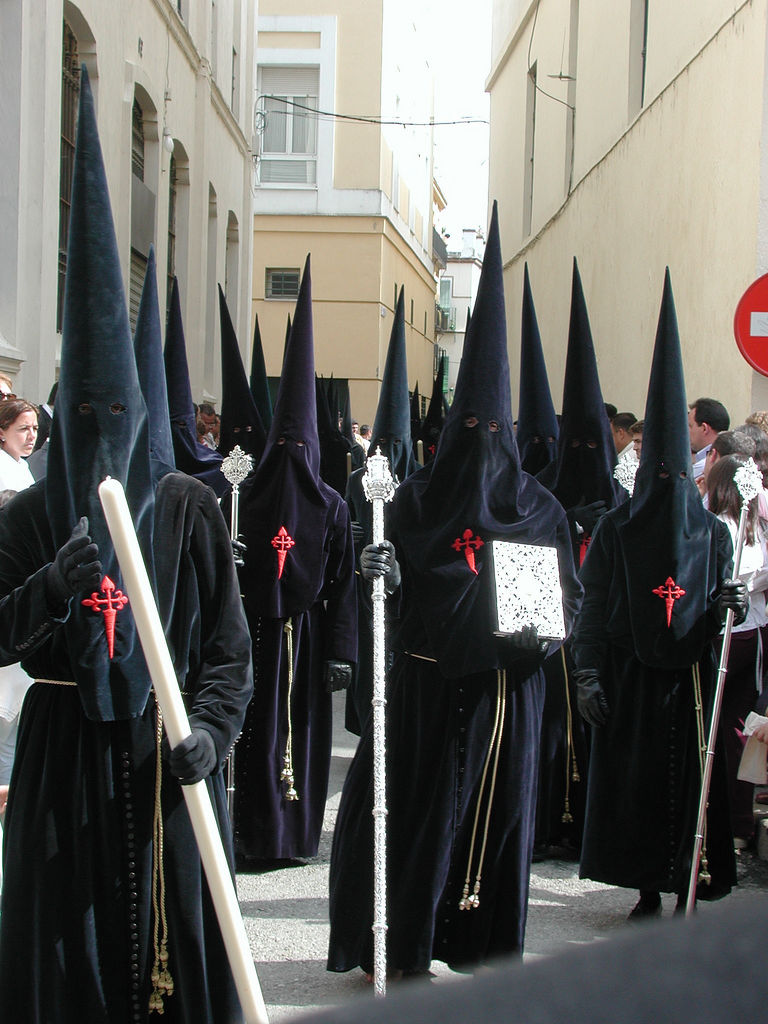
I Nazareni de "La Carreteria" e la Regola della Confraternita.

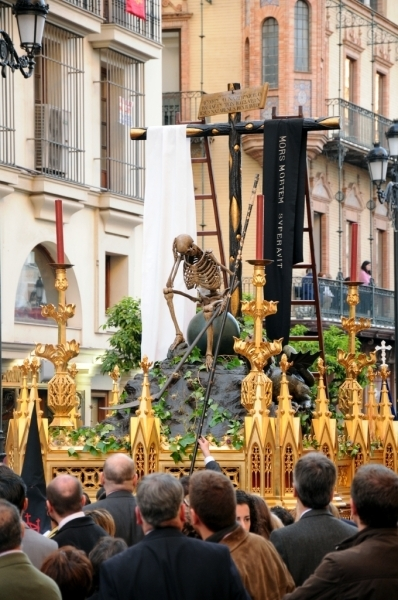
"Representación de la muerte" della "Hermandad de "Santo Entierro".

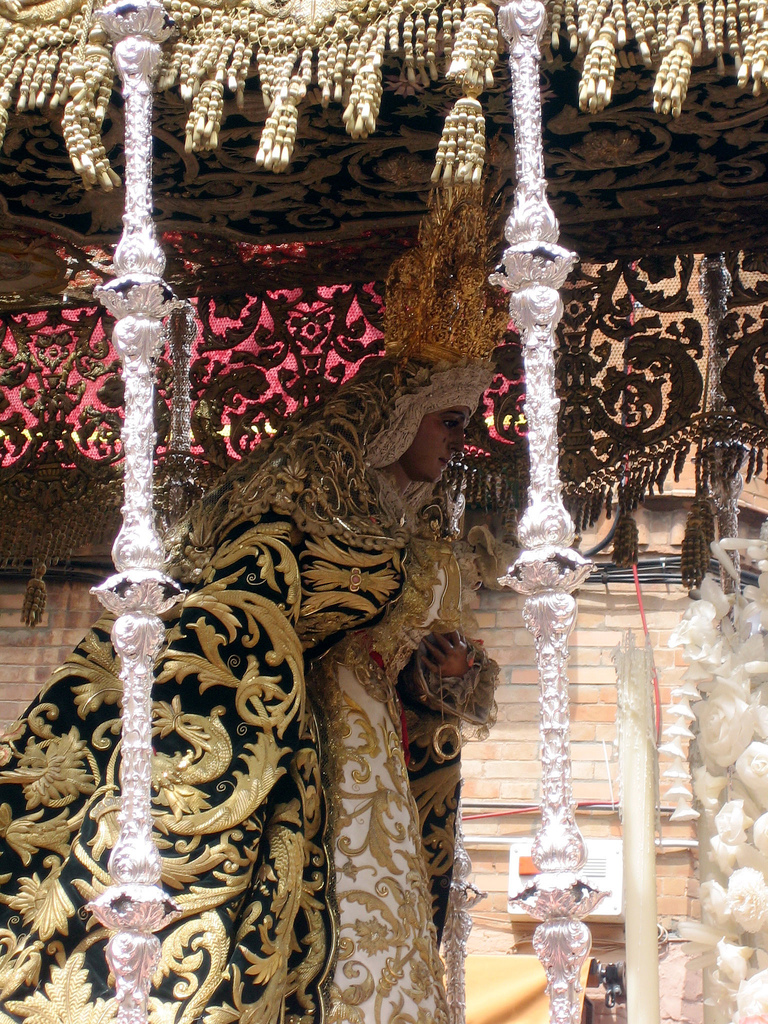
"Nuestra Señora de la Esperanza Triana" della "Hermandad de la Esperanza de Triana". «La Madrugada - Venerdì mattina».

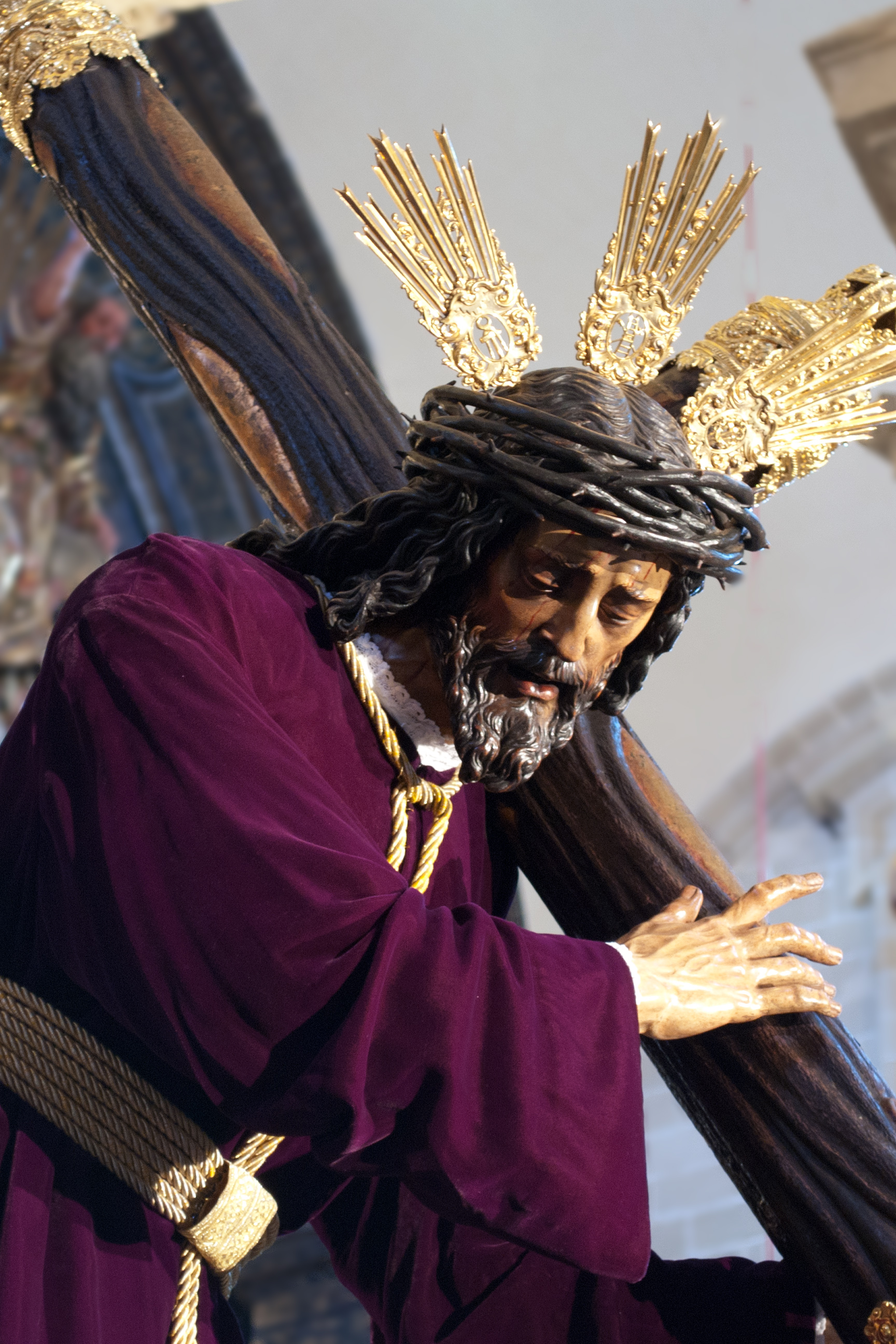
"El Señor de Pasión" (1619) opera di Juan Martínez Montañés

La Regola è l'insegna fondamentale della Fratellanza o Confraternita o Congregazione, è il libro di regole o statuto della Confraternita. È portato da un confratello nelle vesti di Nazareno, di solito si trova nelle retrovie della seconda sezione. Il libro o volume è riccamente decorato con angoli d'argento e stemma della corporazione o confraternita al centro, alcuni sono molto antichi e risalgono al XVIII secolo, spesso gli originali sono conservati e rappresentati con copie recenti, sempre d'alto valore artistico.

### Stendardi
Gli stendardi sono fra le insegne più caratteristiche, formate da un grande telo, solitamente di velluto e del colore rappresentante la Confraternita. Spesso includono cornici, ovali e decorazioni in rilievo, montati su aste d'argento e sempre sormontati da una croce o piccoli crocifissi. Il tessuto è riccamente ricamato a mano a cura degli esponenti della Confraternita.

### Senatus
Si tratta di un vessillo di origine romana dalle lettere ricamate SPQR ("Senatvs PopvlvsQve Romanvs" - "il Senato e il popolo di Roma"). Si ispira alla bandiera usata dall'esercito romano chiamata signum.

### Bocinas
Hanno significato storico, non liturgico. Sono grandi trombe intagliate, ornate con drappi pendenti in velluto riccamente ricamati e decorati. Hanno solo funzione decorativa in quanto non producono alcun suono, vestigia e retaggio delle primitive "Trombe di rammarico" («Trompetas de Lamento»), che in tempi passati erano suonate dai penitenti. Solitamente sono trasportate da una o due coppie di Nazareni davanti ai pasos.

### I nazareni
I Nazareni sono i confratelli che accompagnano i pasos nell'itinerario delle "Stazioni di Penitenza". Ogni Confraternita stabilisce le regole delle caratteristiche riguardanti il guardaroba dei Nazareni in merito all'abito, alle scarpe, i distintivi e gli accessori. Il Nazareno può portare una candela o un bastone o delle insegne o una croce sulla spalla.

### Gli accoliti - «Los acólitos»
Sono coloro che indossano la dalmatica o la tonaca o la cotta, hanno il compito votivo di illuminare il percorso o incensare le immagini. Essi possono essere di diversi tipi:
- Accoliti candelieri: Portatori di ceri e candelieri davanti ai pasos. In alcune confraternite due candelieri scortano la Croce parrocchiale.
- Accoliti turiferarios: Addetti all'incensazione mediante turiboli. L'etimo deriva dal nome latino della pianta con cui si ottiene l'incenso: boswellia thurifera. L'incenso che brucia durante i percorsi processionali è miscela fatta in casa durante la Quaresima seguendo un'antica ricetta.
- Pertiguero: Nella terminologia è colui che impartisce l'ordine agli accoliti, veste un abito lungo, indossa un medaglione e mediante una pertica colpisce il terreno scandendo l'ordine per sollevare o abbassare i ceri e candelieri.
- Monaguillos: Piccoli monaci. Si tratta di gruppi di bambini che indossano abiti monacali prendendo parte alle processioni di alcune Confraternite.

### I costalero
Il costalero, equivalente in italiano di portatore, è un termine andaluso derivante da costale. Sono coloro che trasportano le immagini che fanno parte dei riti processionali della Settimana Santa. I portatori sostengono il peso sulle spalle nascosti nella parte inferiore del pasos nell'incastellatura denominata "Trabajadera", per attutire il carico del peso proteggono il collo - spalla - braccio con un panno chiamato "costal" costituito da tela di juta ripiegata. Nel passato era compito dei membri provenienti dalla corporazione degli scaricatori del porto di Siviglia. Si chiama "Chicotá" il tragitto percorso tra una partenza ("Levanta") e un arrivo ("Arria").

### I capataz
Il "capataz" o caposquadra è il responsabile della conduzione di un paso in processione, quindi di "costaleros", conosce le regole e ordini. È sempre in grado di visualizzare sul gradino anteriore l'andatura del paso, cura la "chiamata" e impartisce gli ordini. Ci sono "capataz" famosi che hanno creato una scuola e uno stile per la codifica delle operazioni. Questo ha permesso la formazione di famose famiglie e generazioni di capataz.

### Saeta
La «saeta» è un canto religioso generalmente improvvisato e senza accompagnamento, eseguito nelle processioni della Settimana Santa e ha le sue origini nel folklore andaluso. Si tratta di una melodia di esecuzione libera e piena di lirismo, il canto è costituito da strofe di 4 o 5 ottonari. Di solito è cantata da Seguiriya o martinete e la sua interpretazione richiede la conoscenza dello stile del cante jondo proprio della tradizione musicale del flamenco.
Eseguito nel momento più inaspettato, improvviso (da cui deriva il nome, dardo, freccia, saetta) in uno dei luoghi legati alla fratellanza o confraternita, nei trasferimenti alla casa hermandad, al tempio o durante il percorso processionale, dai balconi, dalle finestre o sulla strada (dirimpetto ai pasos o troni) fra silenzio assoluto e totale raccoglimento.

### Mantilla - mantiglia
La mantiglia è l'accessorio indossato dalle donne iberiche, nel caso specifico, espressamente di colore nero in segno di lutto per la morte di Cristo.
L'abbigliamento consiste in un raffinatissimo ampio drappo di pizzo opportunamente acconciato su un pettine di tartaruga riccamente intagliato e traforato. Altrimenti ottenuto da conchiglia, osso o altro materiale in imitazione, sorregge il tessuto in pizzo che scende liberamente sulle spalle e alla bisogna, avvolge l'intera figura femminile. L'impalcatura è applicata alla chioma con pettini, forcine, con l'aggiunta di spille e fermagli decorati. L'abito complementare è nero, sempre molto al di sotto del ginocchio, con calze, scarpe, guanti eventualmente ventaglio in egual tinta. Completano gli accessori distintivi tipici della confraternita.

## Sculture e Pasos

### XVI e XVII secolo

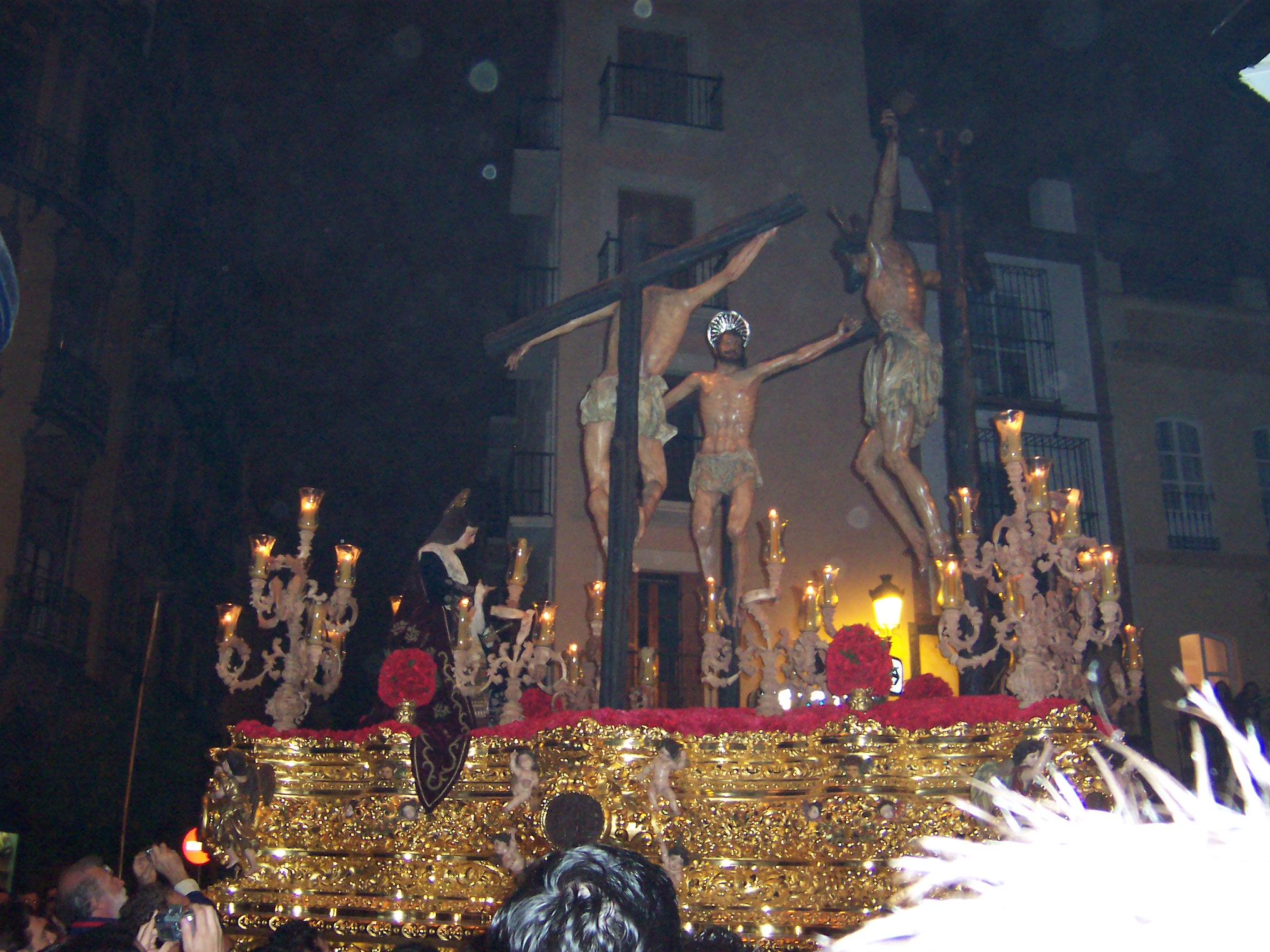
"Conversión del Buen Ladrón" della "Hermandad de "Montserrat"".

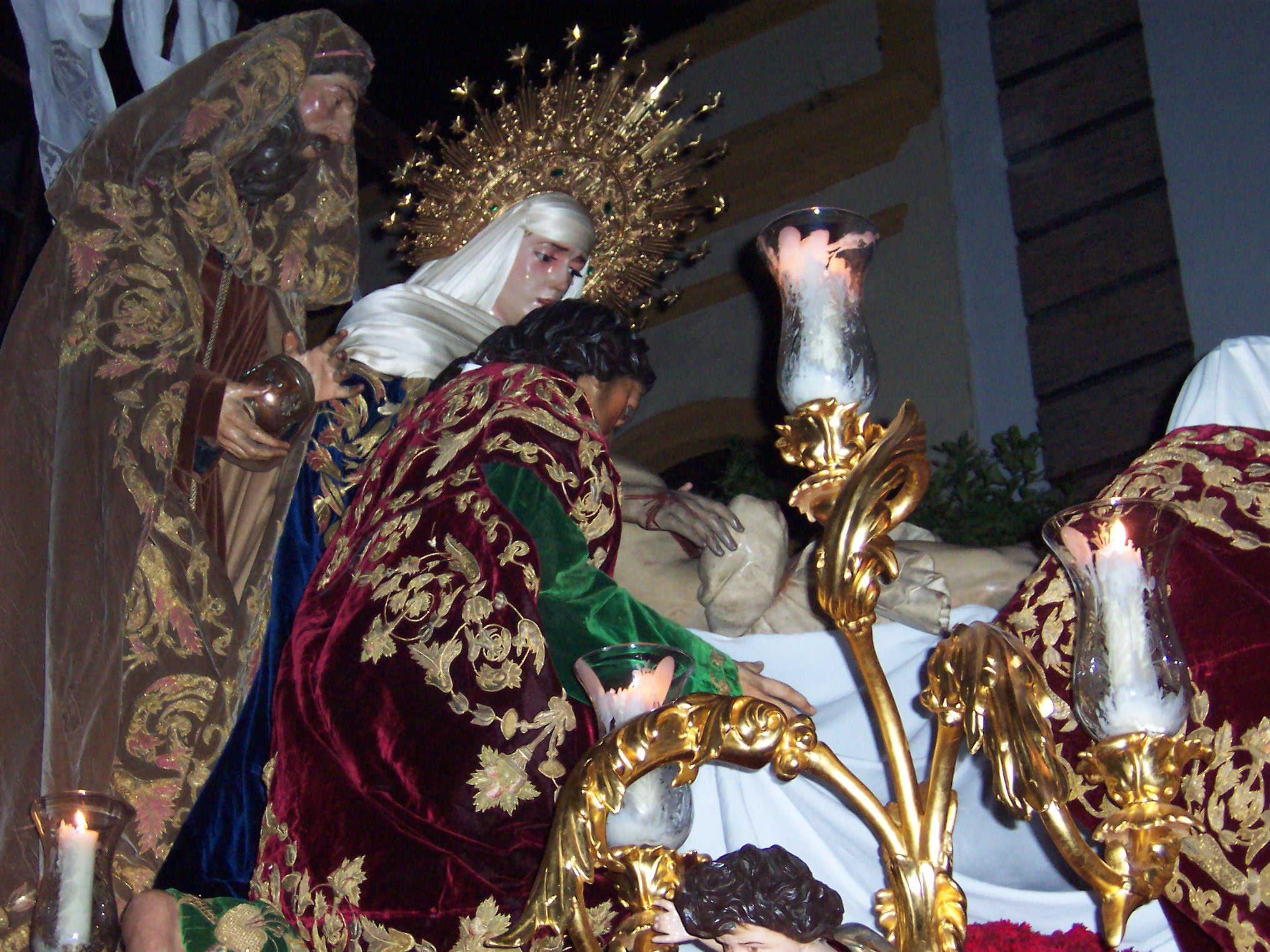
"Nuestro Padre Jesús Descendido de la Cruz" della "Hermandad de "Sagrada Mortaja"".

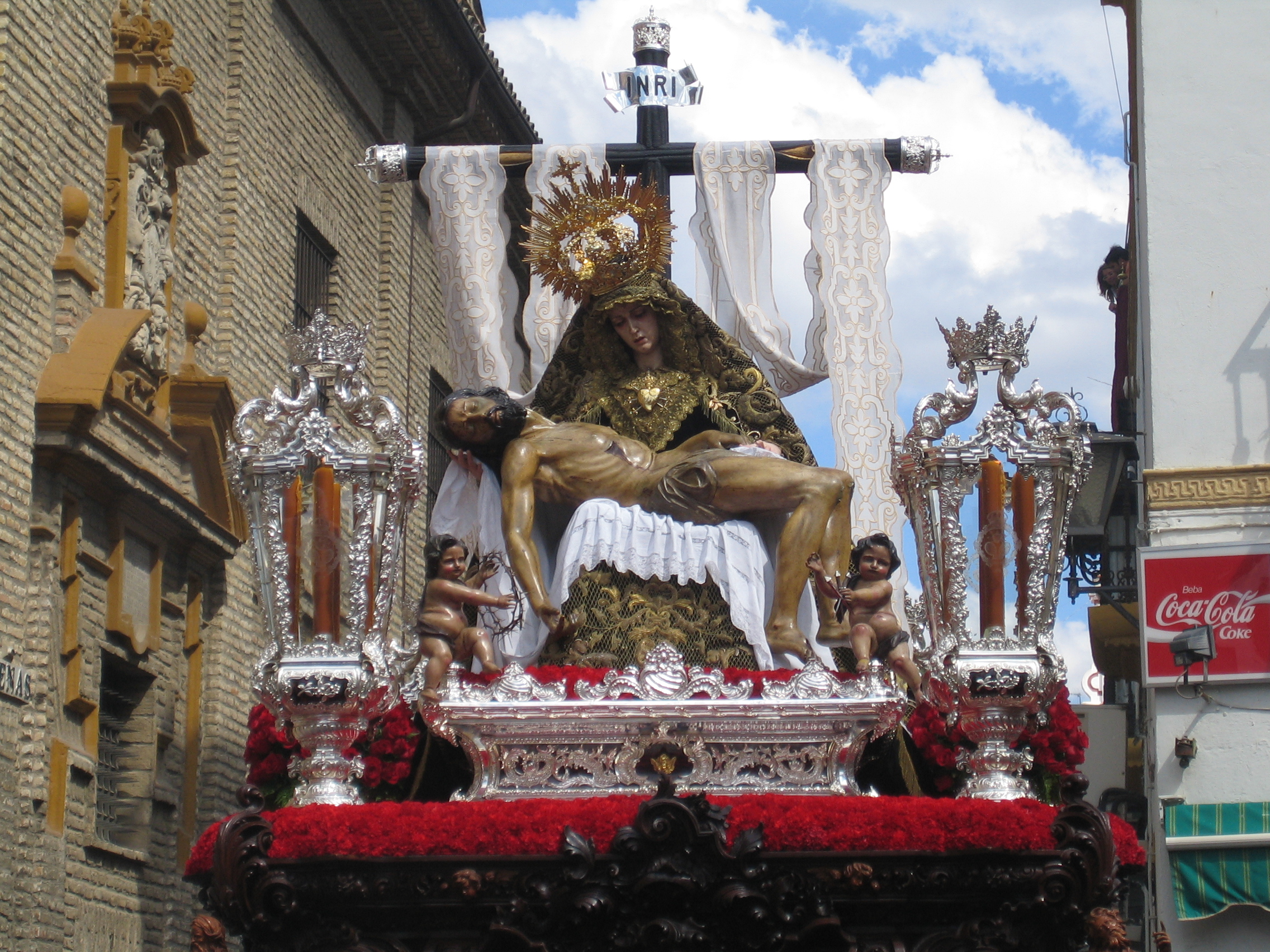
"Piedad de los Servitas" della "Hermandad de "Los Servitas"".

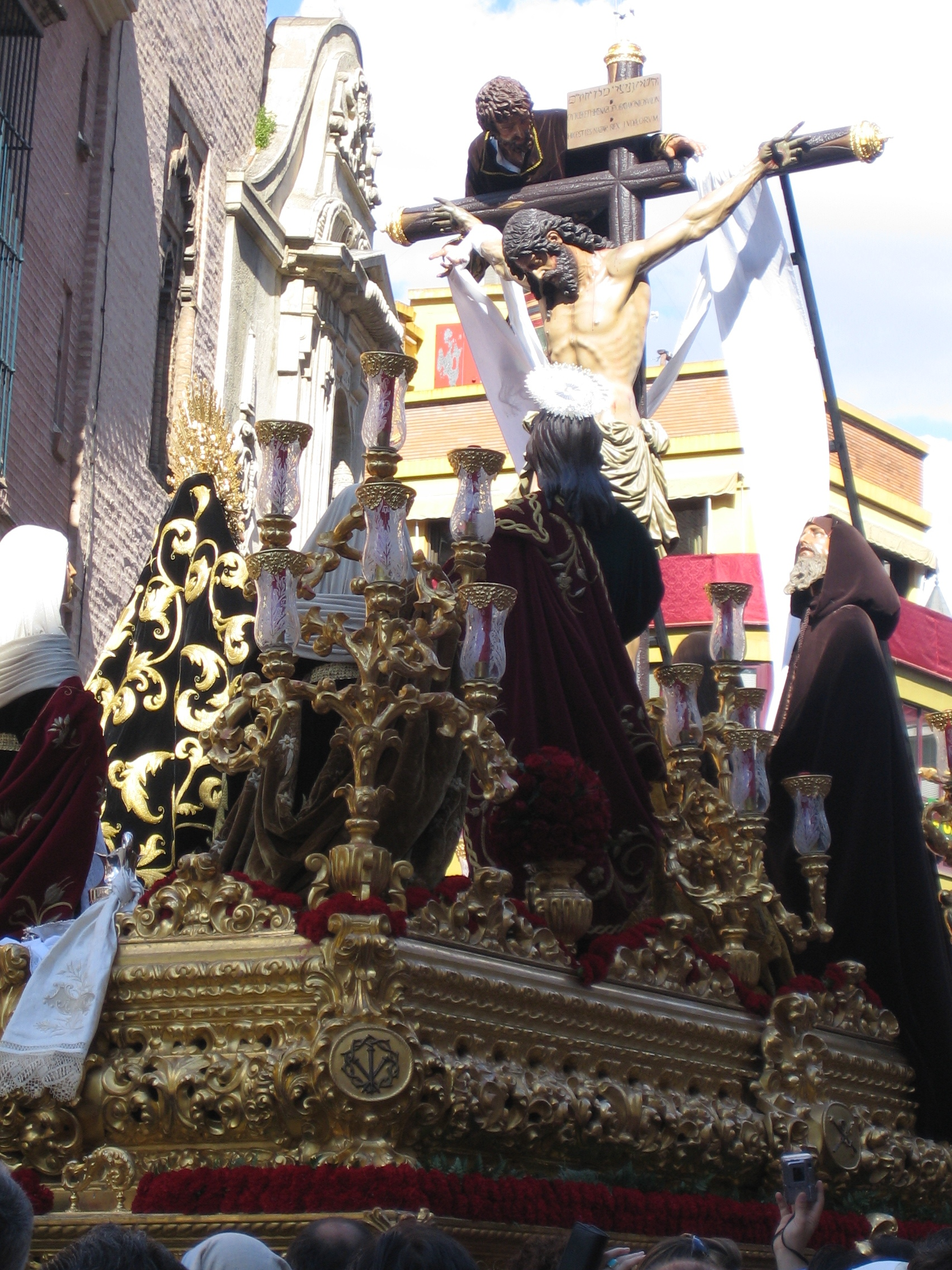
"Cristo de las Cinco Llagas" della "Hermandad de "La Trinidad".

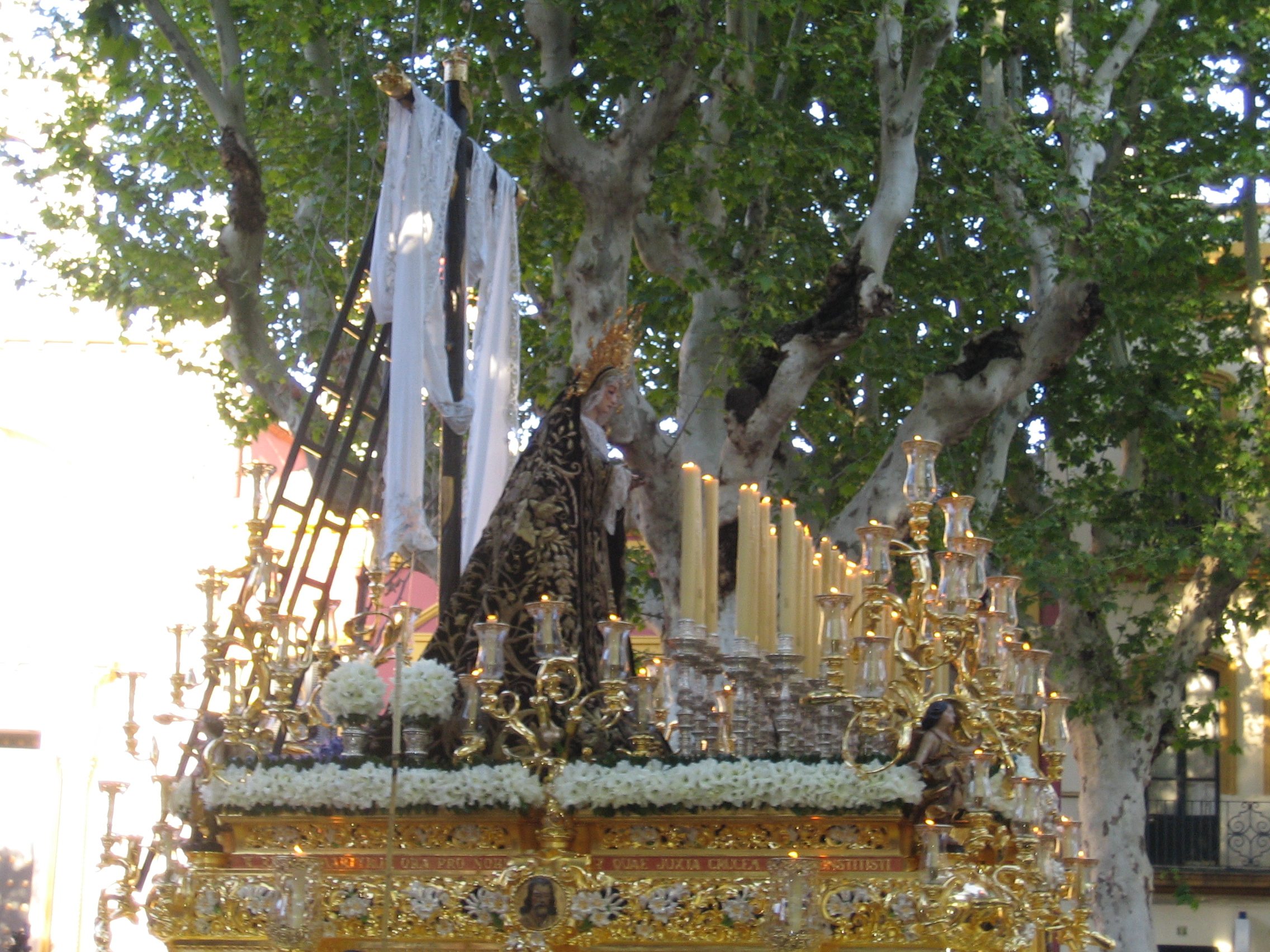
"Virgen de la Soledad de San Lorenzo" della "La Soledad de San Lorenzo".

Il Concilio di Trento promuove il culto e le immagini sacre. Alcune di quelle processionate a Siviglia sono opere dei maggiori scultori del barocco spagnolo:
- Juan Martínez Montañés: "El Señor de Pasión", 1619.
- Juan de Mesa:
  - "Señor del Gran Poder" del 1620;
  - "Cristo de la Buena Muerte" del 1620 della "Hermandad de los Estudiantes";
  - "Cristo del Amor" del 1618, "Cristo de la Conversión del Buen Ladrón" della "Hermandad de Montserrat".
- Andrés de Ocampo: "Cristo de la Fundación" del 1622.
- Juan Bautista Vázquez el Viejo: "Cristo de Burgos" del 1573.
- José de Arce: "Nuestro Padre Jesús de las Penas del 1655 della "Hermandad de la Estrella".
- Francisco de Ocampo y Felguera: "Cristo del Calvario" del 1611.
- Andrés Cansino: "Cristo de la Salud" (San Bernardo).
- Francisco Ruiz Gijón: "El Cristo de la Expiración" altrimenti noto come "El Cachorro"
- La Roldana: "Virgen de la Estrella", attribuzione.
- Pedro Roldán:
  - "Cristo del descendimiento" del 1650 - 1660, altrimenti noto come "La Quinta Angustia";
  - il "Nazareno de la O" del 1685 e il "Cristo de la Misericordia" della "Hermandad de Santa Cruz".
- Felipe de Ribas: "Jesús de la Divina Misericordia", della "Hermandad de Las Siete Palabras" del 1641.

### XVIII secolo
- Cristóbal Ramos (1725-1799): "Talla de María Santísima de las Aguas" o "Nostra Signora delle Acque", pertinenza della "Hermandad del Museo" del 1772.

### XIX secolo
- Juan de Astorga:
  - "Virgen de la Presentación" della "Hermandad de El Calvario";
  - "Nuestra Señora de la Esperanza" della "Hermandad de la Trinidad" del 1820.

### XX e XXI secolo
- Antonio Castillo Lastrucci:

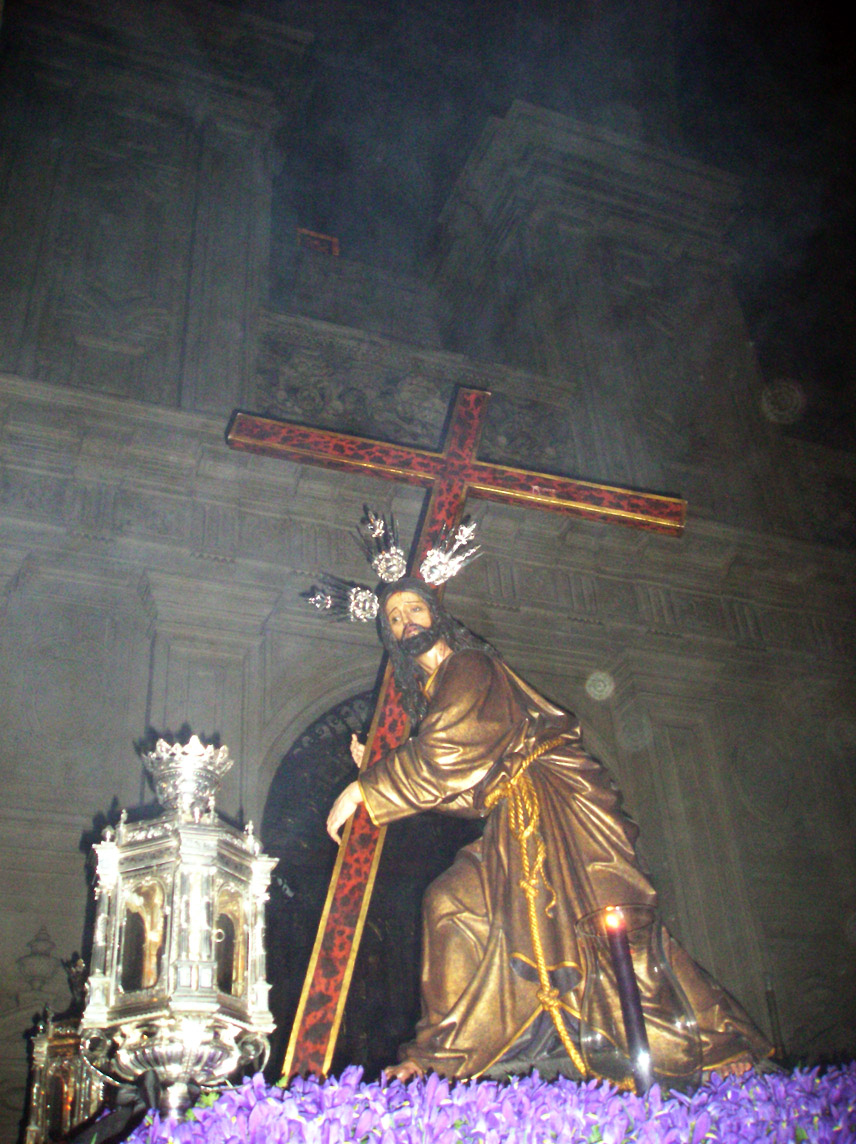
"Jesús Nazareno de La Corona" della "Hermandad de La Corona".

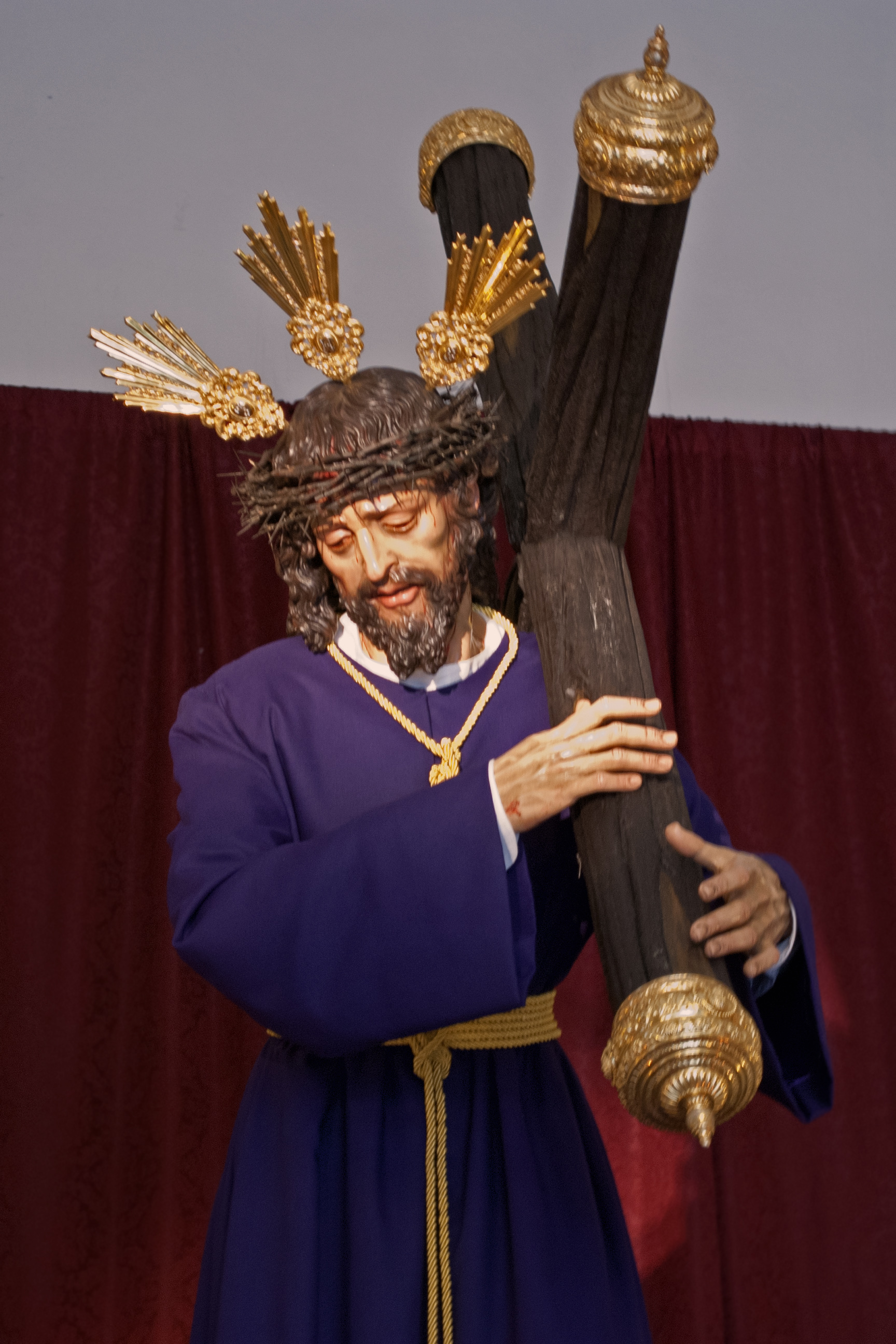
"Jesús de la Caridad" della "Hermandad de San José Obrero".

  - "Misterio de la Presentación de Jesús al Pueblo" della "Hermandad de San Benito" 1928;
  - "Misterio del paso de Jesús de la Sentencia" della "Hermandad de la Esperanza Macarena" 1929;
  - "Virgen de la Hiniesta" della "Hermandad de La Hiniesta" 1937;
  - "Misterio de Nuestro Padre Jesús Ante Anás" della "Hermandad del Dulce Nombre";
  - "Virgen del Dulce Nombre" della "Hermandad del Dulce Nombre";
  - "Misterio Nuestro Padre Jesús del Soberano Poder en su Prendimiento" della "Hermandad de los Panaderos";
  - "Misterio de Nuestro Padre Jesús de las Tres Caídas" della "Hermandad de la Esperanza de Triana".
- Sebastián Santos Rojas: "Virgen del Refugio" della "Hermandad de San Bernardo" del (1938).
- Luis Ortega Bru:
  - "Cristo de la Misericordia" della "Hermandad de El Baratillo";
  - "Misterio" della "Hermandad de Santa Marta";
  - "Jesús del Soberano Poder" del 1975;
  - "Caifás y Nuestra Señora de la Salud" della "Hermandad de San Gonzalo";
  - "Cristo de la Salud" della "Hermandad de Monte-Sion";
  - "Apostolado" della "Hermandad de la Cena".
- Antonio Perea Sánchez: "Imagen de Jesús" della "Hermandad de Jesús Despojado" realizzata nel 1939.
- Francisco Buiza Fernández: "Cristo de la Sangre" della "Hermandad de San Benito" del 1966.
- Antonio Illanes Rodríguez: "Cristo de la Sagrada Lazada" del 1929.
- José Paz Vélez:
  - "Nuestro Padre Jesús Cautivo";
  - "Nuestra Señora de las Mercedes Coronada" della "Hermandad de Santa Genoveva".
- Antonio Eslava Rubio: "Virgen de los Dolores y Misericordia" della "Hermandad de Jesús Despojado".
- Antonio Dubé de Luque:
  - "Virgen de Consolación" del 1969 della "Hermandad de La Sed";
  - "Virgen de la Aurora" del 1978 della "Hermandad de La Resurrección".
- Luis Álvarez Duarte:
  - "Cristo de la Sed" della "Hermandad de La Sed";
  - "Virgen del Patrocinio" della "Hermandad de El Cachorro";
  - "Nuestro Padre Jesús Cautivo";
  - "Virgen del Rosario" della "Hermandad de Jesús Cautivo y Rescatado";
  - "Virgen de Los Dolores" della "Hermandad de San José Obrero".
- Juan Manuel Miñarro:
  - "Nuestro Padre Jesús de la Humildad" del 2003 e figure secondarie del 1989 - 1990;
  - "Misterio del Santísimo Cristo del Desamparo";
  - "Abandono" della "Hermandad de Nuestra Señora de los Dolores de El Cerro del Águila".
- José Antonio Navarro Arteaga:
  - "Cristo de Pasión y Muerte" della "Hermandad de Pasión y Muerte";
  - "Jesús de la Esperanza en el Puente Cedrón" della "Agrupación La Milagrosa".
- Fernando Aguado:
  - "Señor de la Caridad" del 2003;
  - "Simon de Cirene" del 2013 della "Hermandad de San José Obrero".

## Giorni di Passione
In rispetto della lingua spagnola e della ricchezza etimologica delle definizioni sono mantenute le denominazioni originali delle Confraternite, dei nomi dei simulacri e degli etimi prettamente sivigliani.

### Venerdì di Dolore
È il primo giorno delle processioni:
- "Hermandad de Jesús de Nazaret": Nata in una scuola nel quartiere o barrio di Pino Montano divenendone la più grande confraternita. Sfilano in processione i pasos raffiguranti il mistero dell'"Orazione di Gesù di Nazareth nell'Orto degli Ulivi" e la "Señora del Amor" o "Virgen del Amor".
- "Hermandad de Pasión y Muerte": Fondata nel 1991 per rilanciare il culto di due antiche devozioni del barrio di Triana come il "Santísimo Cristo de Pasión y Muerte", la "Virgen del Desconsuelo y Visitación" e la "Virgen del Buen Aire".
- "Hermandad de La Corona": Fondata nel XVI secolo come confraternita di penitenza il cui culto è rinnovato nel 1989 presso la "Chiesa del Sagrario". Sono condotti in processione il "Jesús Nazareno de La Corona" e la "Virgen del Rosario".
- "Hermandad de Padre Pío": Nasce in un club di flamenco nel barrio di Palmete. Sono condotti in processione il "Nazareno de la Salud y Clemencia" e la "Virgen de la Divina Gracia".
- "Hermandad de la Misión": Fondata nel 1949 come una confraternita di gloria, conduce in processione il mistero che rappresenta il "Señor de la Misión".
- "Hermandad del Dulce Nombre de Bellavista": Fondata nel 1992. Processiona il "Cristo Cautivo del Dulce Nombre de Bellavista", un mistero raffigurante San Pietro che taglia l'orecchio a Malco durante l'arresto di Gesù nel Getsemani, e la "Virgen del Dulce Nombre en sus Dolores y Compasión".
- "Agrupación Parroquial Bendición y Esperanza": L'origine di questo gruppo parrocchiale risale al 1992 per opera di un gruppo di giovani presso la "Chiesa di Gesù Operaio". Porta in processione "El encuentro de Señor con su Madre", mistero che si completa con le figure di Maria Maddalena, San Giovanni Battista, due soldati romani e un giudeo.

### Sabato di Passione

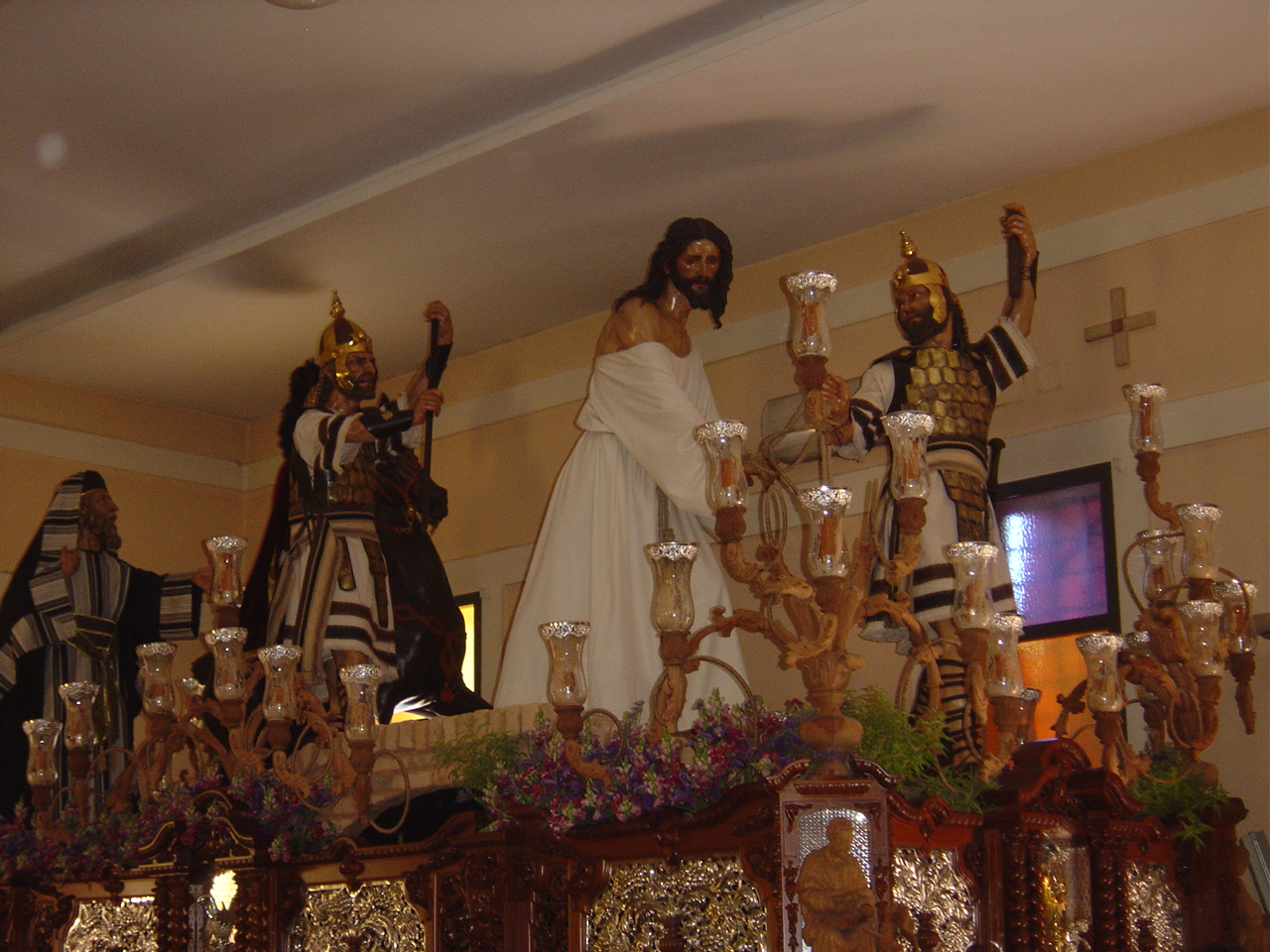
"Misterio del Puente Cedrón" della "Agrupación La Milagrosa".

- "Agrupación La Milagrosa": Gruppo fondato presso la "Chiesa di Ciudad Jardín". Conduce in processione il mistero opera di Jose Antonio Navarro Arteaga raffigurante il "Jesús de la Esperanza por el Puente Cedrón" e la "Virgen Dolorosa Advocada del Rosario" con San Giovanni Evangelista.
- "Hermandad del Divino Perdón": Costituita nel 1992, porta in processione il "Cristo Nazareno Advocado del Divino Perdón" opera di José Antonio Navarro Arteaga assieme alla "María Santísima de la Purísima Concepción" del barrio di Parco Alcosa.
- "Hermandad de los Dolores Torreblanca": La sua origine risale al 1961, conduce in processione il mistero del "Mesías y l'interrogatorio de Pilato" e la "Virgen de los Dolores".
- "Hermandad y Cofradía de Gloria de Nuestra Señora del Rosario y San José" o "Agrupación del Rosario de San Jerónimo". Il sodalizio processiona da 2016 il "Nuestro Padre Jesús del Amor en su Divina Misericordia", opera di Mariano Sánchez del Pino del 2015. Il paso rappresenta Gesù dopo la sua terza caduta, aiutato da Simone di Cirene. La "Virgen de la Salud", una Mater Dolorosa acquisita nel 2015, che dovrebbe accompagnare la processione processionale del sabato di Passione. Il motto del gruppo è: Quando vuole Dio.[4]
- "Hermandad de San José Obrero": Fondata presso la "Chiesa di San Giuseppe Lavoratore e San Francesco di Paola" di Calle Siviglia Samaniego. Processiona il "Jesús de la Caridad" con Simone di Cirene e la "Virgen de los Dolores" o "Nuestra Señora de los Dolores".

### Domenica delle Palme

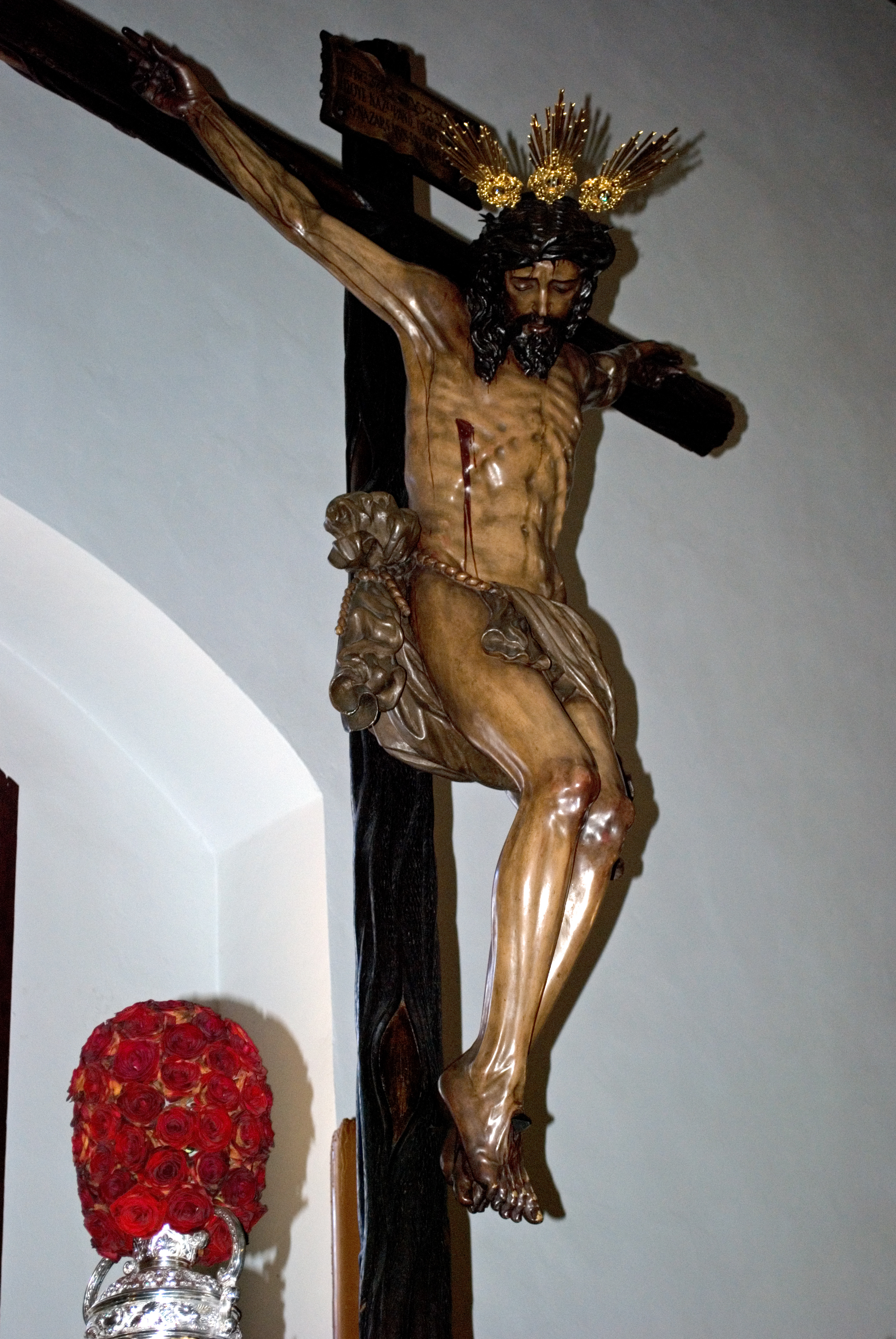
"Cristo de la Buena Muerte" della "Hermandad de "Los Estudiantes"", di Juan de Mesa

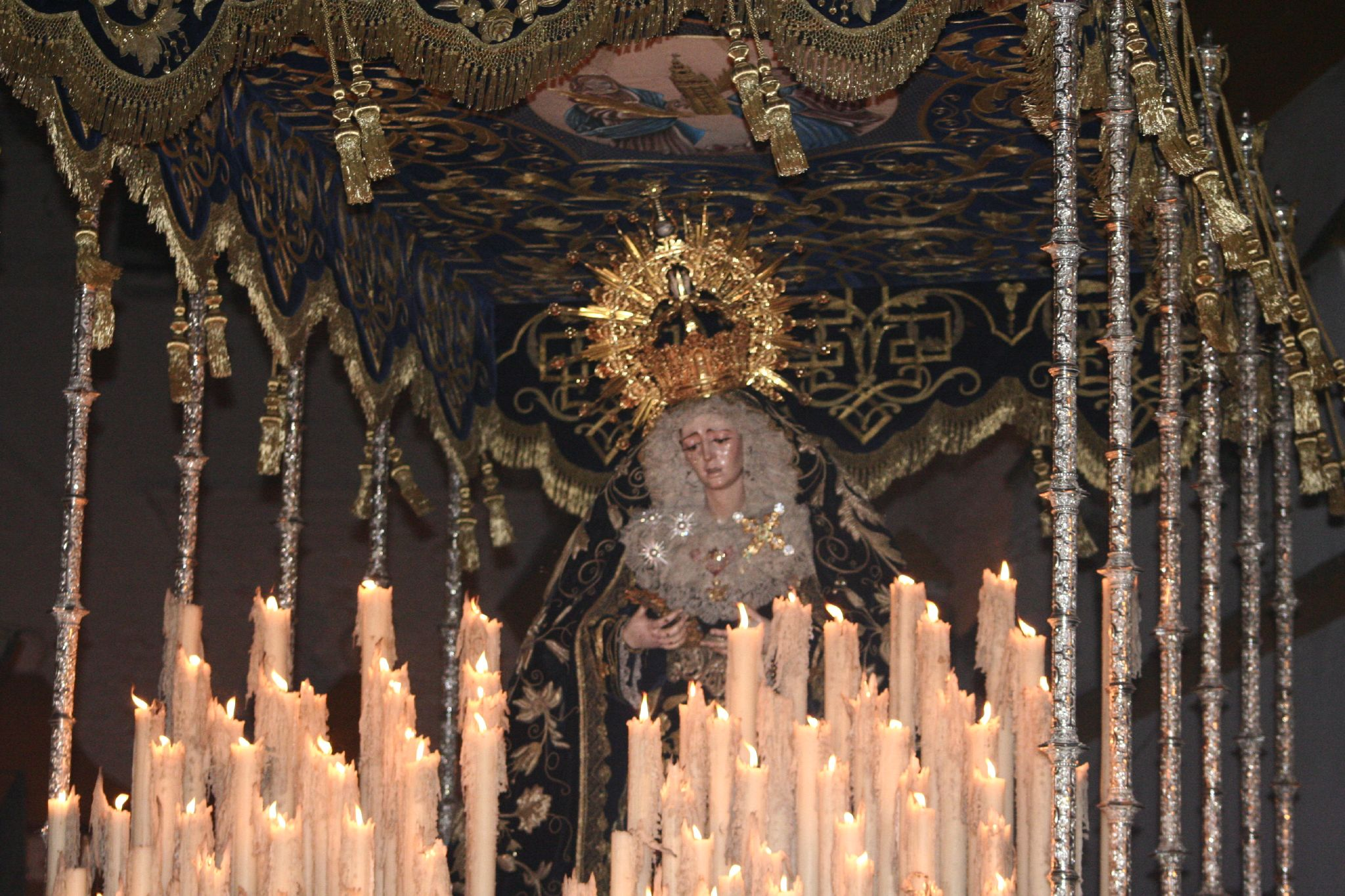
La "Virgen de la Estrella" della "Hermandad de "La Estrella"".

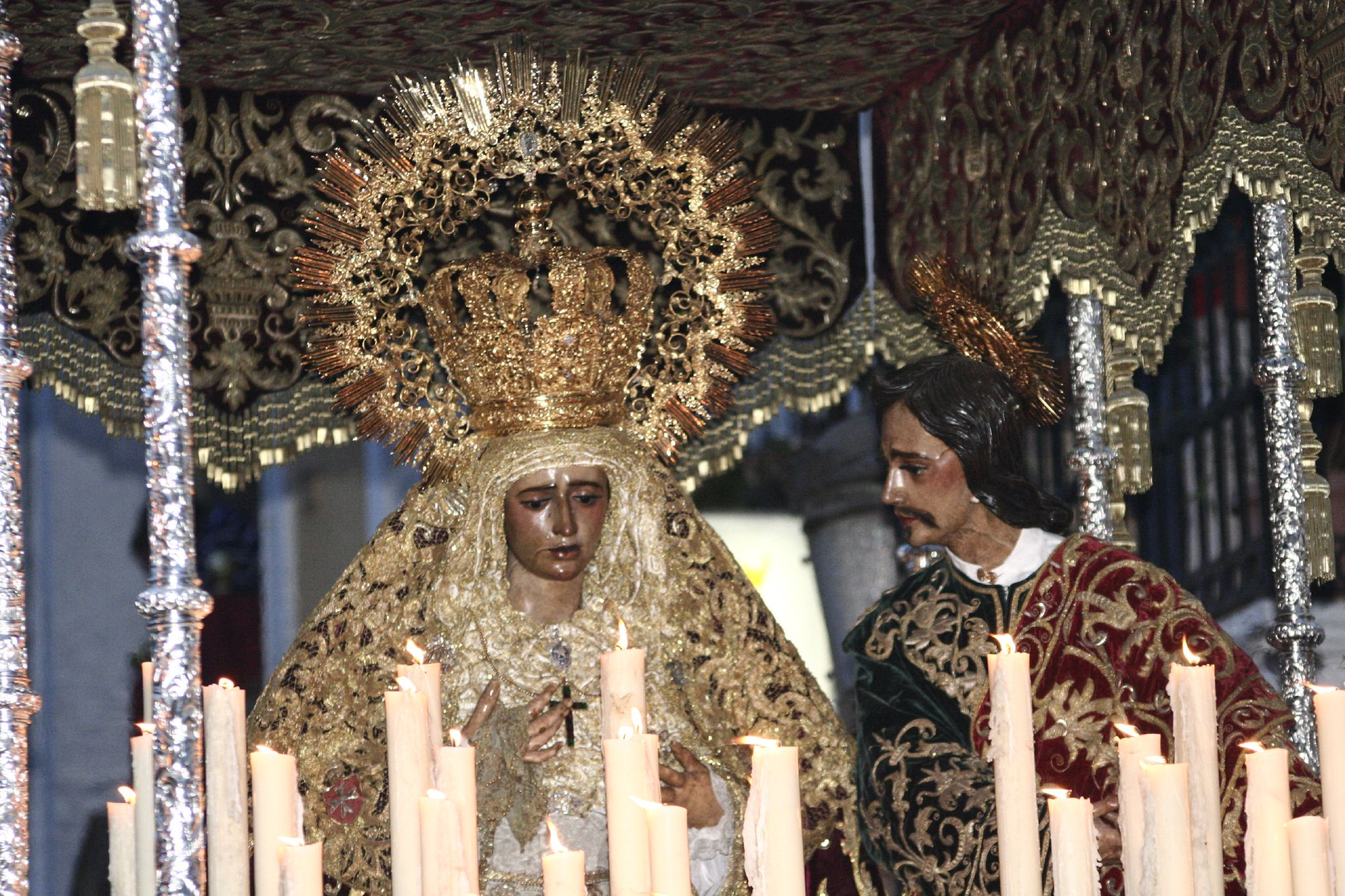
La "Virgen de la Amargura" della "Hermandad de "La Amargura"".

La Domenica delle Palme segna l'inizio della Settimana Santa. Nel 1880 i primi cortei aprono i percorsi processionali in questo giorno. Spetta alla "Hermandad de "La Paz"" del barrio di Porvenir il diritto d'apertura del corteo e costituisce una delle uscite più emotive. La Chiesa rievoca col rito delle Palme l'ingresso trionfale di Gesù a Gerusalemme.
- "Cofradía de "La Borriquita"": Fondata nel XVI secolo. Partecipa con i due pasos della "Hermandad del Santísimo Cristo del Amor" e il corteo di numerosi bambini portando in processione la "Entrada de Jesús en Jerusalén"", confidenzialmente nota come "La Borriquita" equivalente di asinella.
- "Hermandad de "Jesús Despojado"": La Fratellanza è stata fondata nel 1936. Conduce in processione il "Nuestro Padre Jesús Despojado de sus Vestiduras" e l'immagine dell "Santísima Virgen de los Dolores y Misericordia". Nel 1972 il cardinale Jose Maria Bueno Monreal assegna il titolo di "Humilde y Fervorosa".
- "Hermandad de "La Paz"": Fondata nel 1939 da un gruppo di veterani militari della guerra civile spagnola. Consuce in processione il "Nuestro Padre Jesús de la Victoria" e la "María Santísima Virgen de la Paz", la Confraternita è contraddistinta dal colore bianco della pace delle vesti dei Nazareni e il baldacchino originale.
- "Hermandad de "La Cena"": La "Hermandad de la Humildad y Paciencia" con sede presso l'Ospedale San Lazzaro nel XVI secolo e la "Hermandad de la Sagrada Cena" fondata il 14 dicembre 1580 nella "Chiesa di San Nicola" si fondono nel 1591 nella "Chiesa Omnium Sanctorum". È l'unica Confraternita che conduce in processione tre pasos: l'"Última Cena", il "Jesu Cristo en la advocación de la Humildad y Paciencia" e la "Virgen del Subterráneo".
- "Hermandad de "La Hiniesta"": Fondata all'inizio del XV secolo, nel 1560 esiste già una "Hermandad de Penitencia de la Hiniesta", si ricostituisce nel 1879 presso la "Chiesa di San Giuliano". Sono condotti in processione il "Cristo de la Buena Muerte" e la "Virgen de la Hiniesta Dolorosa" che reca un reliquiario nel piedistallo.
- "Hermandad de "San Roque"": Risale alla metà del XVI secolo, ma è una rifusione del 1901 regolamentata nel 1902. L'arciconfraternita attuale è il risultato della fusione nel 1927 nella "Chiesa di San Rocco" della "Hermandad de Nazarenos de Nuestro Padre Jesús de las Penas" e della "Hermandad de Nuestra Señora de Gracia y Esperanza" del 1901. Conduce in processione il "Cristo de las Penas" e la "Nuestra Señora de Gracia y Esperanza".
- "Hermandad de "La Estrella"": Fondata nel 1560 come "Hermandad de Luz de María Santísima de la Estrella" dai caricatori di porto e dagli assistenti di viaggio per le Indie nell'ex Convento di Victoria di Triana e gestiti da monaci minimi di San Francesco di Paola. È la prima confraternita che di diritto attraversa le strade di Triana e quella con il maggior numero di Nazareni. Conduce in processione il "Cristo de las Penas" e la "María Santísima de la Estrella Coronada".
- "Hermandad de "La Amargura"": Fondata nel tardo XVII secolo come confraternita di penitenza nella "Chiesa di San Giuliano". È conosciuta anche come "El Silencio Blanco". Nel 1893 il baldacchino si è incendiato ma, sono state salvate le immagini. La "Virgen de la Amargura" è stata la prima effigie dolorosa sivigliana a essere incoronata canonicamente nel 1954. È preceduta dal mistero "Jesús del Silencio en el Desprecio de Herodes".
- "Hermandad de "El Amor"": Fondata nel 1508 nella "Chiesa di San Giacomo" per il sollievo dei detenuti, il paso richiama gli angeli al passaggio di Cristo con le iscrizioni: “Amor”, “Y Socorro”, “A los” e “Encarcelados”, segue la "Nuestra Señora del Socorro". I confratelli indossano abiti neri con cintura.

### Lunedì Santo

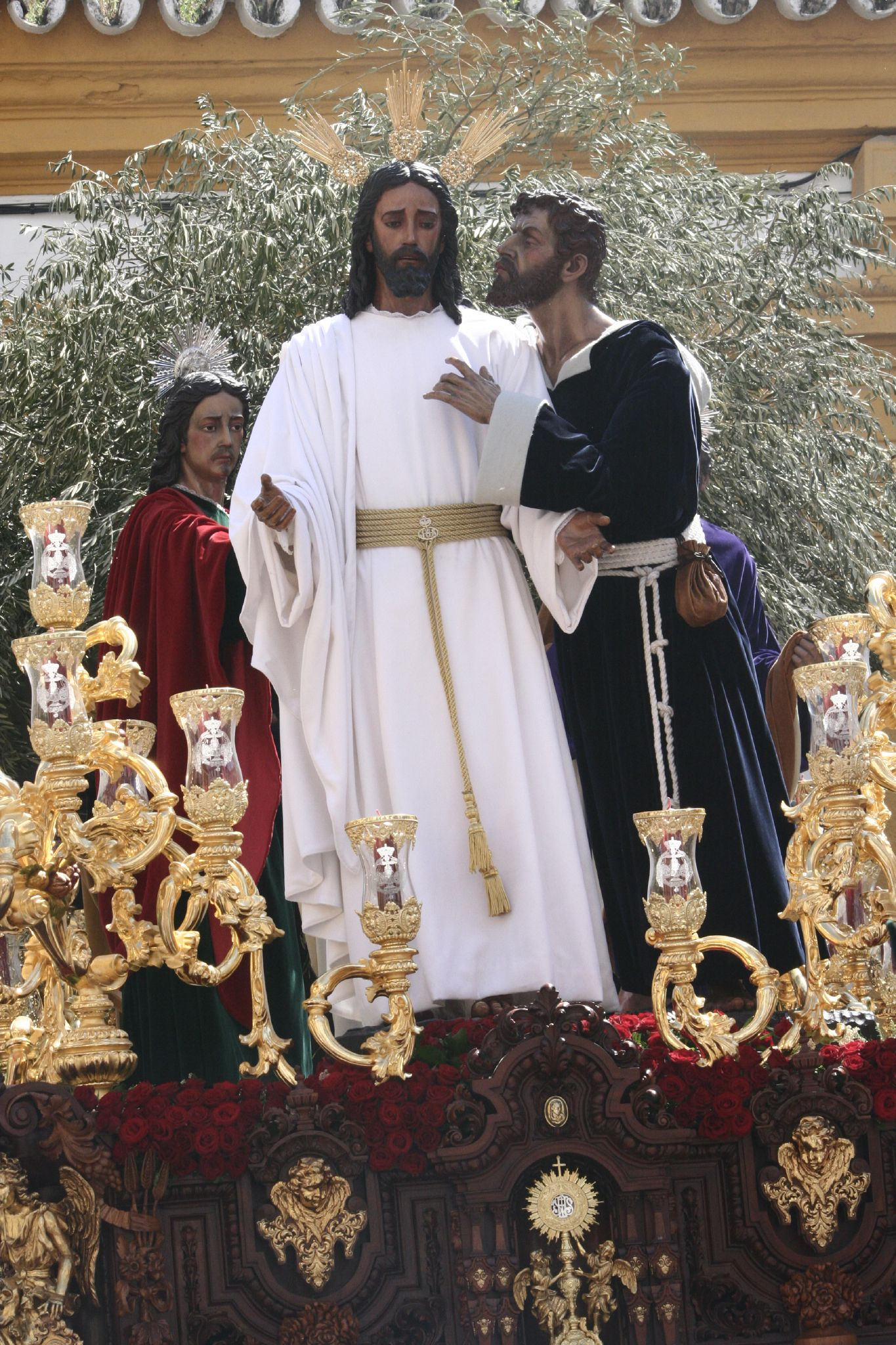
"Jesús de la Redención en el beso de Judas" della "Hermandad de El Beso de Judas".

Il Lunedì di Pasqua si commemora l'opera di evangelizzazione di Gesù. La prima processione in questo giorno risale al 1924 e ricorda alcune scene della vita di Gesù.
- "Hermandad de Jesús Cautivo y Rescatado": Nel 2008 realizza la prima Stazione della Penitenza in Cattedrale. Come Confraternita di penitenza la regola è stata adottata nel gennaio 2005. È portato in processione il mistero che rappresenta "Jesús ante Herodes" ovvero Gesù deriso da parte di Erode e "María Santísima del Rosario Doloroso".
- "Hermandad de El Beso de Judas": Fondata nel 1955 nella "Chiesa di Santa Maria la Bianca". Il passaggio di Cristo rappresenta il momento iniziale della Passione con "Judas besa a Jesús en el huerto de los Olivos", segue la "Virgen del Rocío".
- "Hermandad de Santa Genoveva": Fondata presso la "Chiesa di Santa Genevieve" nel 1956, fa la sua prima stazione di penitenza alla Cattedrale nel 1958. È la confraternita che percorre l'itinerario più lungo e conduce il "Nuestro Padre Jesús Cautivo" e la "Nuestra Señora de las Mercedes".
- "Hermandad de Santa Marta": Fondata nel 1946 presso la "Chiesa di San Bartolomeo". All'inizio era una Confraternita di gloria per divenire di penitenza. Conduce in processione il "Jesús de la Caridad" e la "Virgen de las Penas". I confratelli indossano abiti neri con cintura d'argento.
- "Hermandad de San Gonzalo": Fondata da un gruppo di giovani d'età compresa tra i 12 e i 17 anni. È condotto in processione il "Jesús del Soberano Poder ante Caifás y Anás" in presenza di altri personaggi e la "Nuestra Señora de la Salud". È la Confraternita col maggior numero di Nazareni di tutto il Lunedì di Pasqua.
- "Hermandad de Vera-Cruz": Fondata nel 1448 nel convento di "Casa Grande di San Francesco di Assisi" di Siviglia. Sono condotti in processione il mistero che rappresenta il "Cristo de la Vera Cruz" e la "Virgen de las Tristezas". È stata la prima Confraternita ad ammettere le donne nelle proprie file e ad avere una donna nel proprio Consiglio direttivo.
- "Hermandad de Las Penas de San Vicente": Fondata nella "Chiesa di San Vincenzo" nel 1875, conduce in processione la "Las caídas de Cristo con la Cruz" o "Nuestro Padre Jesús de las Penas" e la "María Santísima de los Dolores".
- "Hermandad de Las Aguas": Fondata presso la "Chiesa di San Giacinto" nel 1750 e riorganizzata nel 1891. È presente ai riti processionali con il "Santísimo Cristo de las Aguas" raffigurante l'angelo con un calice che raccoglie l'"acqua" che sgorga dal fianco di Cristo, la "Virgen del Mayor Dolor" e la "María Santísima de Guadalupe". I confratelli vestono tuniche bianche, cappucci viola e la cintura.
- "Hermandad de El Museo": Costituita dall'unione di argentieri nel 1575 nella "Chiesa di Sant'Andrea". Nel 1577 si stabilì definitivamente nel "Convento della Misericordia" oggi "Museo di Belle Arti di Siviglia". Conduce in processione il "Cristo de la Expiración".

### Martedì Santo

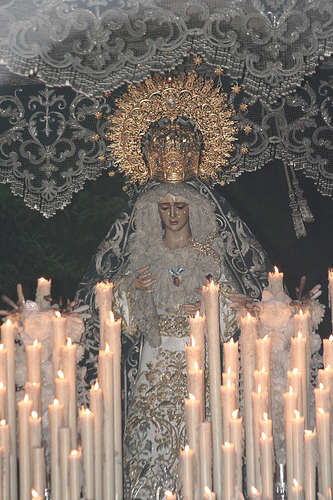
"Virgen de la Candelaria" della "Hermandad de "La Candelaria"".

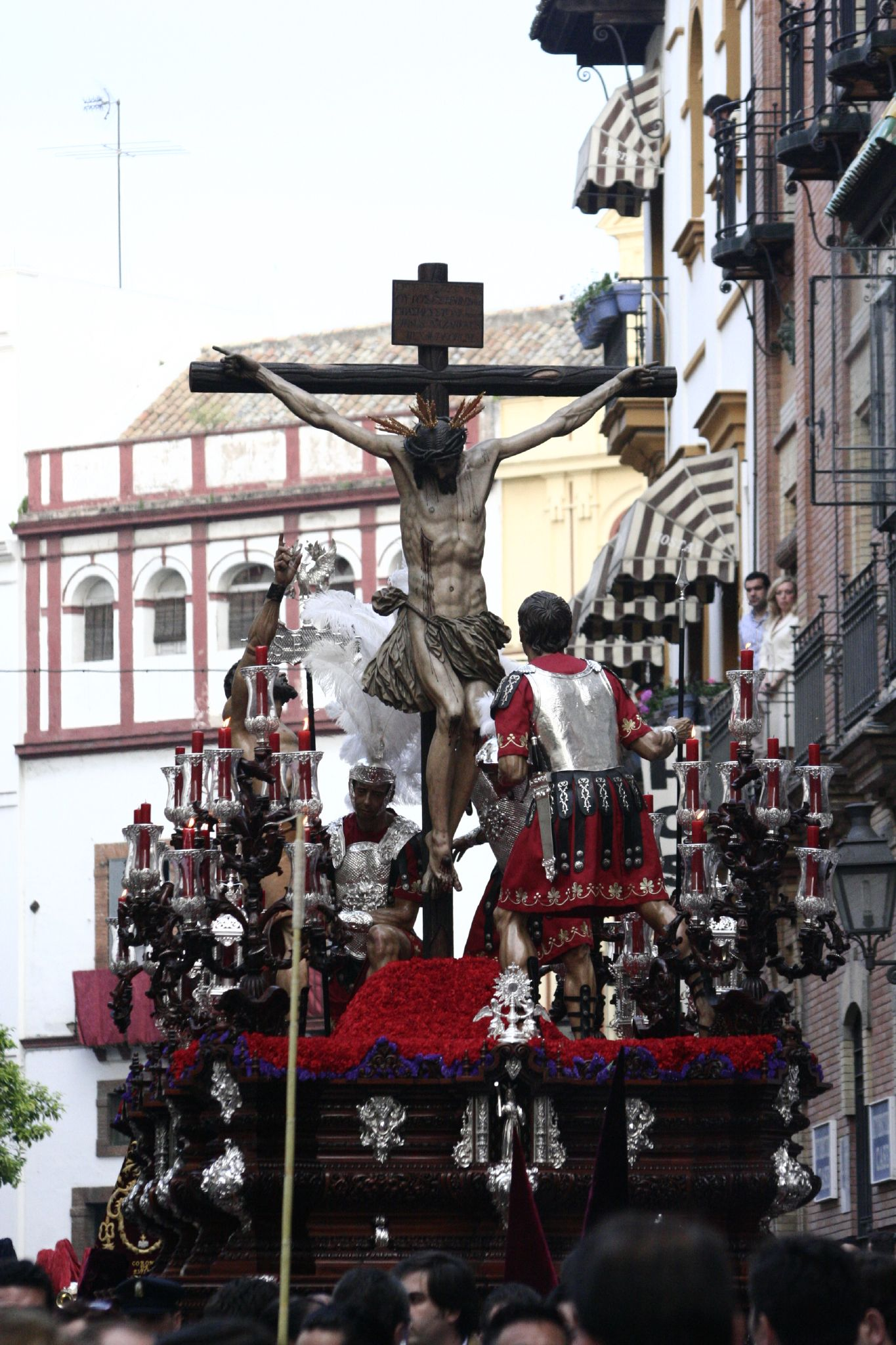
"Cristo del desamparo y abandono" della "Hermandad de "El Cerro"".

Durante il Martedì Santo le Confraternite evocano episodi della vita di Gesù.
- "Hermandad de "El Cerro"": Fondata nel 1944 presso la "Chiesa del Cerro" (Cerro del Águila), è una delle più "giovani" Confraternite di Gloria della Settimana Santa di Siviglia, costituita canonicamente il 20 giugno 1955. Conduce in processione il "Cristo del Desamparo y Abandono" e la "Nuestra Señora de los Dolores Coronada".
- "Hermandad de "Los Javieres"": Fondata nel 1955 presso la "Chiesa del Sacro Cuore" dei Gesuiti. Si trasferisce nel 1977 nella "Chiesa di Omnium Sanctorum", conduce in processione il "Cristo de las Almas" la "Virgen María Santísima de Gracia y Amparo" per la prima volta nel 1980.
- "Hermandad de "San Esteban"": Fondata nel 1926 nel tempio dove si trova oggi, partecipa per la prima volta nel 1929. Il titolo "Salud y Buen Viaje" è dovuto all'invocazione dello Spirito di Cristo da parte dei viaggiatori prima di lasciare la vicina "Puerta de Carmona". Conduce in processione il "Cristo de Salud y Buen Viaje" e la "Virgen María Santísima Madre de los Desamparados".
- "Hermandad de "Los Estudiantes"": È stata fondata da un gruppo di docenti e studenti dell'Università di Siviglia il 17 novembre 1924 nella chiesa dell'Università ex strada Laraña. Conduce il "Santísimo Cristo de la Buena Muerte", un capolavoro di Juan de Mesa appartenente al patrimonio dello Stato, e la "Vergin María Santísima de la Angustia".
- "Hermandad de San Benito": È fondata da carpentieri e maestri d'ascia del porto. La confraternita del barrio di Triana è la seconda per anzianità ad accedere in Cattedrale, attualmente parte dal barrio di "Calzá". Conduce in processione la "Presentación de Jesús al Pueblo", il "Cristo de la Sangre" e la "Virgen de la Encarnación".
- "Hermandad de "La Candelaria"": La sua fondazione è dovuta a un gruppo di fratelli e parrocchiani del barrio "La Candelaria". Fanno la penitenza per la prima volta in Cattedrale nel 1922. Sono condotti in processione il "Cristo de la Salud" e la "Virgen de la Candelaria".
- "Hermandad de "El Dulce Nombre"": Fondata nel 1584 da Padre Fray Diego Calahorra. Dopo un periodo di abbandono è riorganizzata nuovamente nel 1919. La sede attuale era occupata in precedenza dalla "Hermandad de "El Gran Poder"". È condotto in processione il "Jesús ante Anás" popolarmente conosciuto come "La Bofetá" e la "Virgen del Dulce Nombre".
- "Hermandad de "Santa Cruz"": Le sue origini risalgono al XVII secolo, rifondata nel 1904, fa la sua prima stazione di penitenza nel 1905 dal "Convento della Madre di Dio". È condotto in proccessione il "Cristo de las Misericordias" nel momento di spirare con ai suoi piedi Santa María de la Antigua e la "Nuestra Señora de los Dolores" con baldacchino.

### Mercoledì Santo

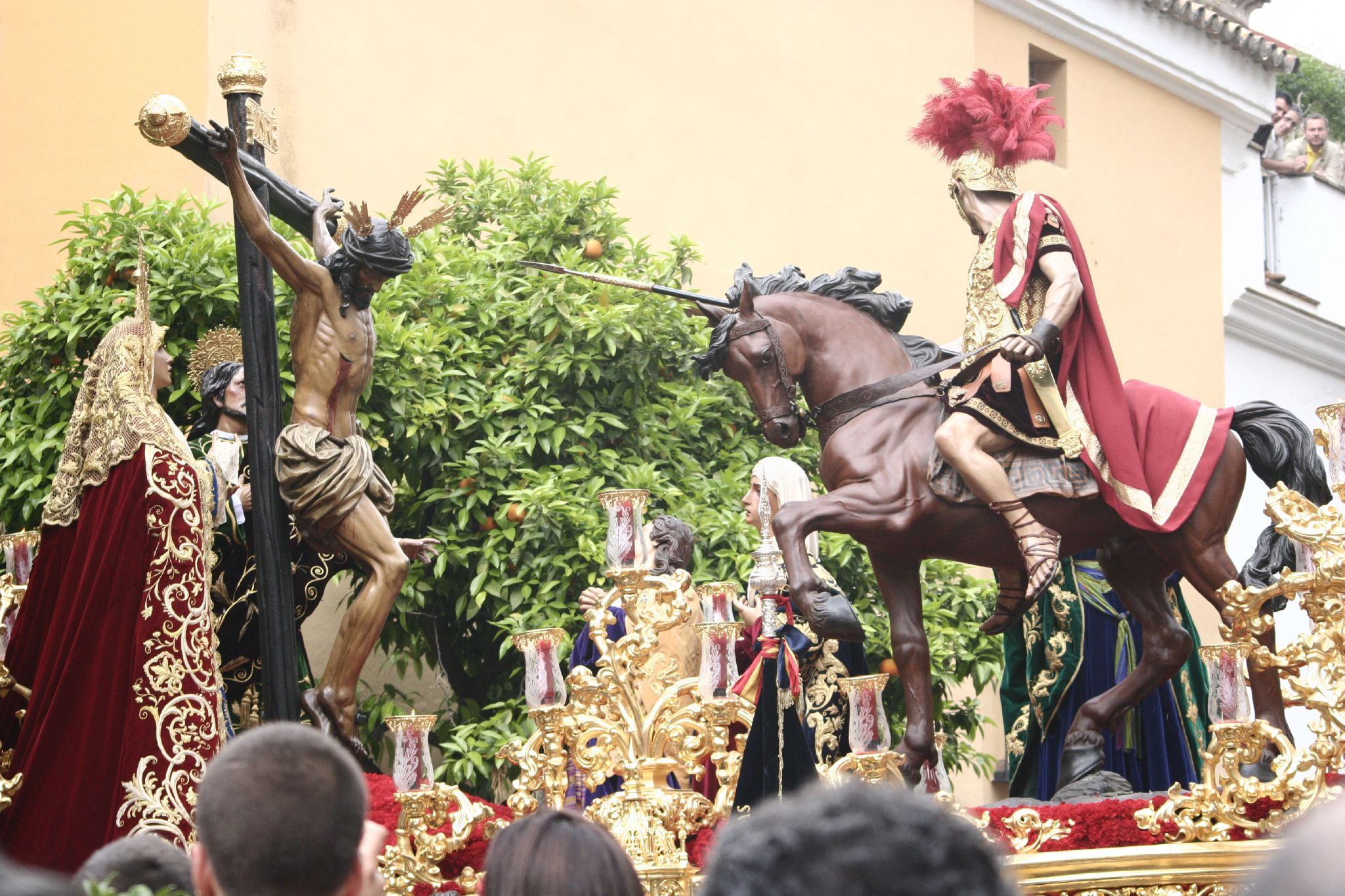
"Misterio de La Lanzada" della "Hermandad de "La Lanzada"".

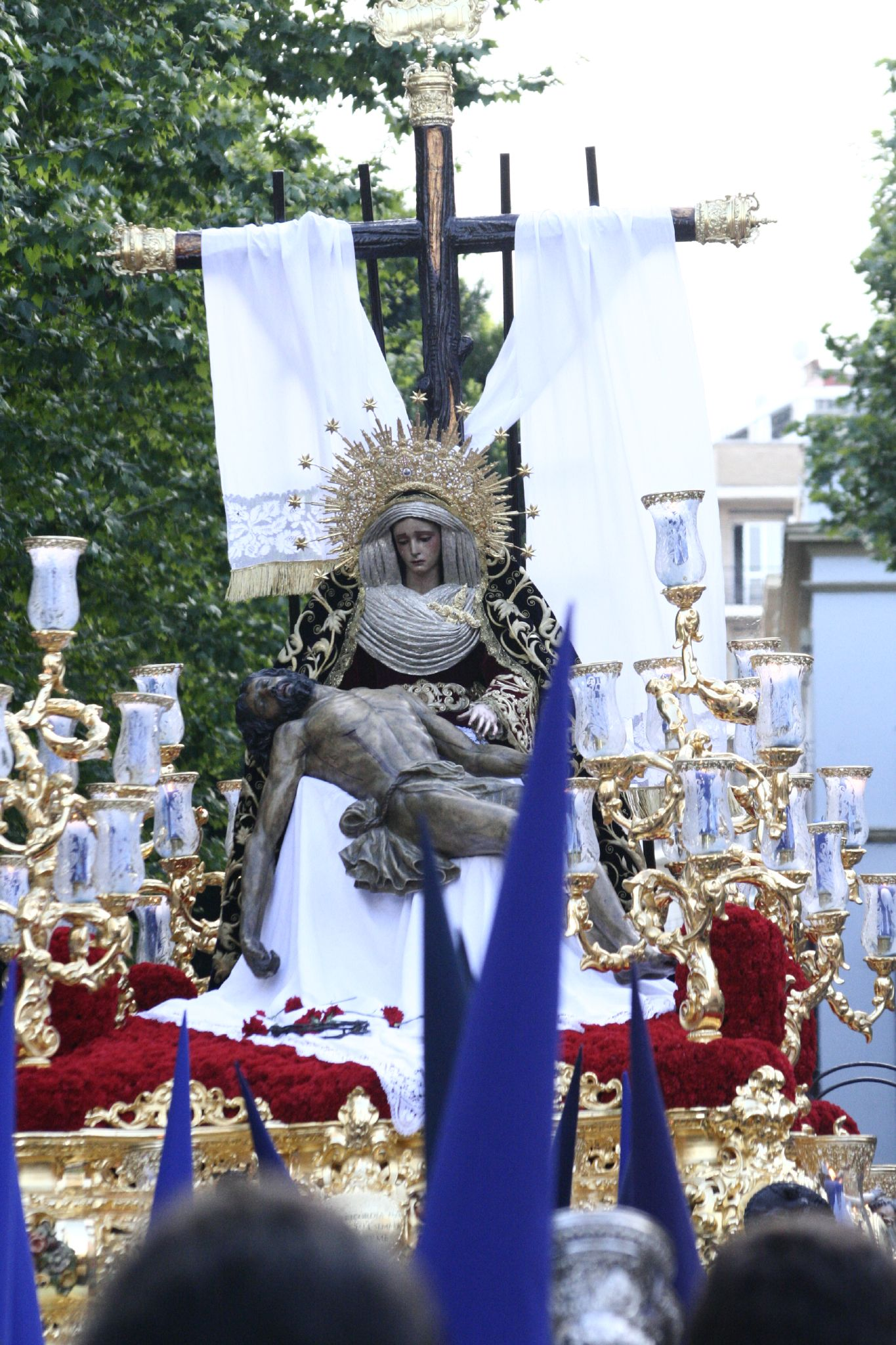
"Piedad del Baratillo" della "Hermandad de "El Baratillo"".

Nel 1905 hanno inizio le processioni nella giornata di Mercoledì Santo. Le processioni continuano evocando episodi della vita di Gesù nella consapevolezza dell'imminenza della fine irrimediabile.
- "Hermandad de "El Carmen Doloroso"": È stata fondata nel 1982 da un gruppo di devoti al culto della "Santísima Virgen del Carmen, en la advocación Dolorosa de María". Nel 2007 effettuano la prima stazione di penitenza in Cattedrale conducendo in processione il mistero del "Señor de la Paz y Negaciones de San Pedro" e la "Virgen del Carmen".
- "Hermandad de "La Sed"": Fondata nel 1969 presso la "Chiesa dell'Immacolata Concezione" per opera di Don Manuel Gutierrez Calero. Inserisce nell'itinerario l'Ospedale di San Giovanni di Dio per offrire una corona di fiori al monumento di Sant'Angela della Croce. Ha effettuato la prima stazione di penitenza in Cattedrale il Mercoledì Santo del 1978 recando in processione il "Cristo de la Sed" e la "Vergine Santa María de Consolación".
- "Hermandad de "San Bernardo"": Fondata nel 1748, la prima regola è del 1764, nello stesso anno effettua la stazione di penitenza per la prima volta. Si tratta di una delle confraternite con più Nazareni. Grazie a questa Confraternita Siviglia vanta il titolo di "Mariana" dal 1946. Conduce in processione il "Santísimo Cristo de la Salud" e la "Vergin Maria Santisima del Refugio".
- "Hermandad de "El Buen Fin"": Fondata dalla corporazione dei conciatori nel 1590 nella "Chiesa di San Giovanni de la Palma" sotto il titolo di "Madre di Dio de la Palma". Il prezzo d'acquisto della statua del "Cristo del Buen Fin" secondo le contrattazioni del 4 ottobre 1645 è stato di 150 ducati in valuta dell'epoca. Conduce in processione il "Santísimo Cristo crucificado del Buen Fin" e la "Nuestra Señora de la Palma".
- "Hermandad de "La Lanzada"": Fondata nel 1595 presso la "Chiesa di San Nicola" con il titolo di "Guía y Lanzada". Dopo innumerevoli cambi di sede si trova nel "Chiesa di San Martino" nel barrio di San Martín. Conduce in processione il "Nuestro Señor Jesu Cristo y Nuestra Señora de Guía" (con San Giovanni Evangelista, Maria Maddalena, Salomé e Maria di Cleofa e Longino a cavallo) e la "María Santísima del Buen Fin" altrimenti nota come la "Señorita de San Martín".
- "Hermandad de "El Baratillo"": La regola risale al 20 maggio 1693 presso la cappella della Real Maestranza. È popolarmente conosciuta come la "Hermandad de los Toreros". Conduce in processione il "Santísimo Cristo de la Misericordia y Nuestra Señora de la Piedad" o "El Baratillo" e la Vergine "María Santísima de la Caridad en su Soledad".
- "Hermandad de "Cristo de Burgos"": Anche se la devozione e l'adorazione del "Cristo de Burgos de San Pedro" risale al XIX secolo, la regola è approvata nel 1943. Inizialmente nata presso la "Chiesa di Sant'Antonio" si trasferisce nel 1888 nella "Chiesa di San Pietro". Conduce in processione il "Santísimo Cristo de Burgos" e la Vergine "Madre de Dios de la Palma".
- "Hermandad de "Las Siete Palabras"": Fondata nel 1561 nel "Convento del Carmen, del 1627 sono aggiunte la "Cofradía de los Sagrados Clavos", la "Hermandad de María Santísima de los Remedios", la "Hermandad de San Juan Evangelista" e la "Hermandad del Santísimo Cristo de las Siete Palabras". Originariamente la "Nuestra Señora de la Cabeza" era un angelo che rappresentava la Giustizia. Conduce in processione il "Nazareno de la Divina Misericordia", il "Cristo de las Siete Palabras" e la "Virgen de la Cabeza".
- "Hermandad de "Los Panaderos"": Dal XVI secolo è accreditata la Corporazione della panetteria, reca in processione il paso di "Nuestro Padre Jesús del Soberano Poder en su Prendimiento" col soprannome di "Salvador de Los Panaderos" e la "Virgen de Regla".

### Giovedì Santo

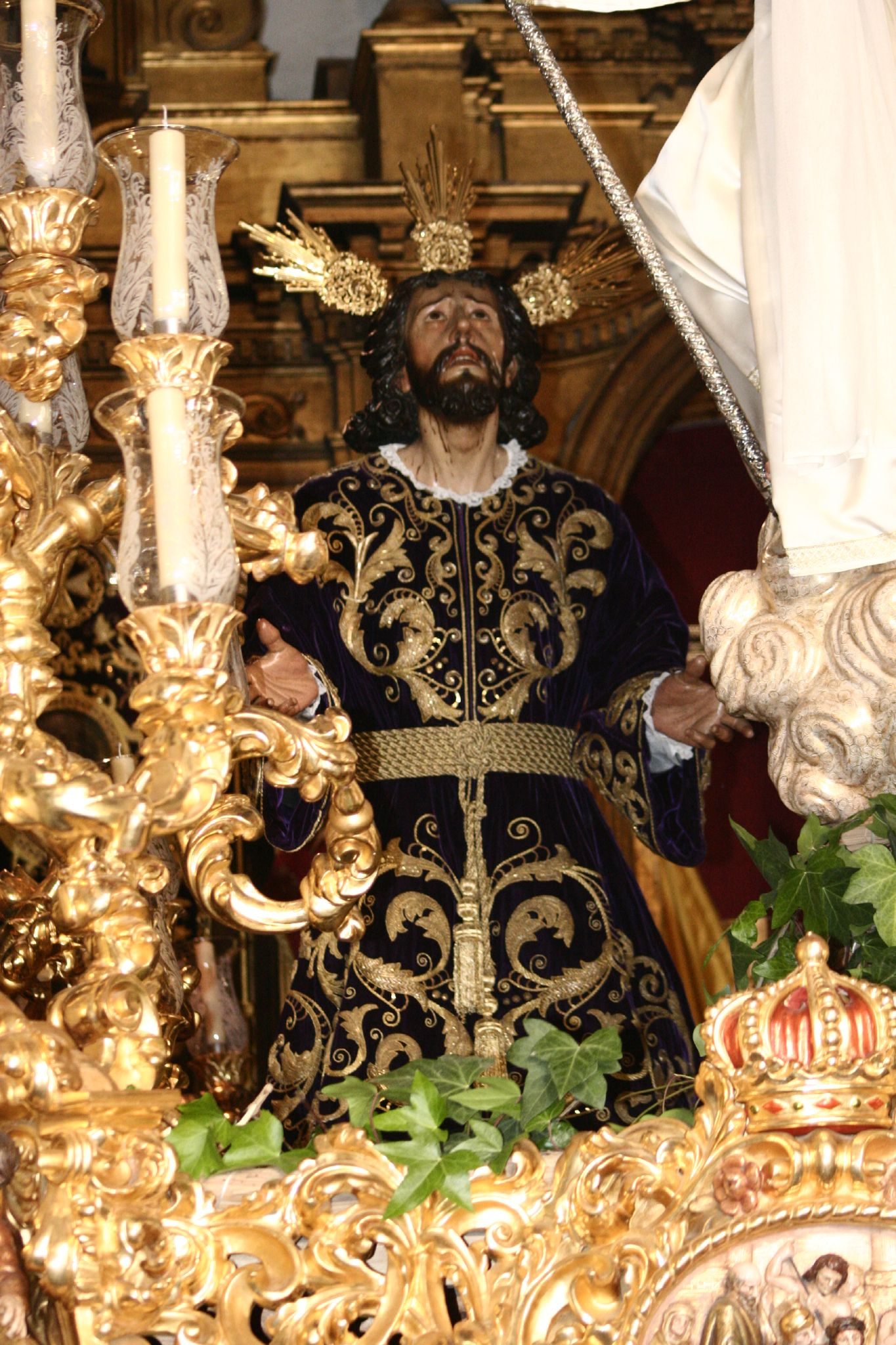
"Santísimo Cristo de la Oración en el Huerto" della "Hermandad de "Monte-Sión"".

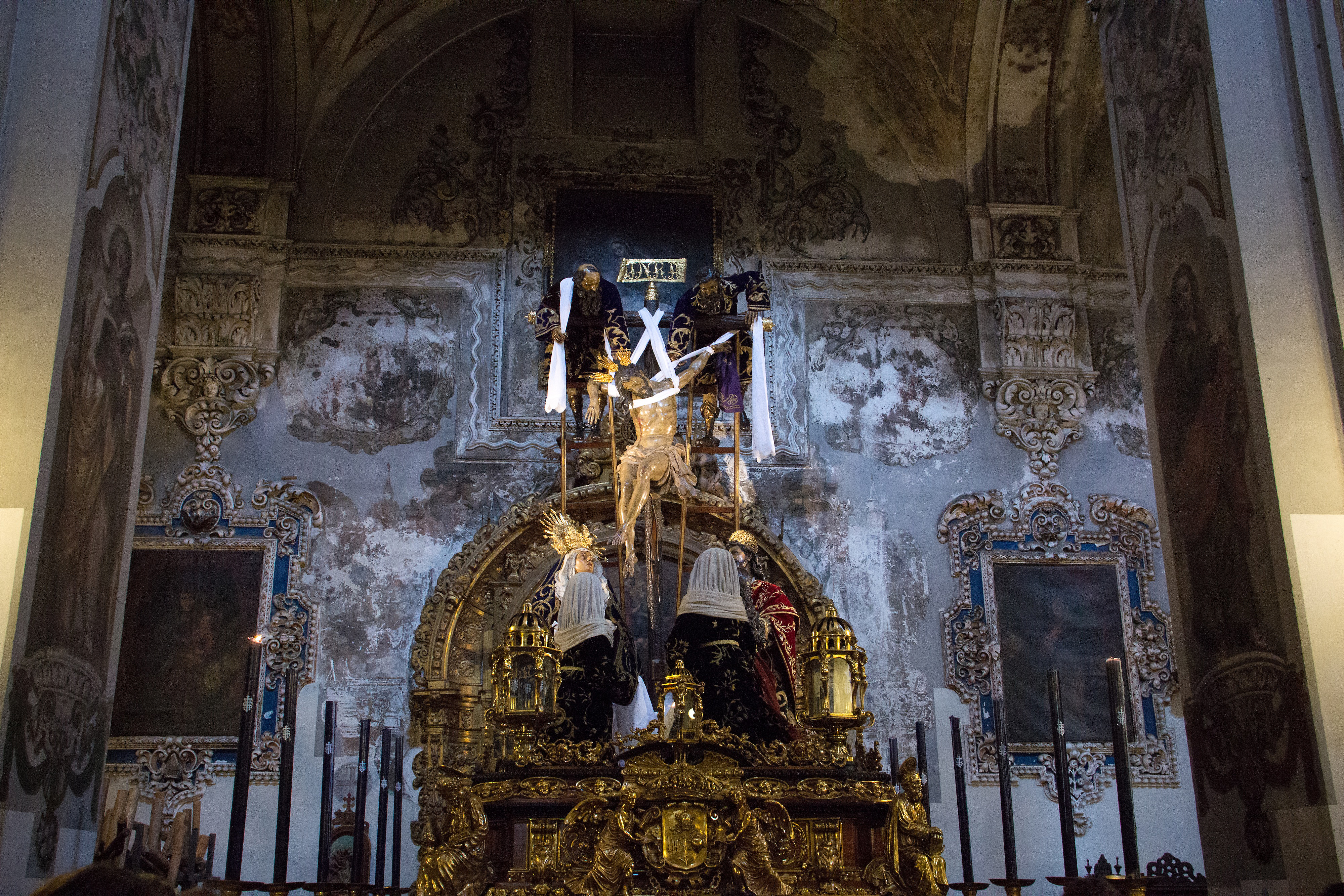
"Sagrado Descencimiento de Nuestro Señor Jesu Cristo" della "Hermandad de "Quinta Angustia"".

In questo giorno si rievoca l'Ultima Cena di Gesù e l'istituzione dell'Eucaristia, la lavanda dei piedi ai suoi discepoli. Dopo il tradimento di Giuda Iscariota, Gesù è arrestato e processato da Caifa. Le corporazioni fanno stazione nella Cattedrale dopo il memoriale eucaristico.
- "Hermandad de "Los Negritos"": Fondata intorno al 1393 dal cardinale Mena nella cappella dell'Ospedale degli Angeli per accogliere i neri. La Fratellanza conduce in processione il "Cristo de la Fundación" di Andrés de Ocampo scolpito nel 1622 e la "Virgen de los Ángeles" di origine anonima, risalente al XVII secolo con baldacchino di stile bizantino progettato da Juan Miguel Sanchez.
- "Hermandad de "La Exaltación"": Nasce dall'unione della "Hermandad Sacramental de Santa Catalina", la "Cofradía de Nazarenos del Santísimo Cristo de la Exaltación y Nuestra Señora de las Lágrimas" fondata nel XVI secolo in San Benito, canonicamente eretta nella "Chiesa di Santa Caterina". A questa Confraternita appartenevano persone della nobiltà e rinomate famiglie di Siviglia. Conduce in processione il "Cristo de la Exaltación" e la "Virgen de las Lágrimas".
- "Hermandad de "Las Cigarreras"": Fondata nel 1563 nel "Convento di San Benito" dell'Ordine di Calatrava, la prima regola è adottata il 16 maggio 1569 dall'Arcivescovo di Siviglia Don Cristobal de Padilla. Re Alfonso XIII concesse la bandiera viola di Castiglia. Conduce in processione il "Cristo de Columna y Azotes" e la "Virgen María Santísima de la Victoria".
- "Hermandad de "Monte-Sión"": Fondata nel 1560 vanta tra i primi confratelli gli armatori navali sivigliani. Le origini sono attribuite a una confraternita presente a Santa Paula. Si tratta di una confraternita molto popolare in zona Fiera e conduce in processione il "Santísimo Cristo de la Oración en el Huerto" e la "Virgen María Santísima del Rosario en sus Misterios Dolorosos".
- "Hermandad de "Quinta Angustia"": È nata dalla fusione di due antiche confraternite di Penitenza, la "Cofradías de Penitencia del Sagrado Descencimiento de Nuestro Señor Jesu Cristo" e la "Cofradías de la Quinta Angustia de María Santísima del Dulce Nombre de Jesús". Indossano tunica, mantello e cappuccio viola, con il cristogramma JHS sul lato sinistro. Conduce in processione il "Sagrado Descencimiento de Nuestro Señor Jesu Cristo".
- "Hermandad de "El Valle"": L'origine è la fusione di due confraternite nel 1590 nel "Convento della Valle". È la prima confraternita sivigliana che ha ricevuto il titolo di Arciconfraternita, concessa da Papa Pio VII. Conduce in processione il "Santísimo Cristo de la Coronación de Espinas", il "Nuestro Padre Jesús con la Cruz al Hombro" raffigurante l'incontro della Veronica e la "Nuestra Señora del Valle".
- "Hermandad de "Pasión"": La sua origine è dovuta alla devozione di alcuni castigliani che hanno deciso di costituire la Confraternita nel mese di ottobre 1531. La prima sede fu il "Convento della Misericordia". Il mistero condotto in processione il "Nuestro Padre Jesús de la Pasión" è un capolavoro di Martinez Montanes.

### La Madrugada

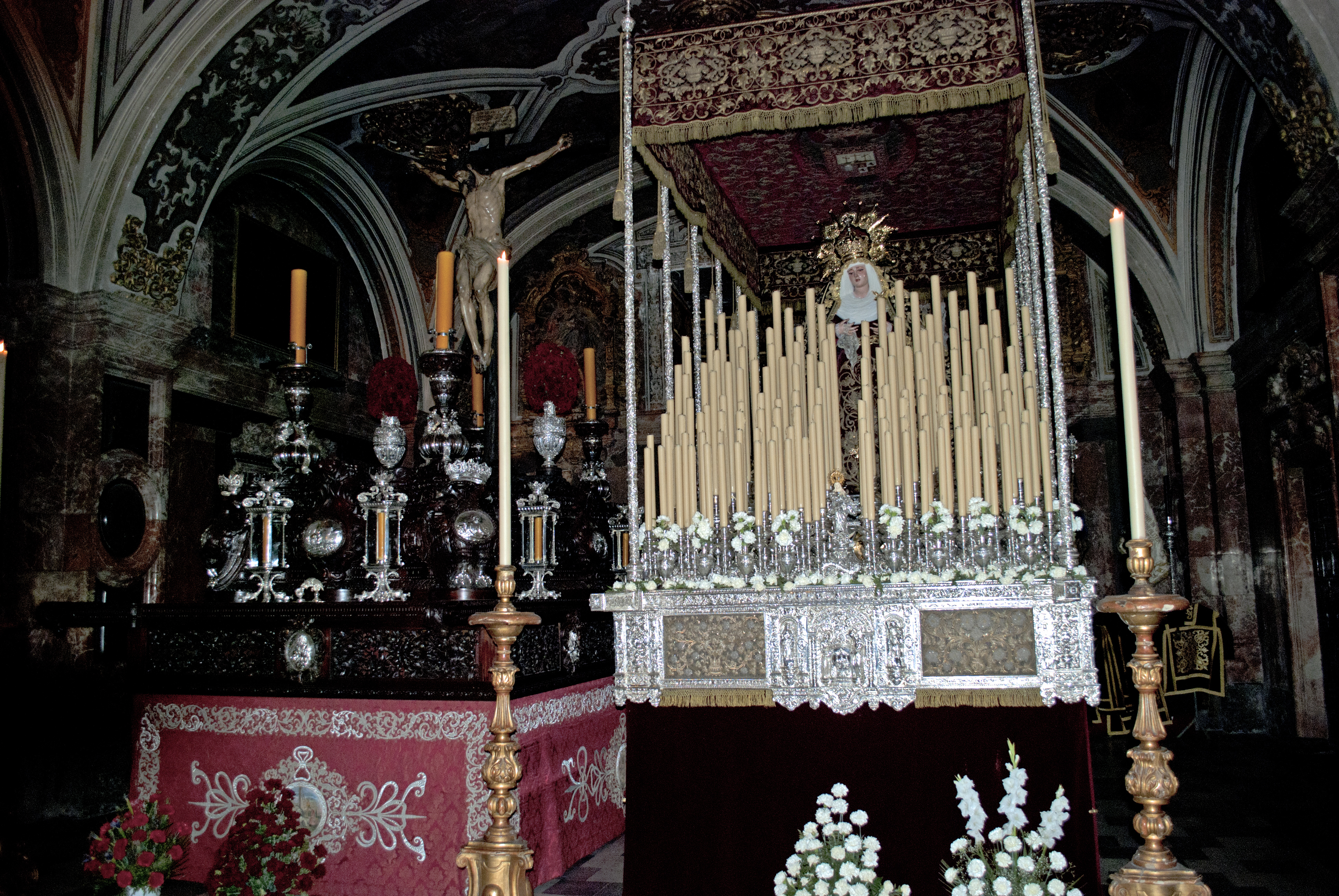
"Pasos del Calvario" della "Hermandad de El Calvario".

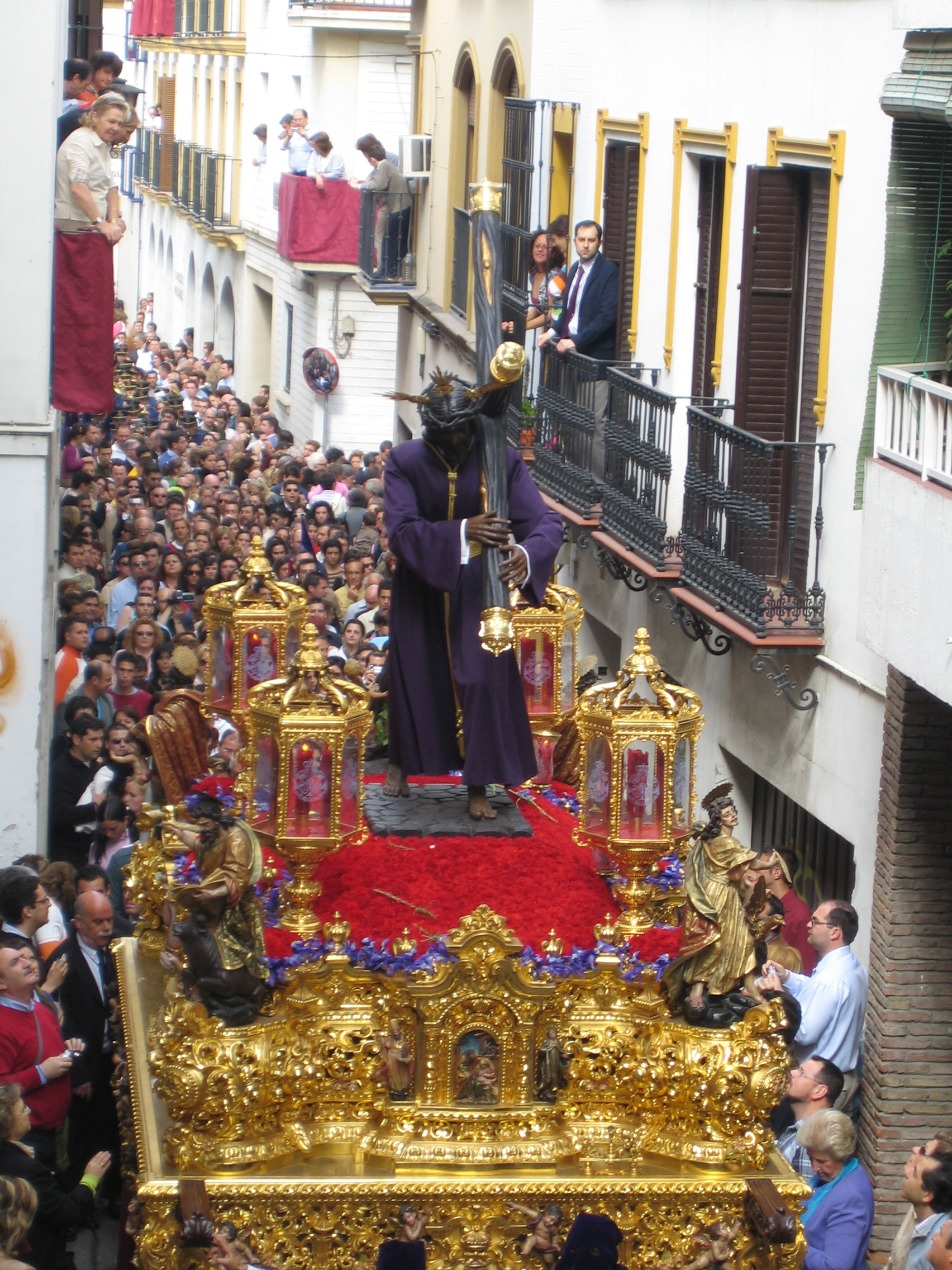
"Cristo de los Gitanos" della "Hermandad de Los Gitanos".

"La Madrugá" a Siviglia è la notte più speciale. È il periodo di tempo compreso tra la notte di Giovedì e il mattino del Venerdì Santo. L'ordine di passaggio delle confraternite all'alba si svolge in relazione alla loro anzianità, sfila per prima la "Hermandad de El Silencio", la Confraternita più antica. Tutte le confraternite fanno stazione di penitenza in Cattedrale. All'alba del Venerdì il processo davanti Ponzio Pilato, la flagellazione e incoronazione di spine, la condanna a morte di Gesù e la salita con la croce verso il Golgota o Monte Calvario.
- "Hermandad de El Silencio": Il fondamento della primitiva confraternita di nazareni di Siviglia è la "Chiesa di Omnium Sanctorum" durante la Quaresima del 1340. È conosciuta come "El Silencio" per il rigore penitenziale e compostezza. Conduce in processione il "Nuestro Padre Jesús Nazareno" e la "Virgen María Santísima de la Concepción".
- "Hermandad de Jesús del Gran Poder": Fondata nel 1431 dal duca di Medina Sidonia nel "Convento di San Benito" di Calatrava. Nel 1995 ha ricevuto la Medaglia d'Oro della Città di Siviglia. Conduce in processione il "Señor de Sevilla" o "Jesús del Gran Poder" che è stato recentemente restaurato e la "Virgen del Mayor Dolor y Traspaso".
- "Hermandad de la Esperanza Macarena": Fondata nel 1595 dalla corporazione degli ortolani nel "Convento di San Basilio", si trasferisce nel 1653 nella "Chiesa di San Gil". Nel 1949 si sposta nella "Basilica de La Macarena". La "Virgen Esperanza de la Macarena" è stata canonicamente incoronata nel 1964 e ha ricevuto la Medaglia d'Oro della Città di Siviglia nel 1971. Conduce in processione il "Nuestro Padre Jesús de la Sentencia" e la "María Santísima de la Esperanza Macarena".
- "Hermandad de El Calvario": La sua origine è del 1571. Rifondata nel 1886 presso San Ildefonso come prosecuzione dell'antica "Hermandad de los mulatos". Si trasferisce a San Gregorio nel 1908 e nella "Chiesa della Maddalena" nel 1916, dove attualmente ha sede canonicamente. Conduce in processione il "Santísimo Cristo del Calvario" e la "Virgen de la Presentación".
- "Hermandad de la Esperanza de Triana": Fondata nel 1418 dall'unione di ceramisti. Conduce in processione il "Santísimo Cristo de las Tres Caídas" e la "Virgen de La Esperanza de Triana" che è stata incoronata canonicamente nel 1984 con bolla di Giovanni Paolo II. È patrona dei marinai, pertanto sullo stemma della Confraternita è presente l'ancora.
- "Hermandad de Los Gitanos": Fondata nel 1753 nel "Convento dello Spirito Santo" di Triana da Sebastián Miguel de Varas e altri zingari pii. Essa è strettamente legata alla Casa de Alba che ha donato un manto per la Vergine fregiandolo con il suo stemma. Il "Cristo de la Salud" è noto tra gli altri nomi come "El Manué", la "Virgen de las Angustias de Los Gitanos" è stata canonicamente incoronata nel 1988.

### Venerdì Santo

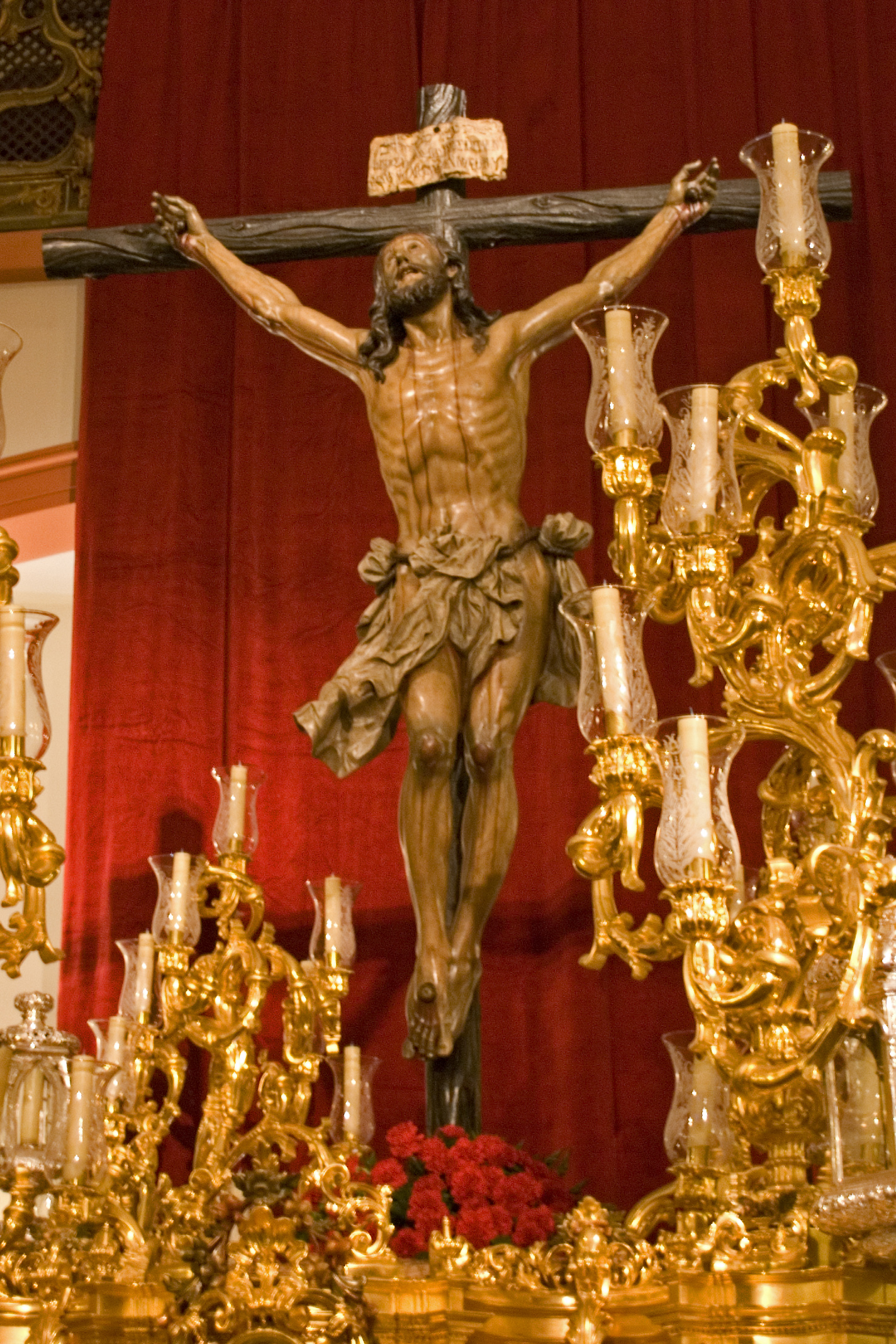
"Santísimo Cristo de la Expiración - El Cachorro" della "Hermandad de "El Cachorro"".

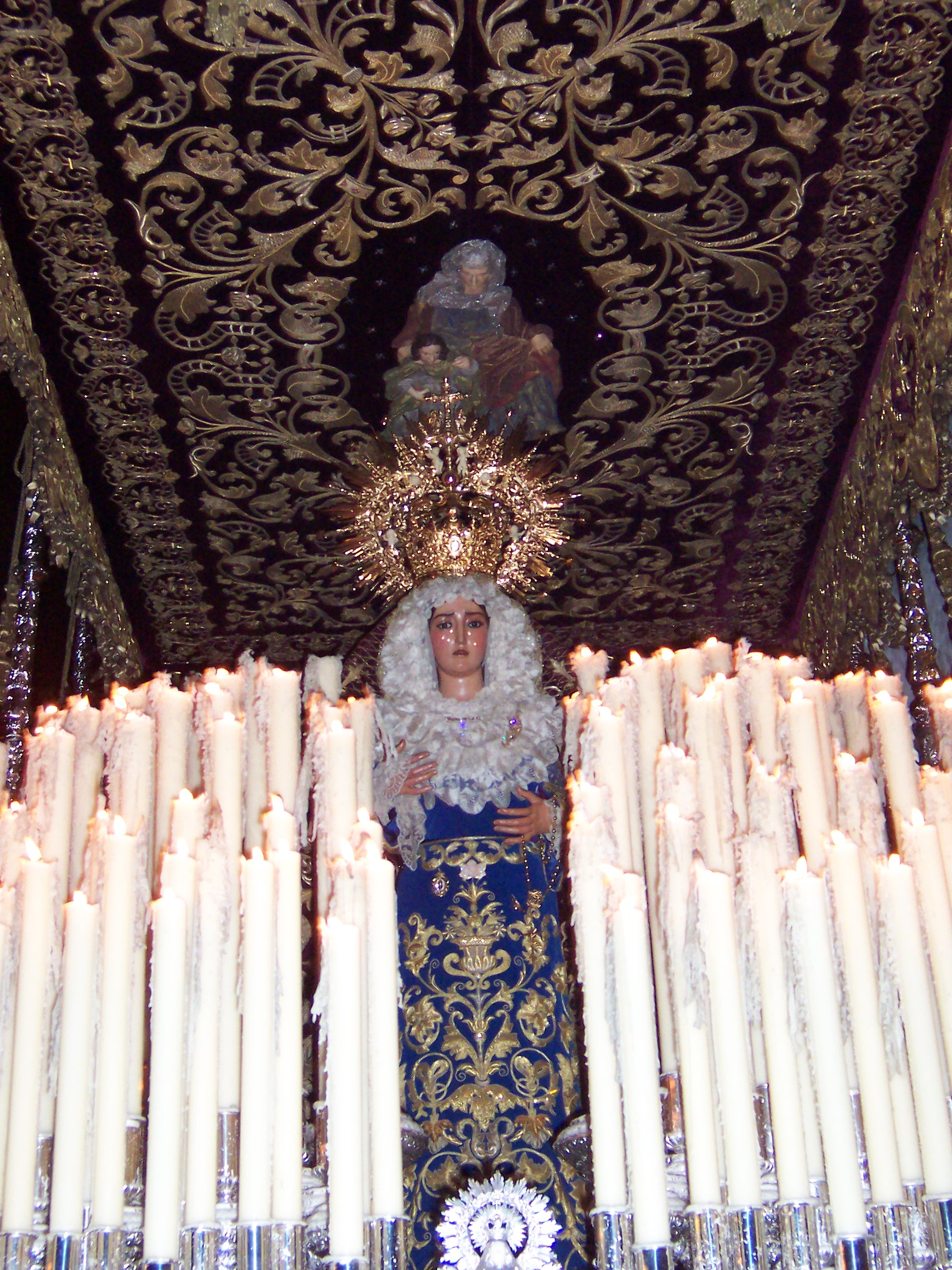
"Virgen de La O" della "Hermandad de "La O"".

Il pomeriggio del Venerdì Santo si commemora la passione e morte di Gesù. La Croce del Signore è simbolo di salvezza. Gesù è inchiodato sulla croce tra due ladroni Dismas e Gestas.
- "Hermandad de "La Carretería"": È fondata nel 1550 nell'Ospedale di Sant'Andrea quando un ufficiale della corporazione dei bottai originario di Chipiona, scopre l'immagine della Vergine dietro un muro della strada Real Carretería. Questa confraternita conserva ancora lo stile delle confraternite del XIX secolo con i dettami della Settimana Santa Antica. Conduce in processione il mistero delle "Las Tres Necesidades" con Maria ai piedi delle croci sul Monte Calvario, segue la "Virgen del Mayor Dolor".
- "Hermandad de "Soledad de San Buenaventura"": Si costituisce in confraternita 1847 e da San Juan de la Palma si trasferisce presso i francescani del "Convento di San Bonaventura" nel 1851, conduce in processione per la prima volta la "Virgen de la Soledad" nel 1852.
- "Hermandad de "El Cachorro"": L'origine di questa fratellanza è la fusione nel 1689 di due antiche corporazioni di Triana: la "Hermandad del Santísimo Cristo de la Expiración" e la "Hermandad di Nuestra Señora del Patrocinio". Il Crocifisso del "Santísimo Cristo de la Expiración" è popolarmente conosciuto come "El Cachorro" perché l'insigne Ruiz Gijón, secondo la leggenda, ha scelto il volto di un gitano come modello che aveva quel soprannome. È condotto in processione assieme alla "Virgen del Patrocinio".
- "Hermandad de "La O"": Le norme sono state approvate il 31 agosto 1566. È stata la prima confraternita di Triana che ha raggiunto la Cattedrale il 9 aprile 1830, attraversando il vecchio ponte di barche, attuale sede del Ponte Isabella II o Ponte di Triana. Sono condotte in processione il "Nuestro Padre Jesús Nazareno" e la "Virgen María Santísima de la O".
- "Hermandad de "Tres Caídas de San Isidoro"": È stata fondata il 19 marzo 1605. Nella presidenza della "Nuestra Señora de Loreto" è presente una rappresentanza dell'Aviazione, sfila assieme al "Jesús de las Tres Caídas".
- "Hermandad de "Montserrat"": La devozione e il culto della "Santísima Virgen de Montserrat" sono gestiti dai residenti catalani che costituivano originariamente questa Confraternita. Le due giovani donne della "Conversión del Buen Ladrón" rappresentano l'allegoria della Fede e la Veronica.
- "Hermandad de "Sagrada Mortaja"": Le origini di questa fratellanza sono legate a un'apparizione. È la fratellanza che ha il minor numero di Nazareni di tutta la settimana di Pasqua. Molto popolare a Siviglia per il passato nota come la "Macarenita chica" fino a quando si è deciso partecipare alle processioni in silenzio e lutto conducendo il "Nuestro Padre Jesús Descendido de la Cruz" e la "Vergin María Santísima de la Pieda".

### Sabato Santo

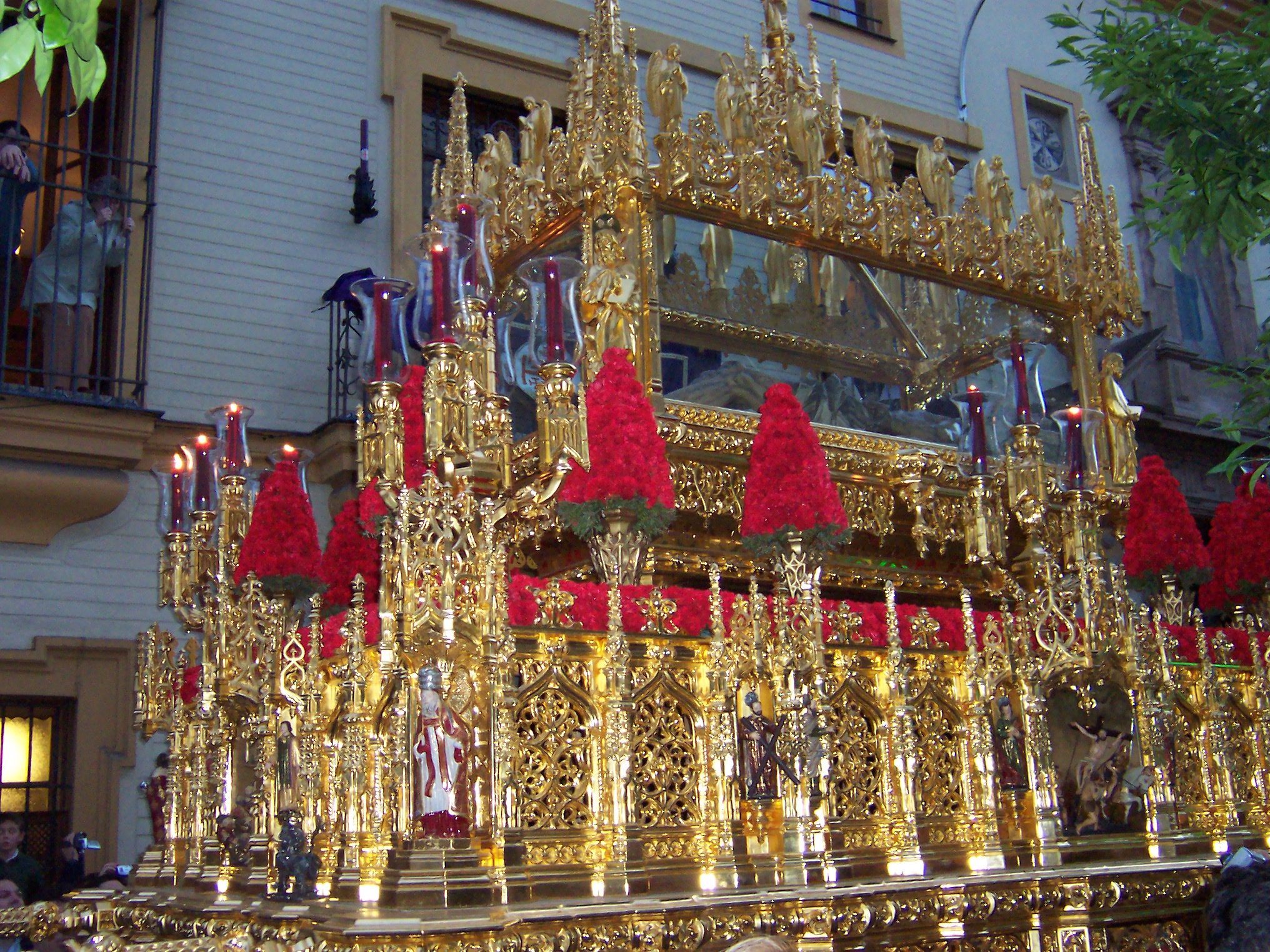
"Santo Entierro" della "Hermandad de "Santo Entierro"".

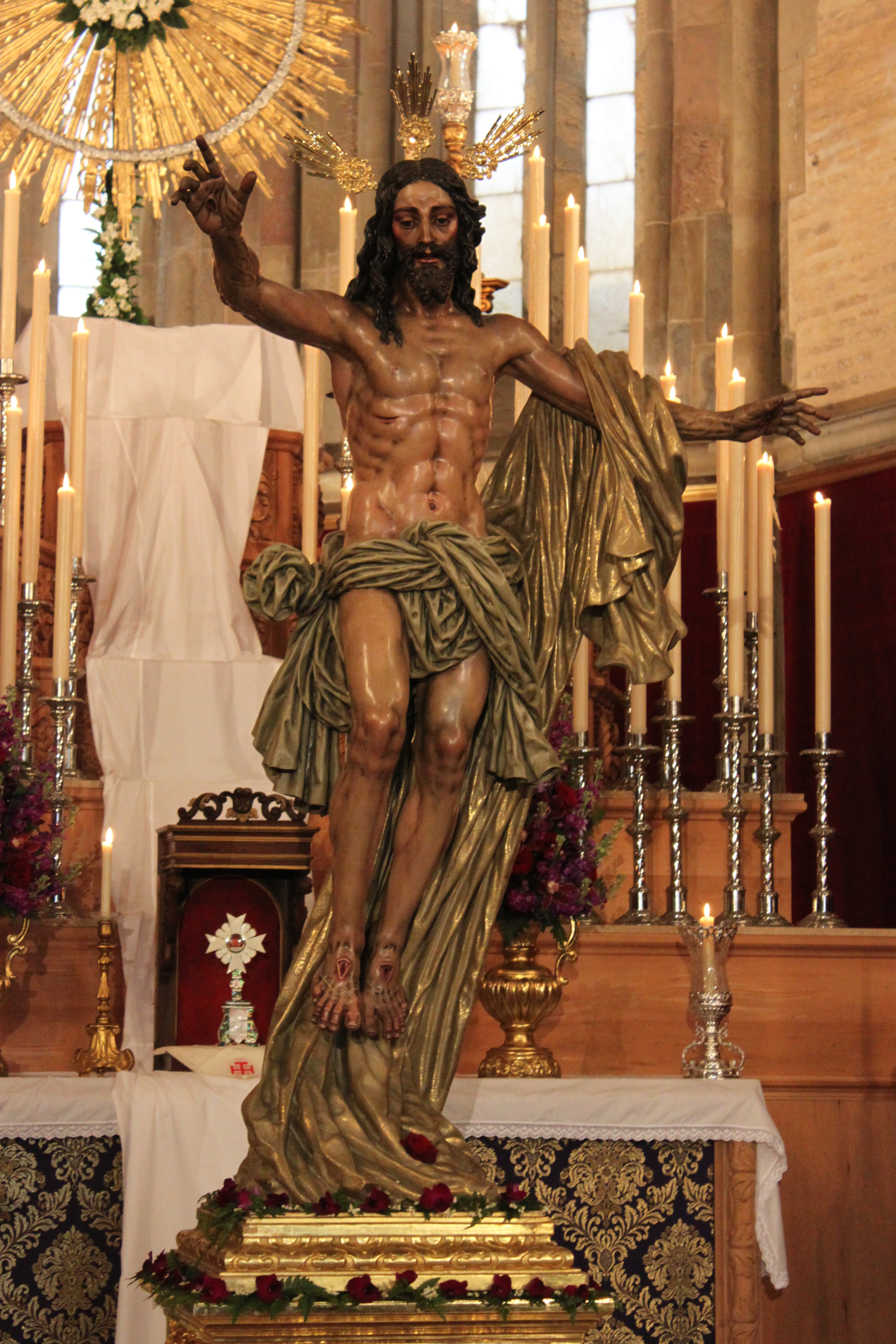
"Cristo Resucitado" della "Hermandad de "La Resurrección"".

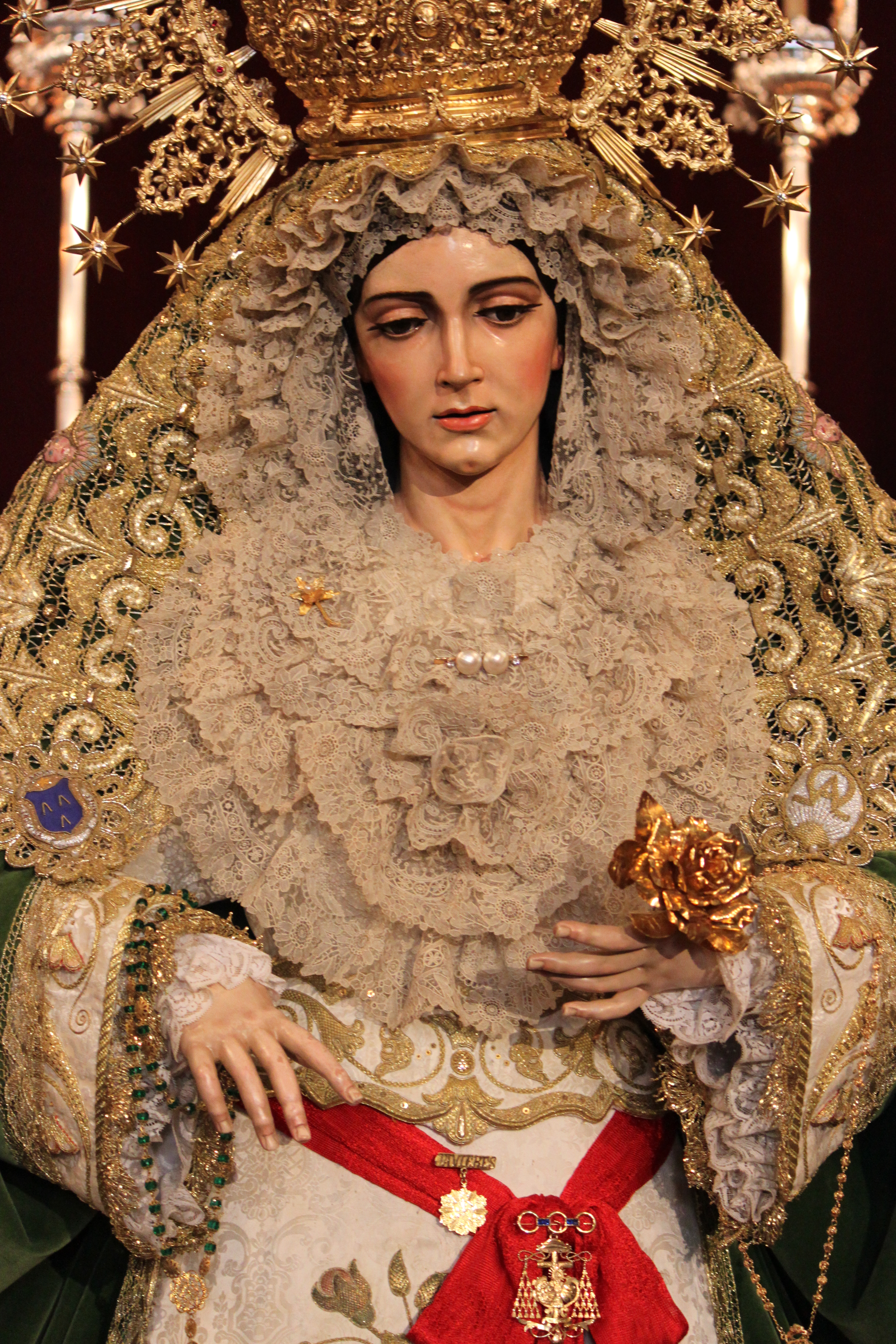
"Virgen de la Aurora" della "Hermandad de "La Resurrección"".

Durante il Sabato Santo Gesù è deposto dalla Croce grazie a Giuseppe d'Arimatea, segue la deposizione nel Santo Sepolcro. Al termine della giornata è prevista la Resurrezione. Nel 1956, dopo una riforma liturgica le processioni riprendono in questa giornata. Dal 1973 le confraternite del Sabato percorrono l'itinerario in senso inverso a partire dalla Cattedrale in direzione "Plaza de la Campana".
- "Hermandad del "Sol"": L'origine di questa confraternita è del 1932 costituita anche da fanciulli. Sono condotti in corteo il "Señor Varón de los Dolores de la Divina Misericordia" e la "Sacra Conversación de la Virgen del Sol", quest'ultima possiede un baldacchino originale, raffigura la Vergine, San Giovanni Evangelista e Maria Maddalena.
- "Hermandad de "Los Servitas"": Le origini di questa Confraternita dei Servi di Maria risalgono al 16 agosto 1696. Indossano l'abito dell'Ordine dei Servi, il cappuccio nero, scapolari e cinghie di cuoio. Sono portati in corteo "La Piedad" e la "Virgen de la Soledad".
- "Hermandad de "La Trinidad"": Fondato dalla corporazione dei giardinieri nel Convento della Trinità nel 1507. Il paso della "Cruz y la Trinidad de Personas" è condotto in processione la prima volta nel 2002, segue il "Monte Calvario" e la "Nuestra Señora de la Esperanza".
- "Hermandad de "Santo Entierro"": È la tradizione secondo la quale fu il conquistatore di Siviglia re Ferdinando III di Castiglia il fondatore di questa fratellanza. Il primo paso è il "Triunfo de la Santa Cruz sobre la Muerte" popolarmente conosciuto come "La Canina", segue l'"Urna del Cristo yacente" e il "El Duelo" con Mater Dolorosa con san Giovanni Evangelista, Maria Maddalena, Maria Salomé, Maria di Cleofa, Giuseppe d'Arimatea e Nicodemo. Senza cadenza fissa processiona il paso denominato il "Santo Entierro Magno".
- "Hermandad de "La Soledad de San Lorenzo"": È stata fondata nel XVI secolo. Conduce in processione un solo paso che rappresenta la "Virgen María Santísima de la Soledad" ai piedi della croce ricoperta da un sudario.

### Domenica di Resurrezione
Chiamata anche Domenica di Pasqua è il giorno di gioia per la resurrezione di Gesù Cristo. I Vangeli raccontano la mattina della Domenica quando le donne visitano il sepolcro rendendosi conto che Gesù è risorto.
- "Hermandad de "La Resurrección"": La Fratellanza fondata nel 1969 all'interno del Collegio dell'Immacolata dell'Istituto dei Fratelli delle Scuole Cristiane La Salle di Via San Luis. Il primo paso rappresenta Gesù al momento della sua resurrezione dalla tomba in presenza di un angelo "Sagrada Resurrección de Nuestro Señor Jesu Cristo", segue la "Nuestra Señora de la Aurora" o "María Santísima de la Aurora" o "Virgen de la Aurora".

È l'unica e l'ultima Confraternita in processione non dolorosa che chiude ufficialmente i riti della Settimana Santa di Siviglia.

## Galleria d'immagini

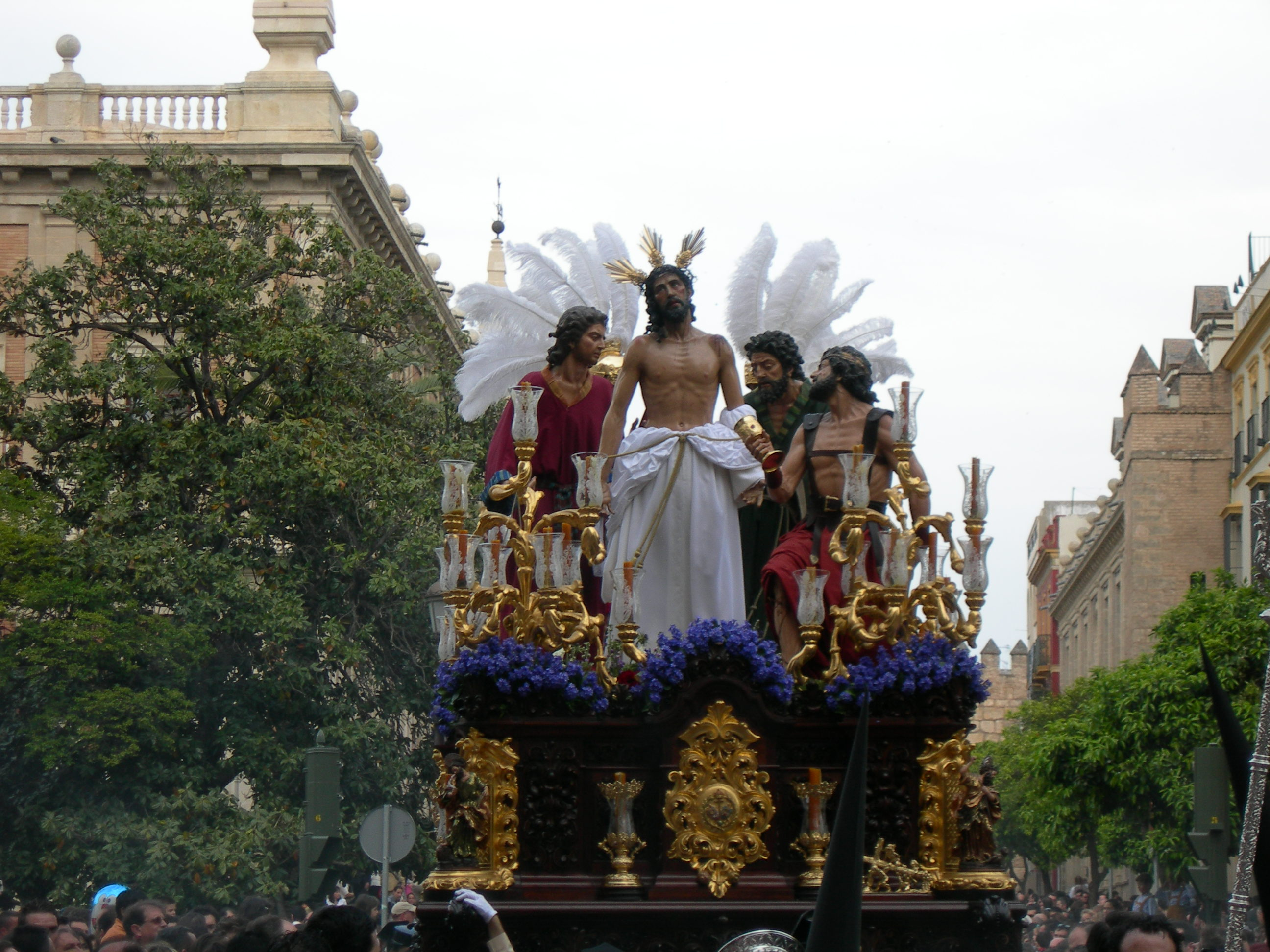
"Jesús Despojado" della "Hermandad de "Jesús Despojado"". «Domenica delle Palme».
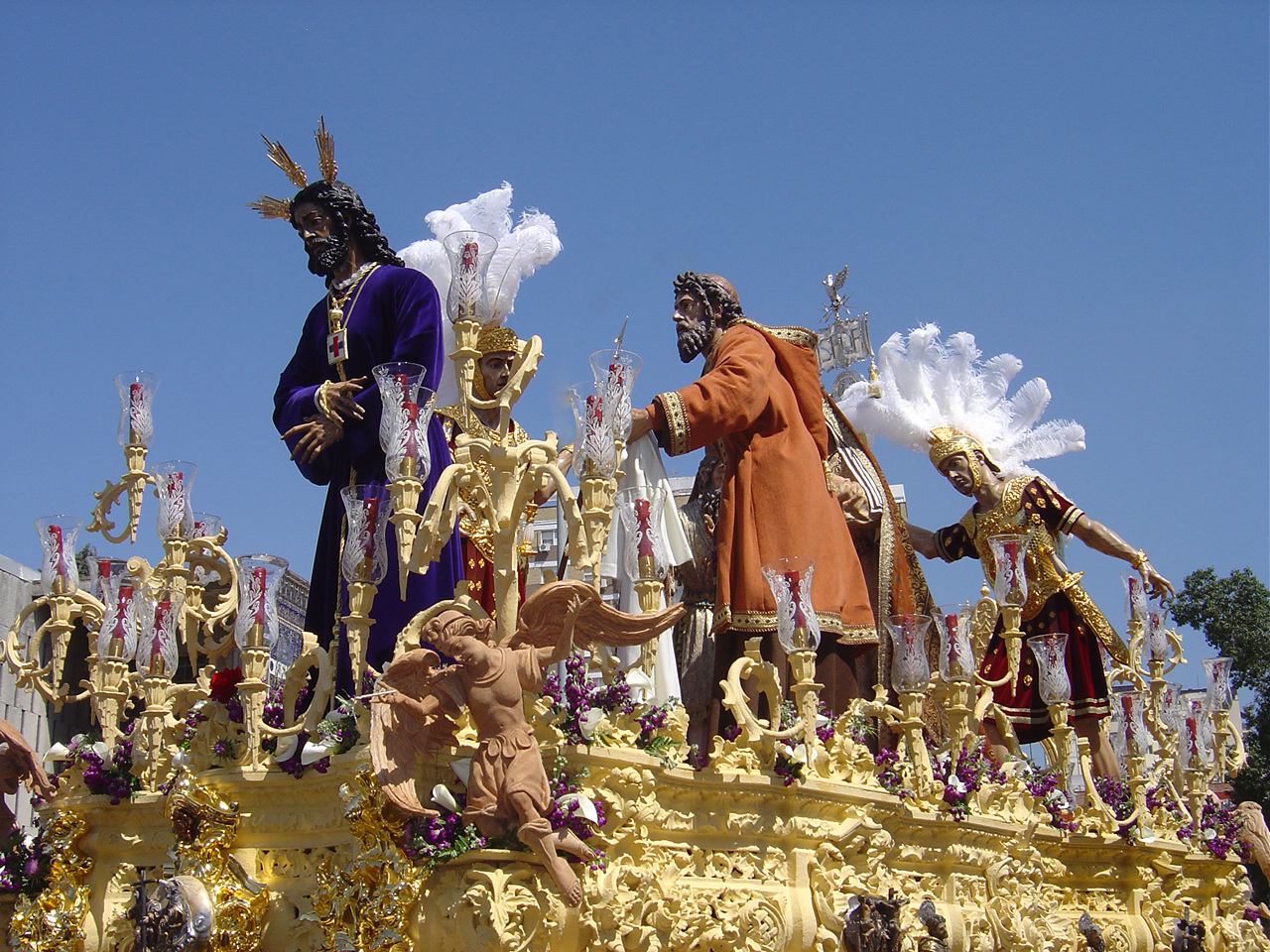
"Misterio de San Pablo" della. «Lunedì Santo».
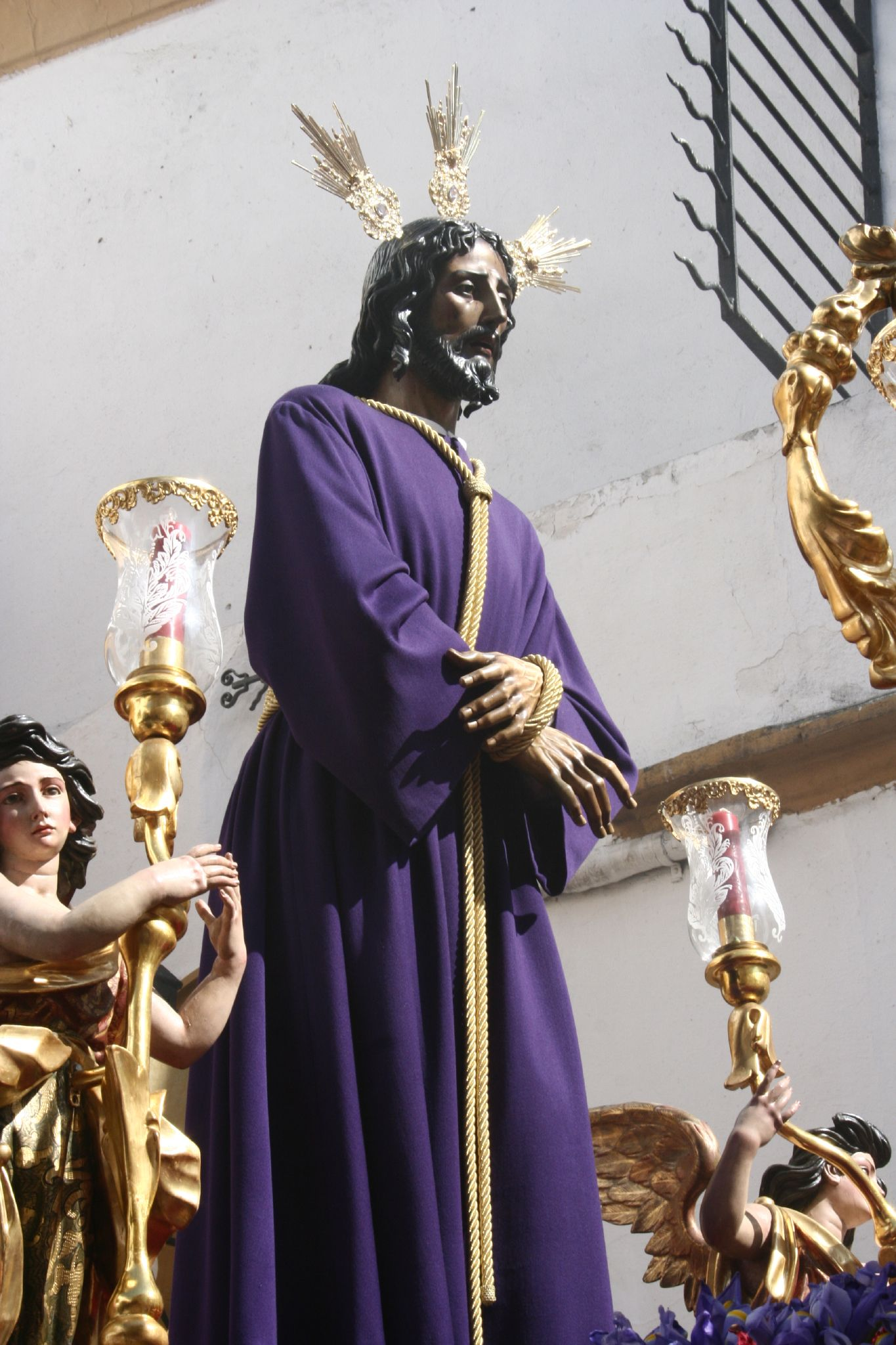
"Nuestro Padre Jesús Cautivo" della "Hermandad de Santa Genoveva". «Lunedì Santo».
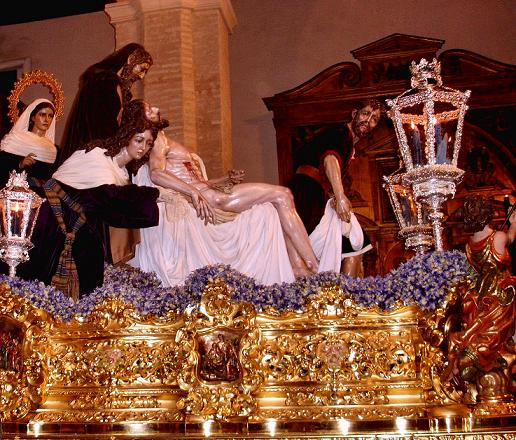
"Jesús de la Caridad" della "Hermandad de Santa Marta". «Lunedì Santo».
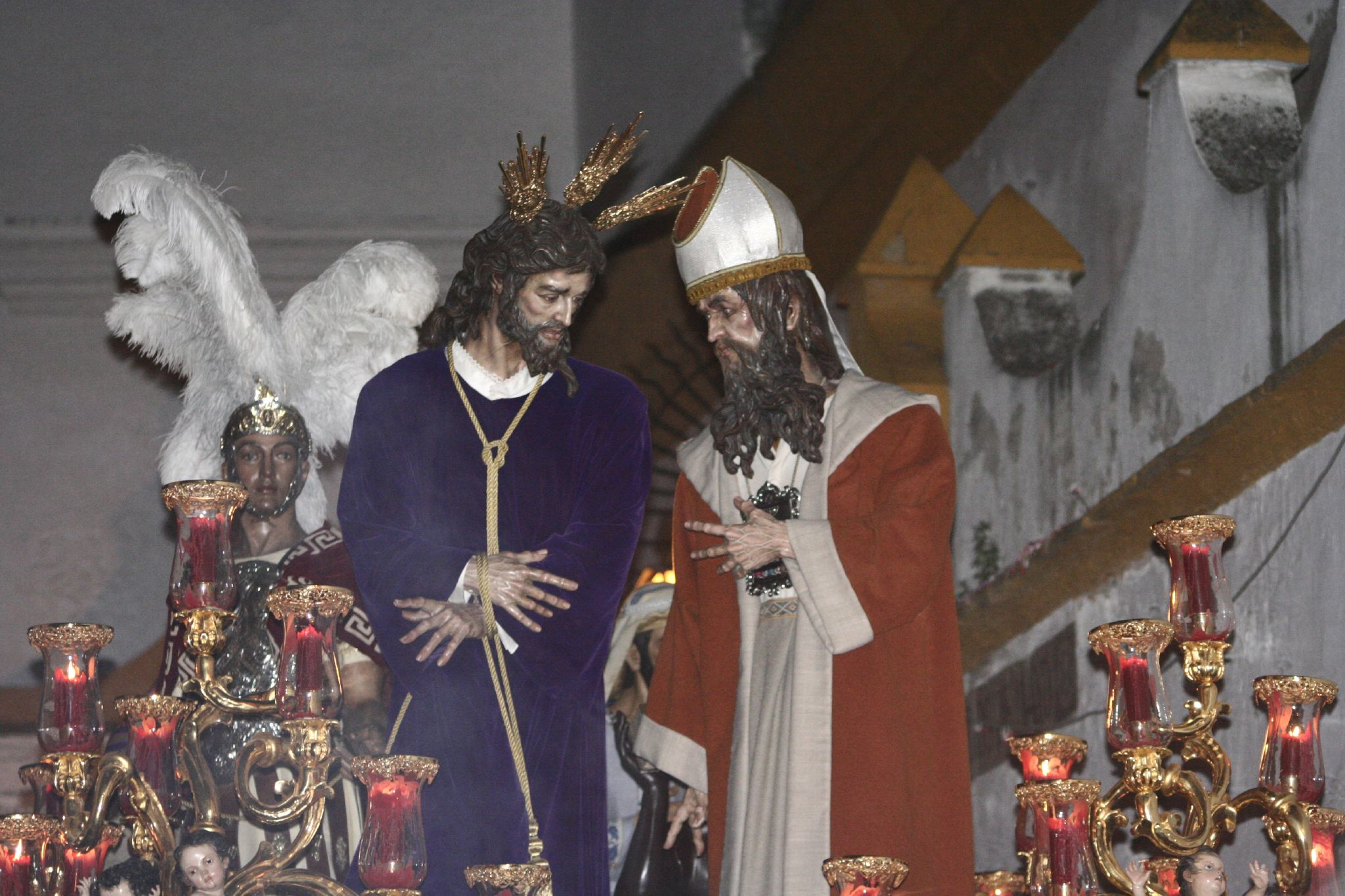
"Jesús del Soberano Poder ante Caifás y Anás" della "Hermandad de San Gonzalo". «Lunedì Santo».
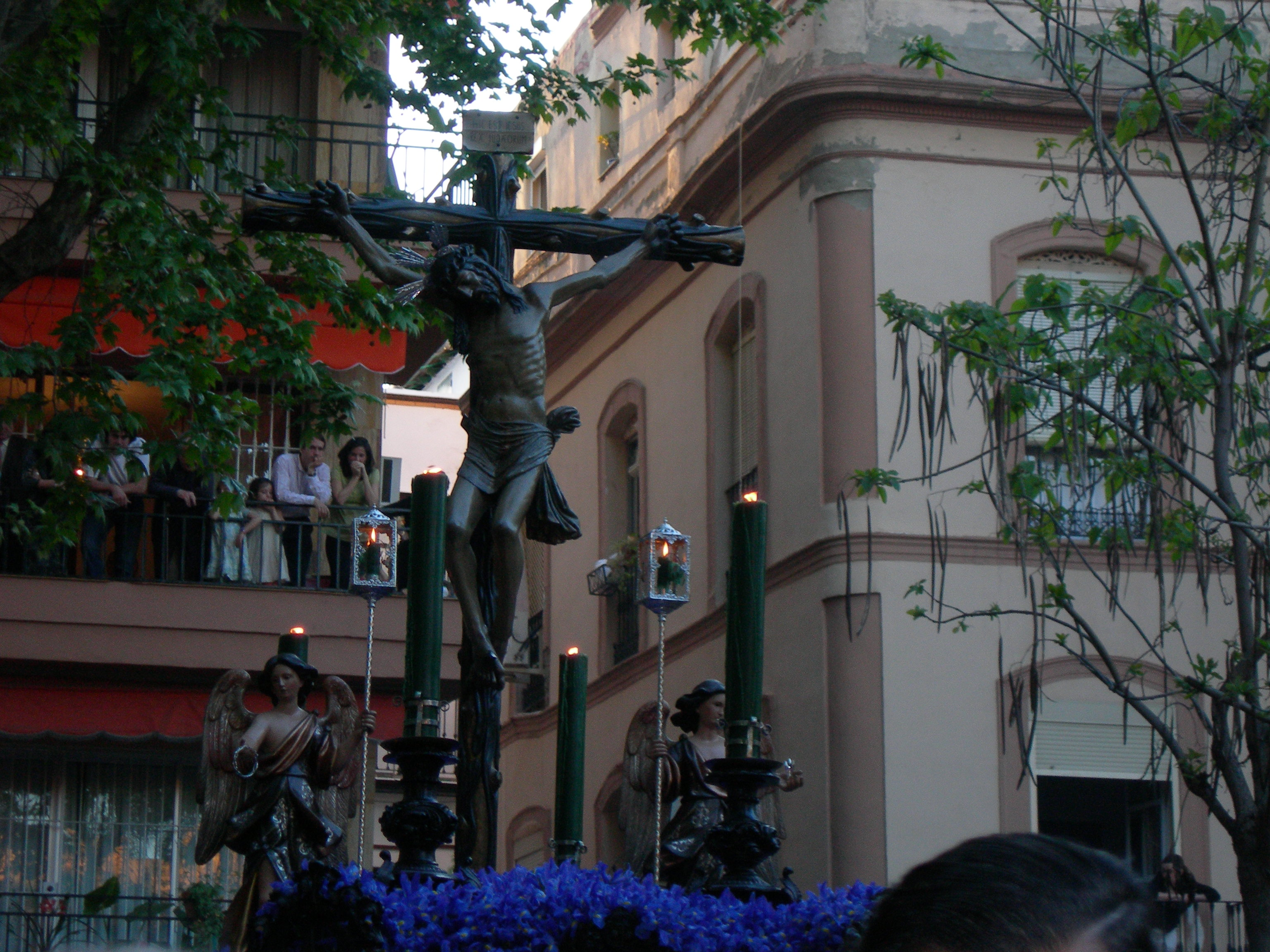
"Cristo de la Vera-Cruz" della "Hermandad de Vera-Cruz". «Lunedì Santo».
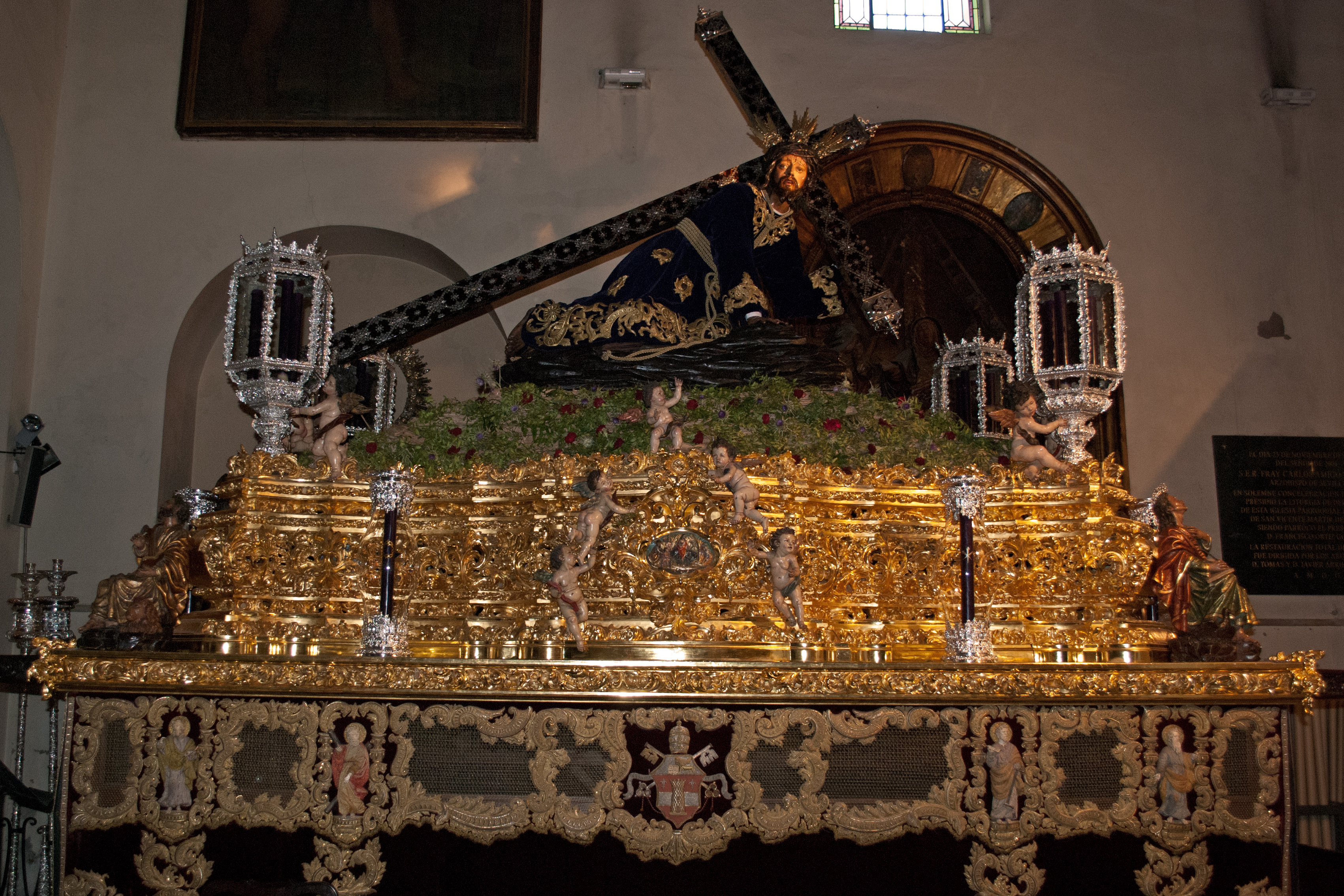
"Nuestro Padre Jesús de las Penas" della "Hermandad de Las Penas de San Vicente". «Lunedì Santo».
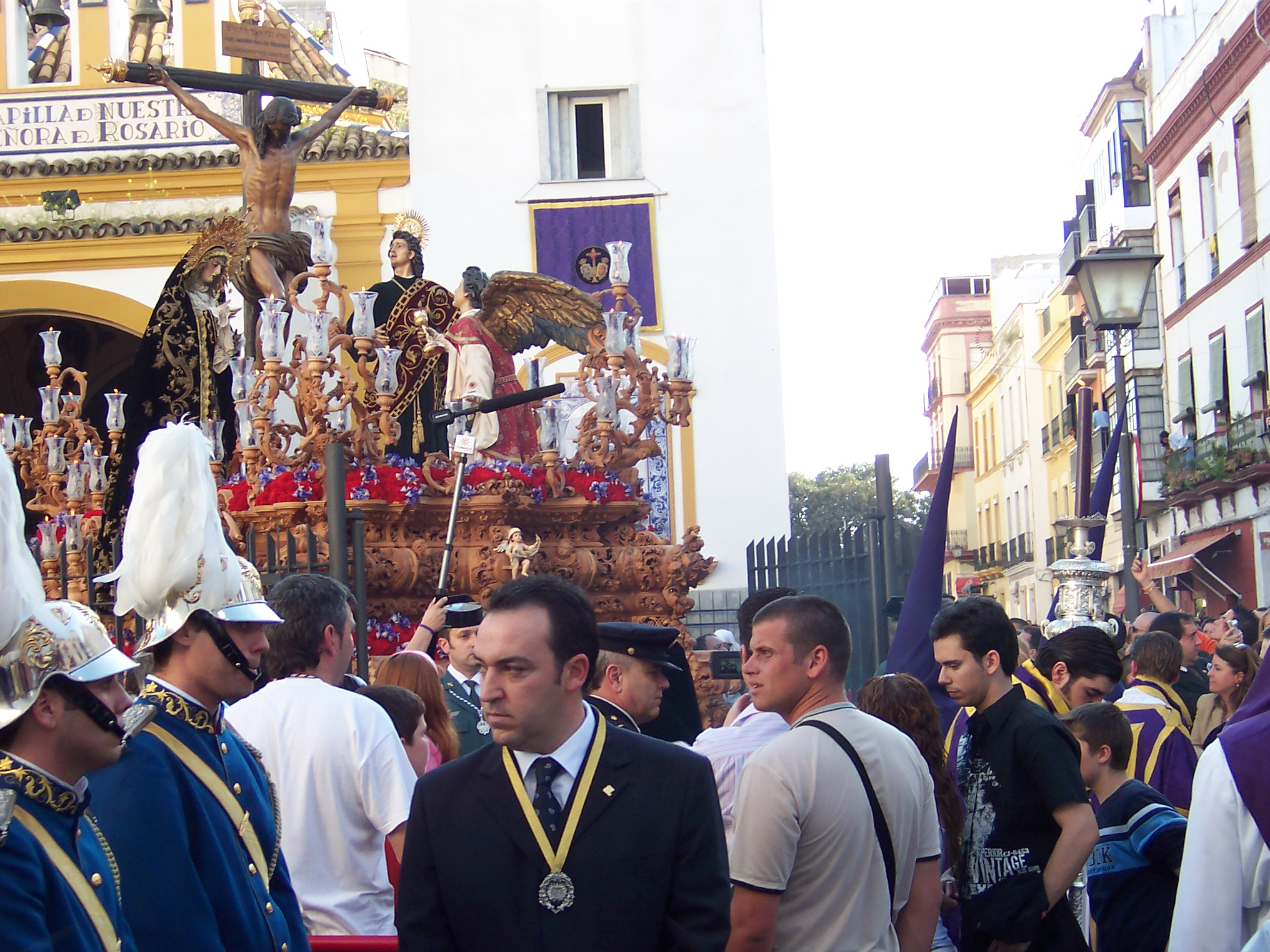
"Santísimo Cristo de las Aguas" della "Hermandad de Las Aguas". «Lunedì Santo».
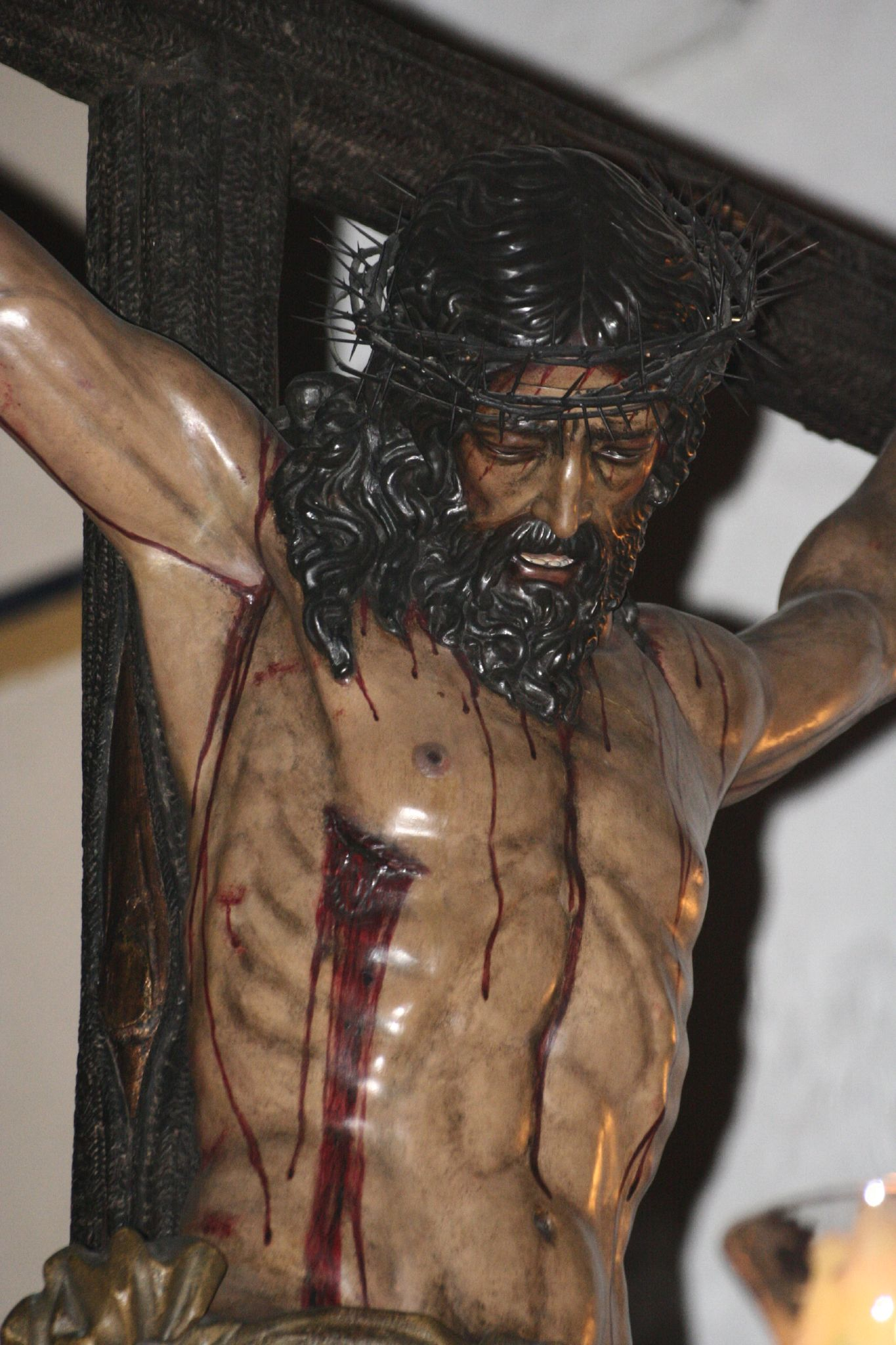
"Cristo de las Almas" della "Hermandad de "Los Javieres"". «Martedì Santo».
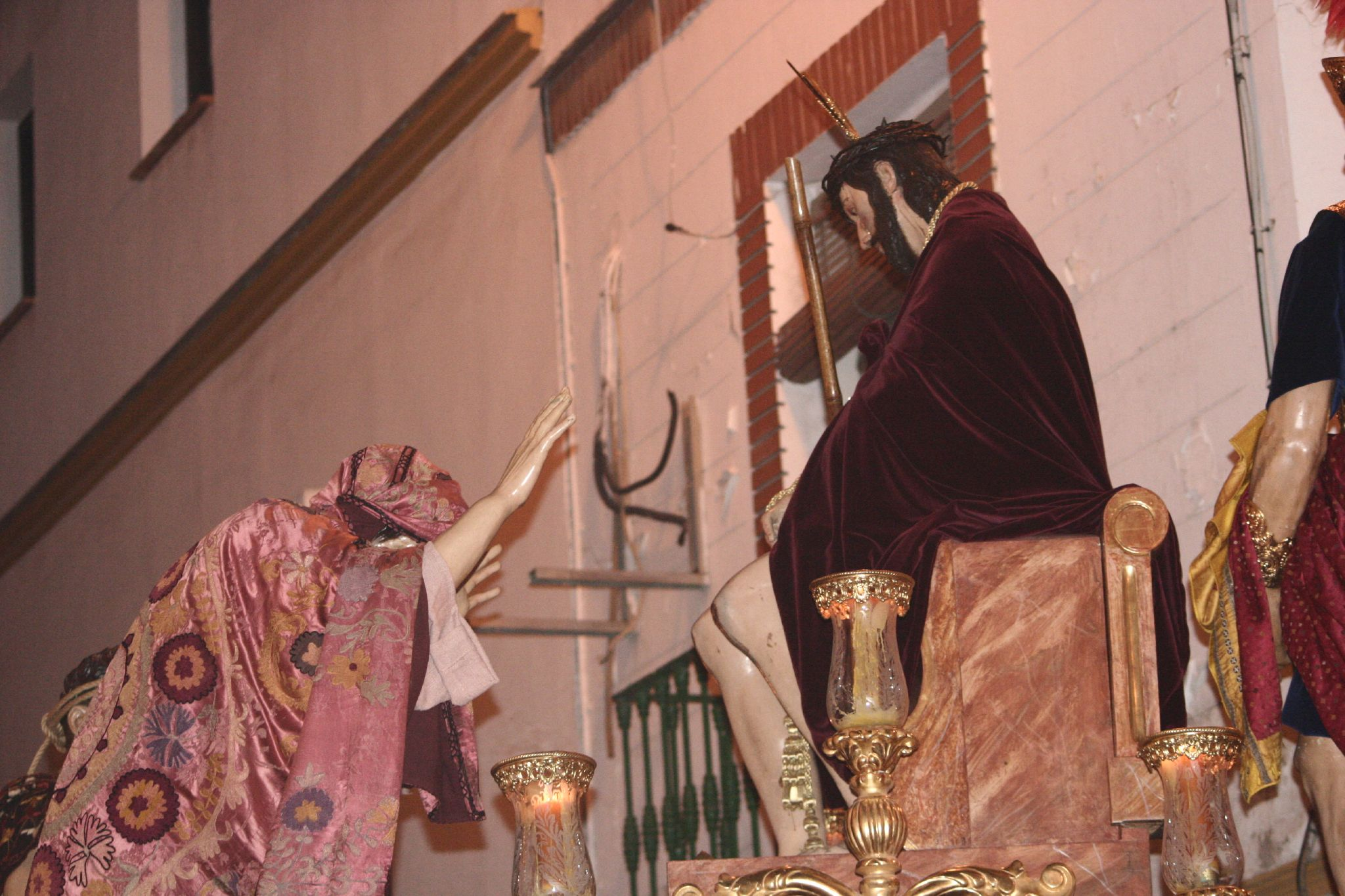
"Cristo de Salud y Buen Viaje" della "Hermandad de "San Esteban"". «Martedì Santo».
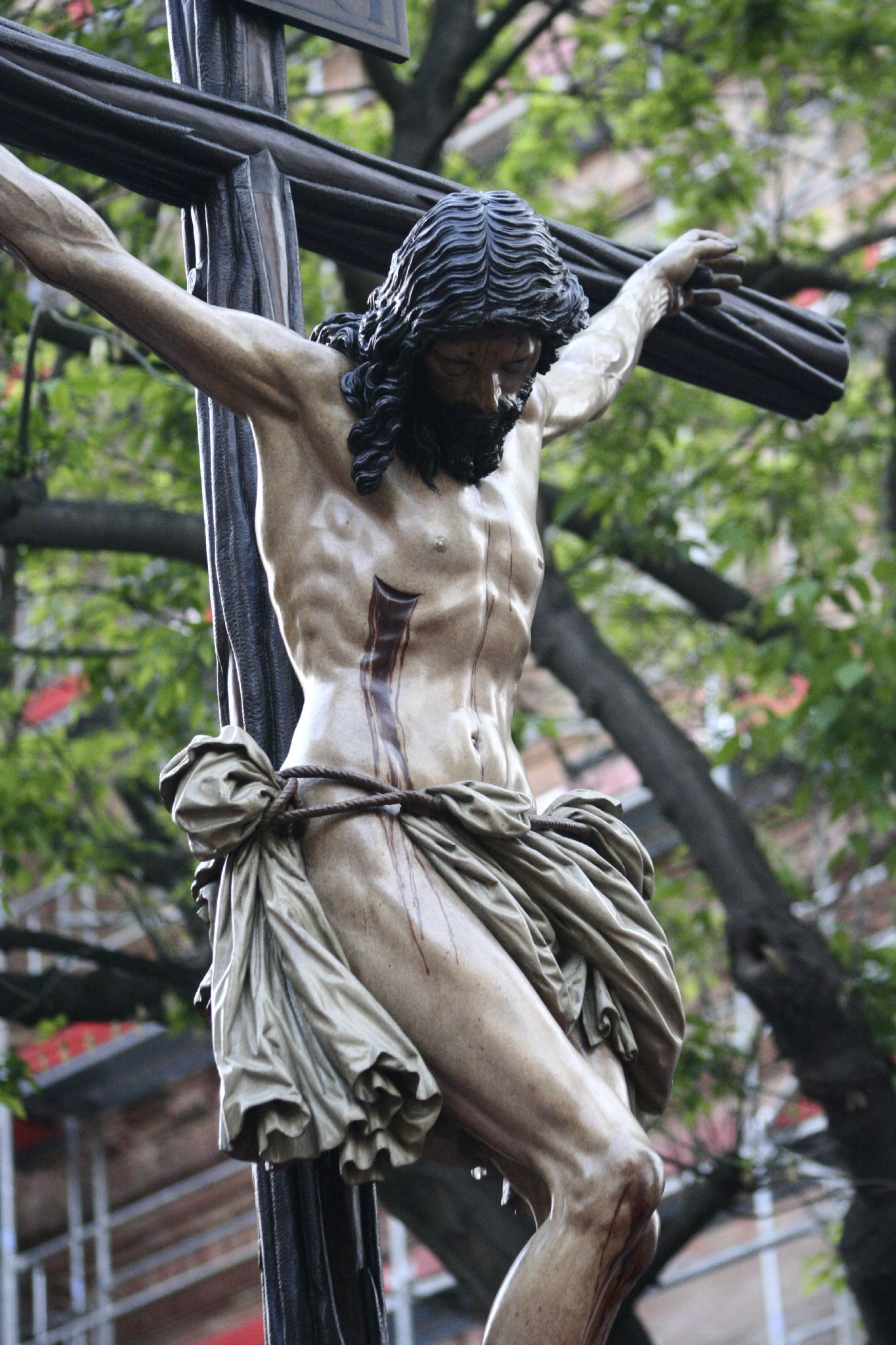
"Santísimo Cristo de la Buena Muerte" della "Hermandad de "Los Estudiantes"". «Martedì Santo».
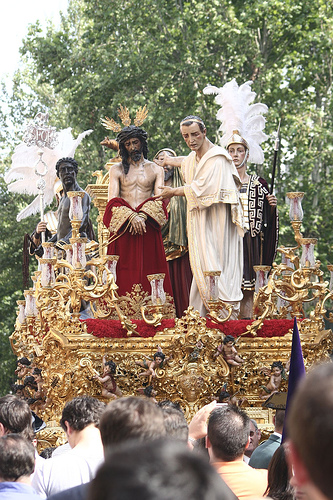
"Sagrada Presentación de Jesús al Pueblo" della "Hermandad de San Benito". «Martedì Santo».
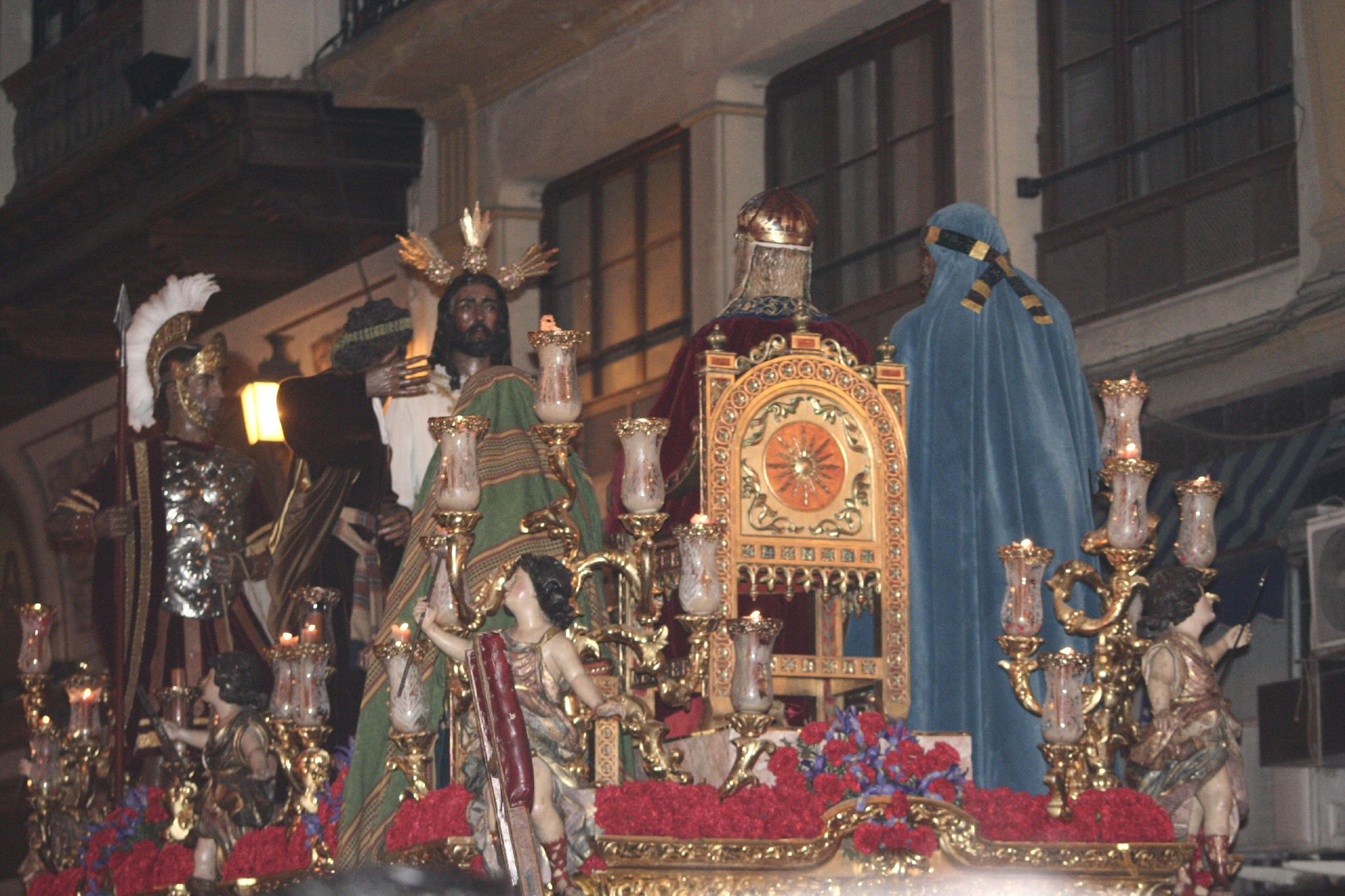
"Jesús ante Anás" o "La Bofetá" della "Hermandad de "El Dulce Nombre"". «Martedì Santo».
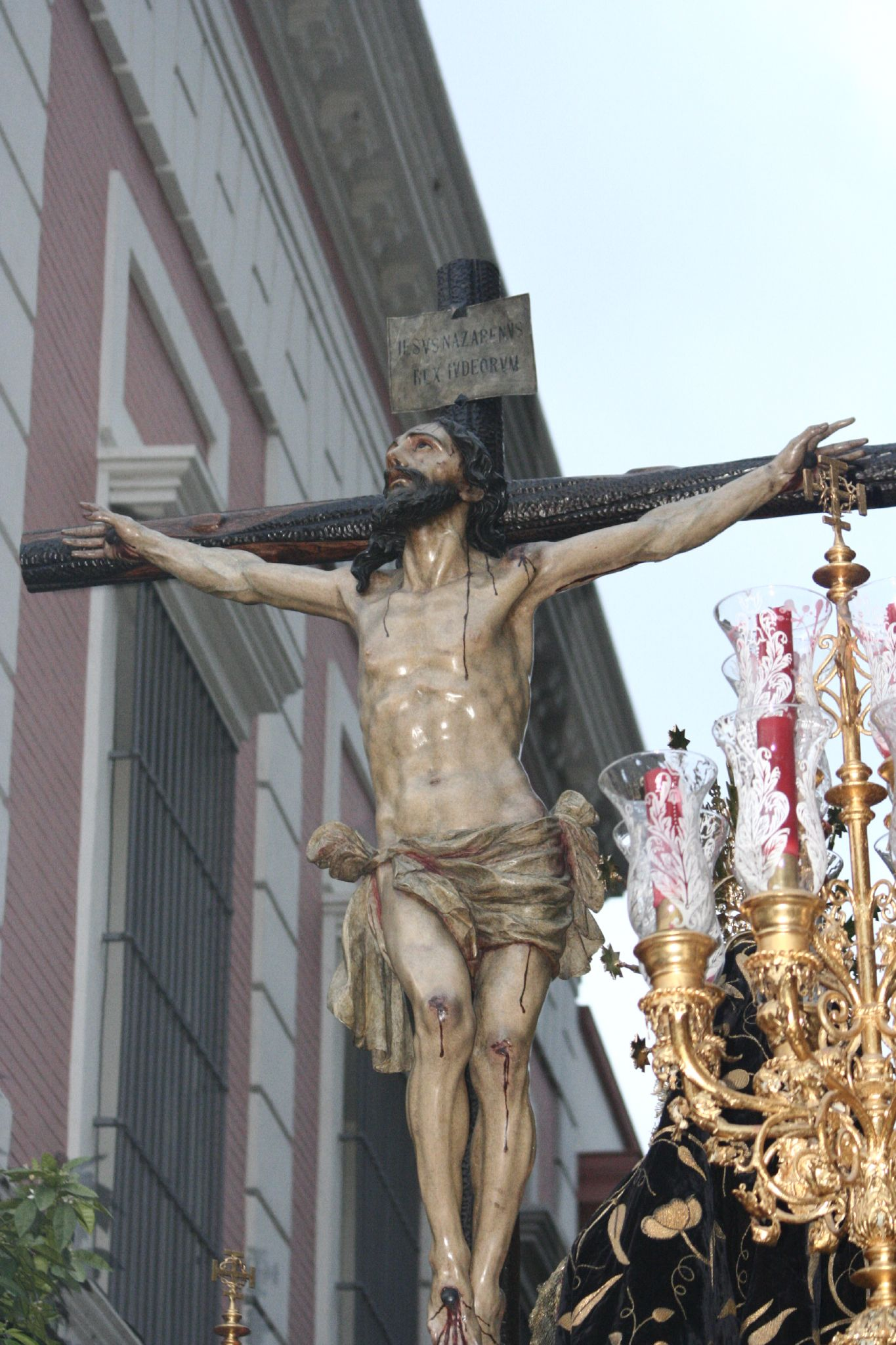
"Cristo de las Misericordias" della "Hermandad de "Santa Cruz". «Martedì Santo».
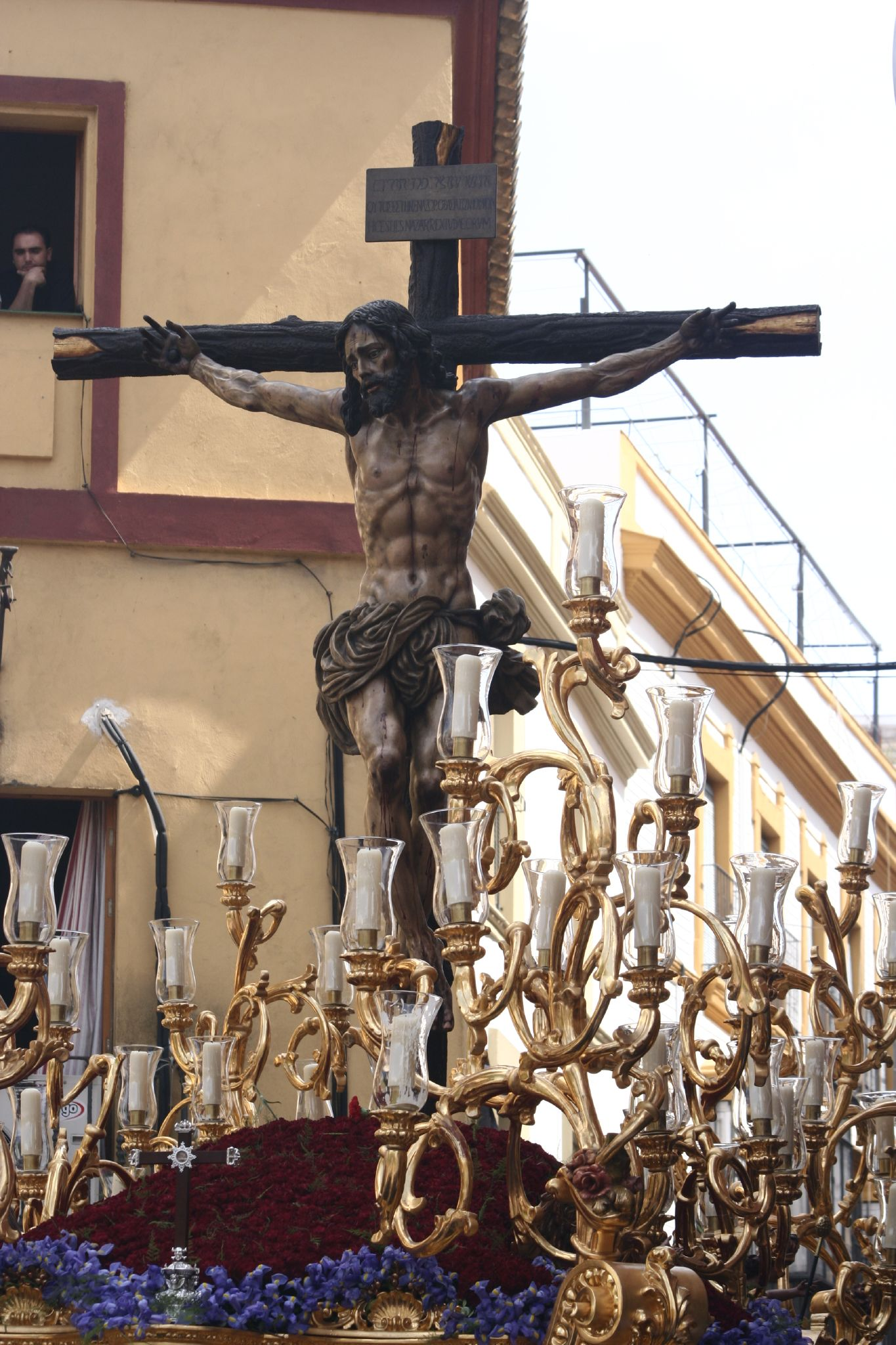
"Santísimo Cristo de la Sed" della "Hermandad de "La Sed"". «Mercoledì Santo».
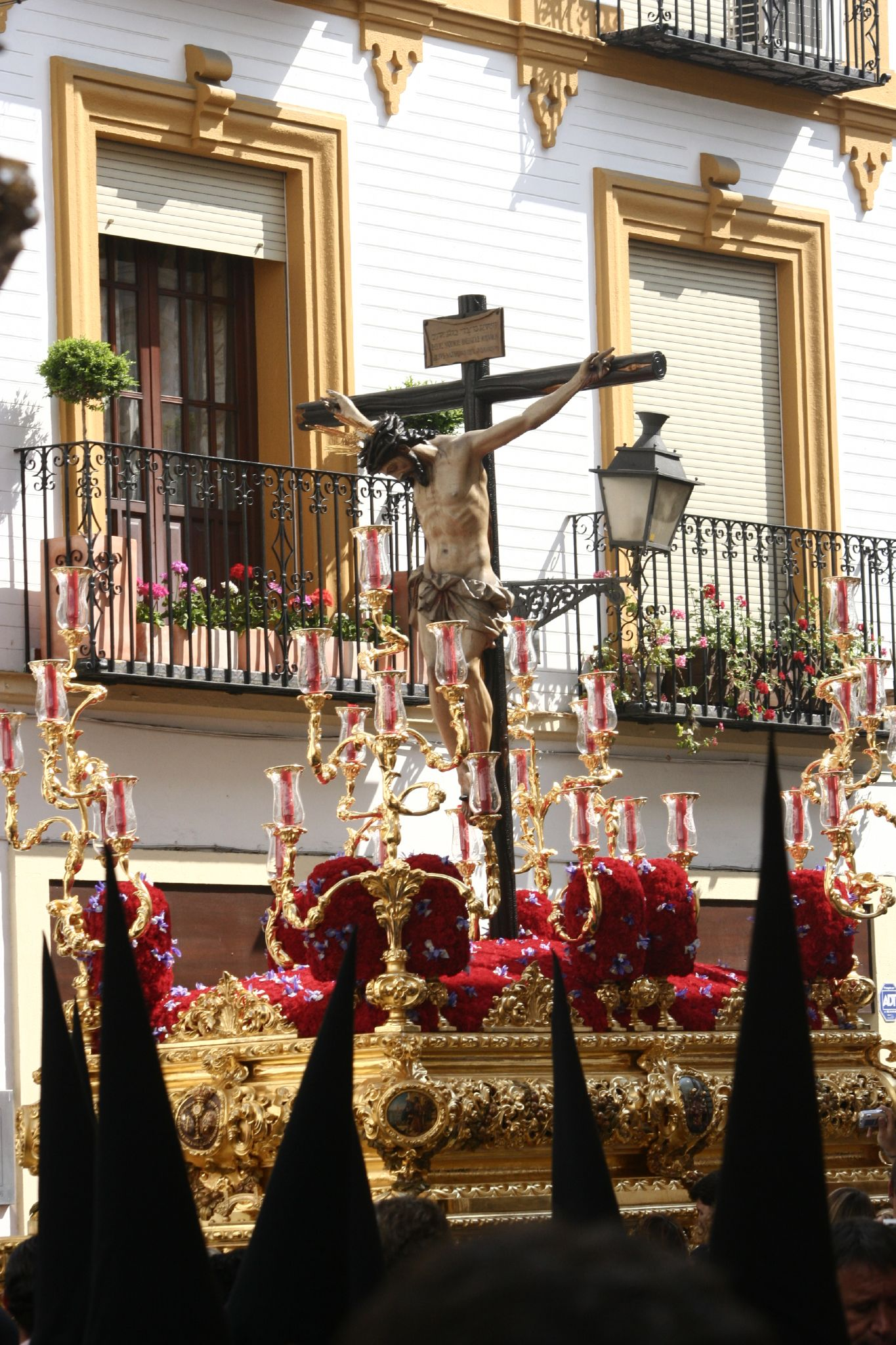
"Cristo de la Salud de San Bernardo" della "Hermandad de San Bernardo". «Mercoledì Santo».
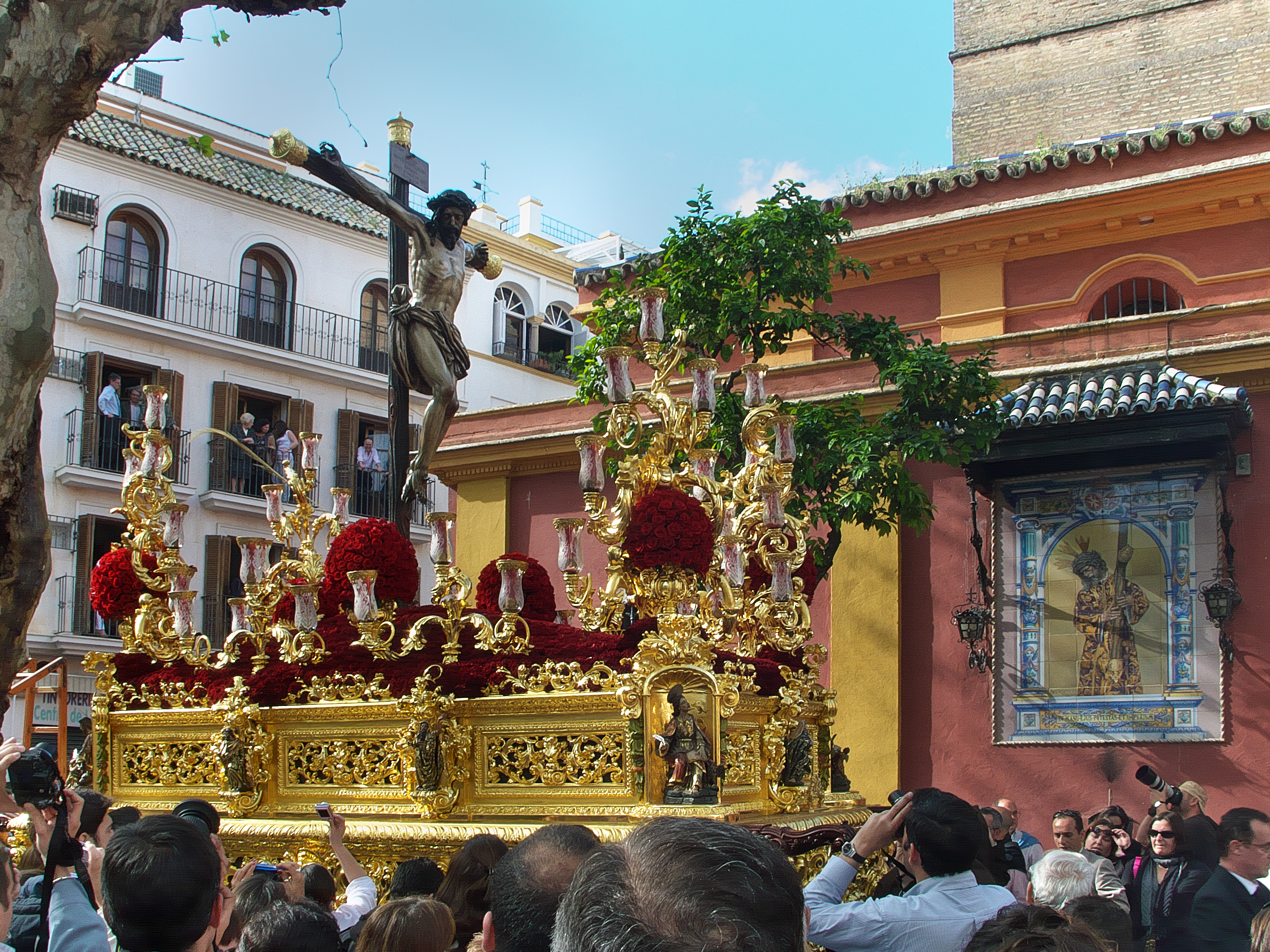
"Santísimo Cristo crucificado del Buen Fin" della "Hermandad de "El Buen Fin"". «Mercoledì Santo».
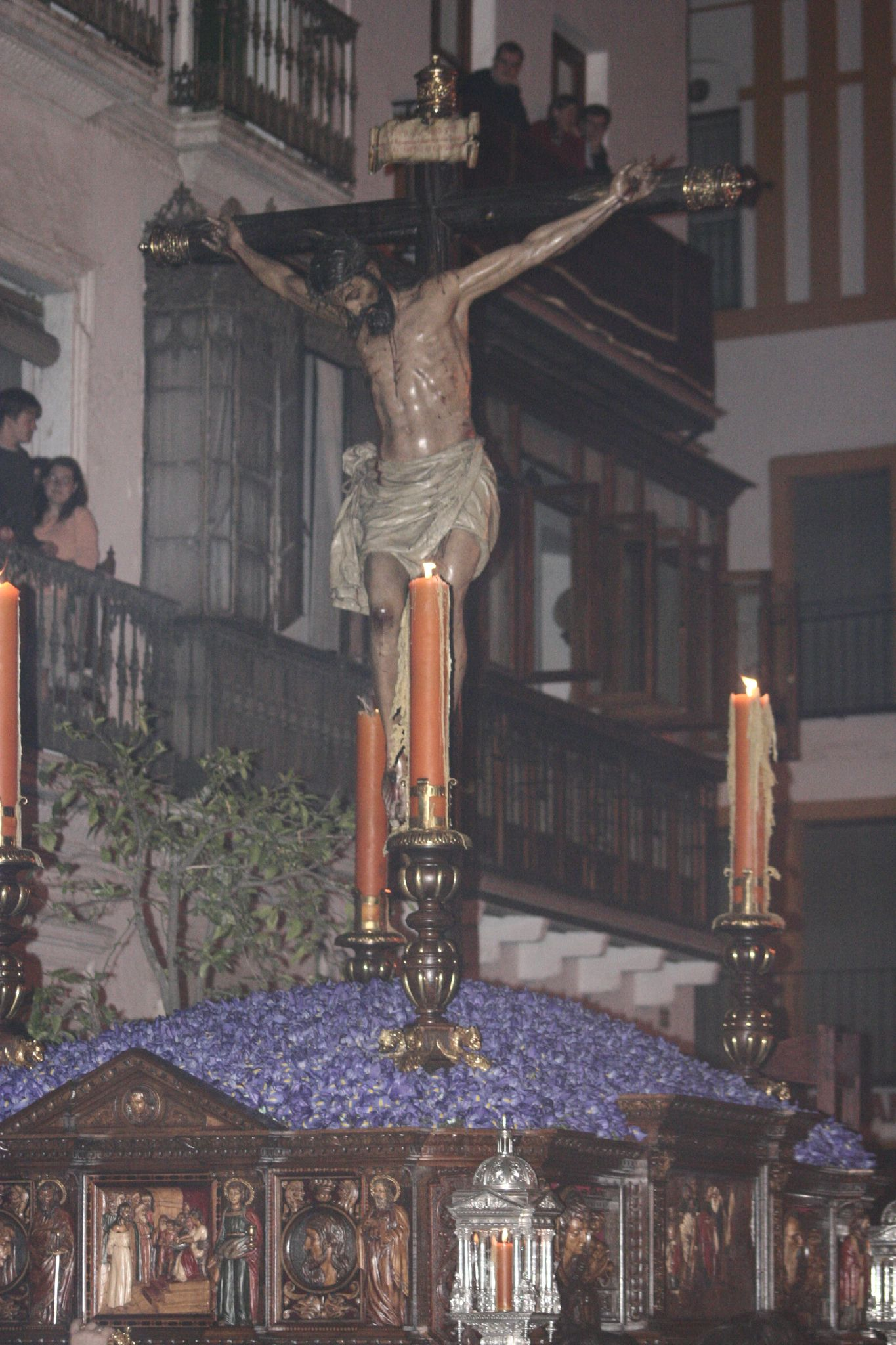
"Santísimo Cristo de Burgos" della "Hermandad de "Cristo de Burgos"". «Mercoledì Santo».
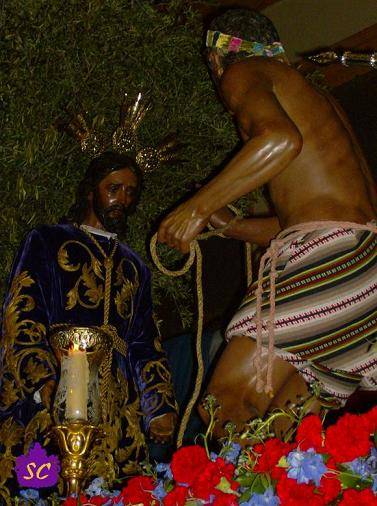
"Nuestro Padre Jesús del Soberano Poder en su Prendimiento" della "Hermandad de "Los Panaderos"". «Mercoledì Santo».
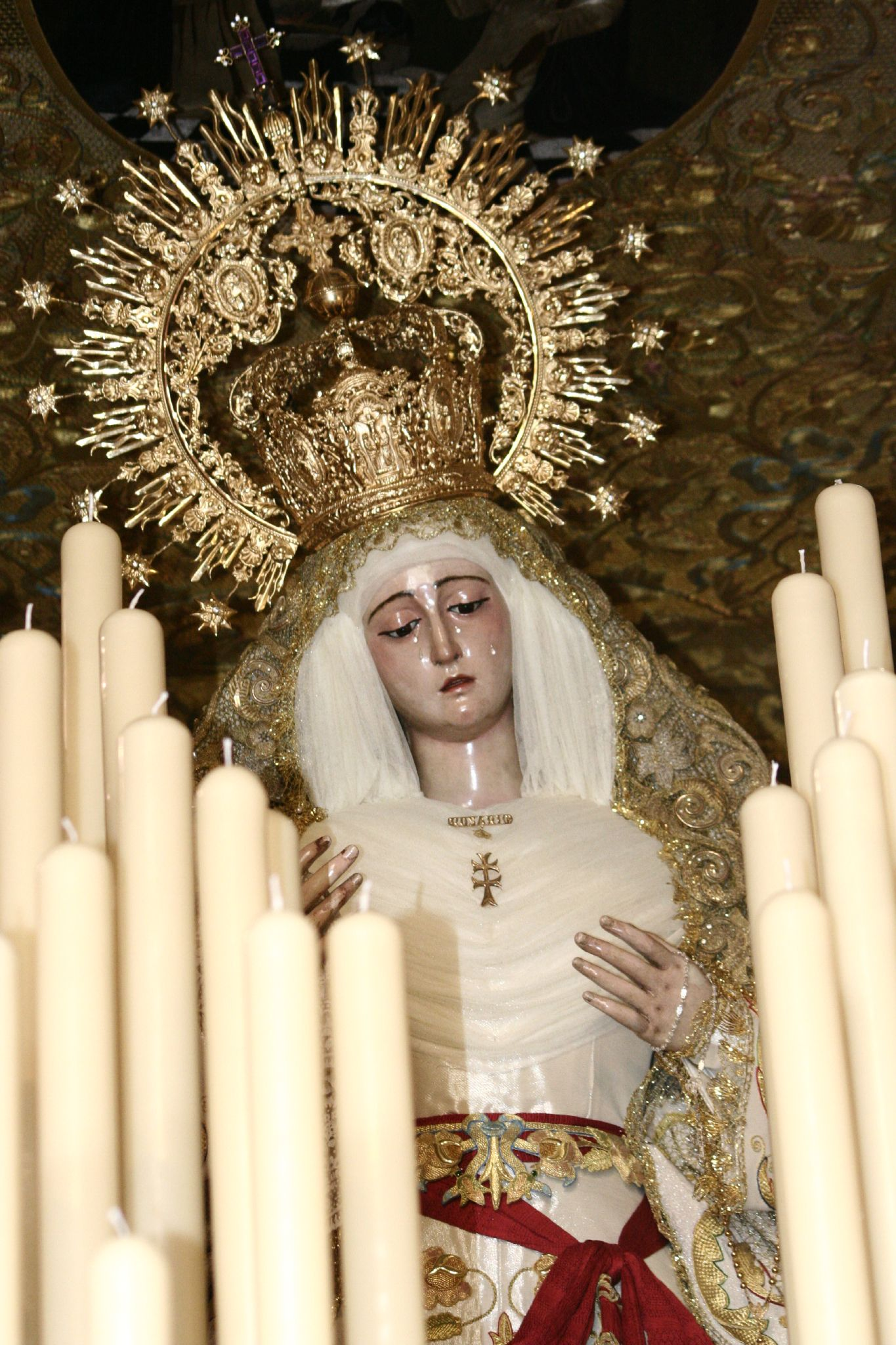
"Virgen María Santísima del Rosario en sus Misterios Dolorosos" della "Hermandad de "Monte-Sión". «Giovedì santo».
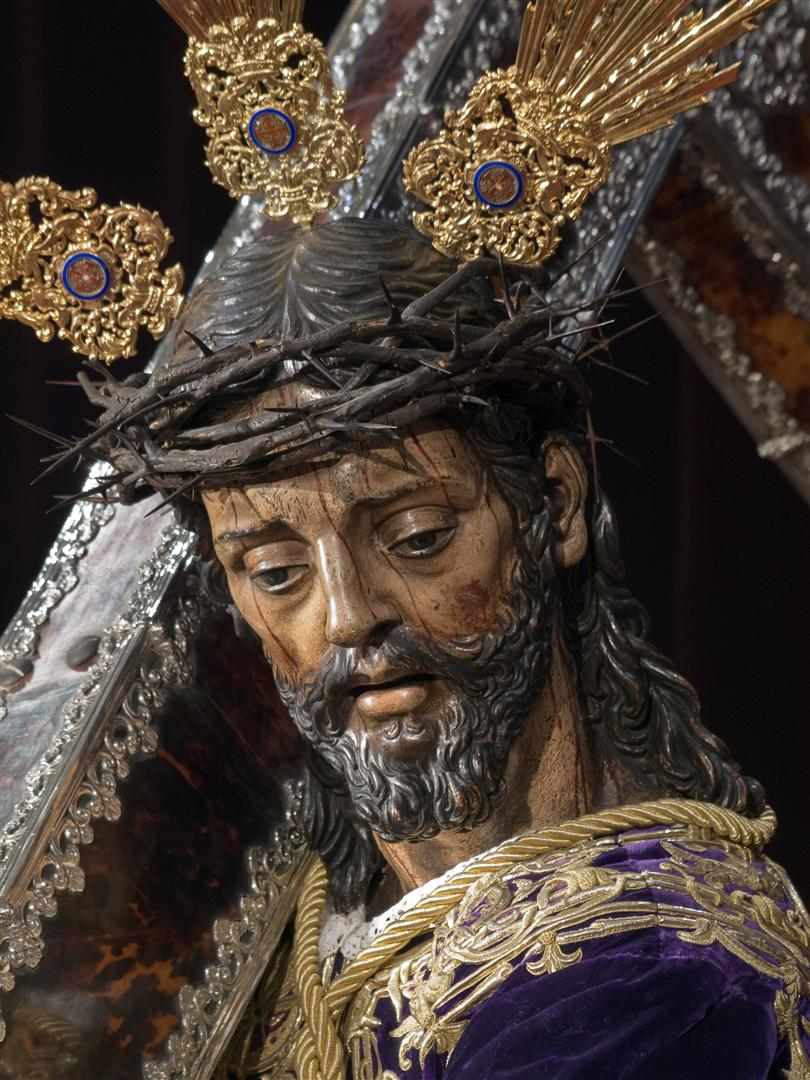
"Jesús Nazareno de El Silencio" della "Hermandad de El Silencio". «La Madrugada - Venerdì mattina».
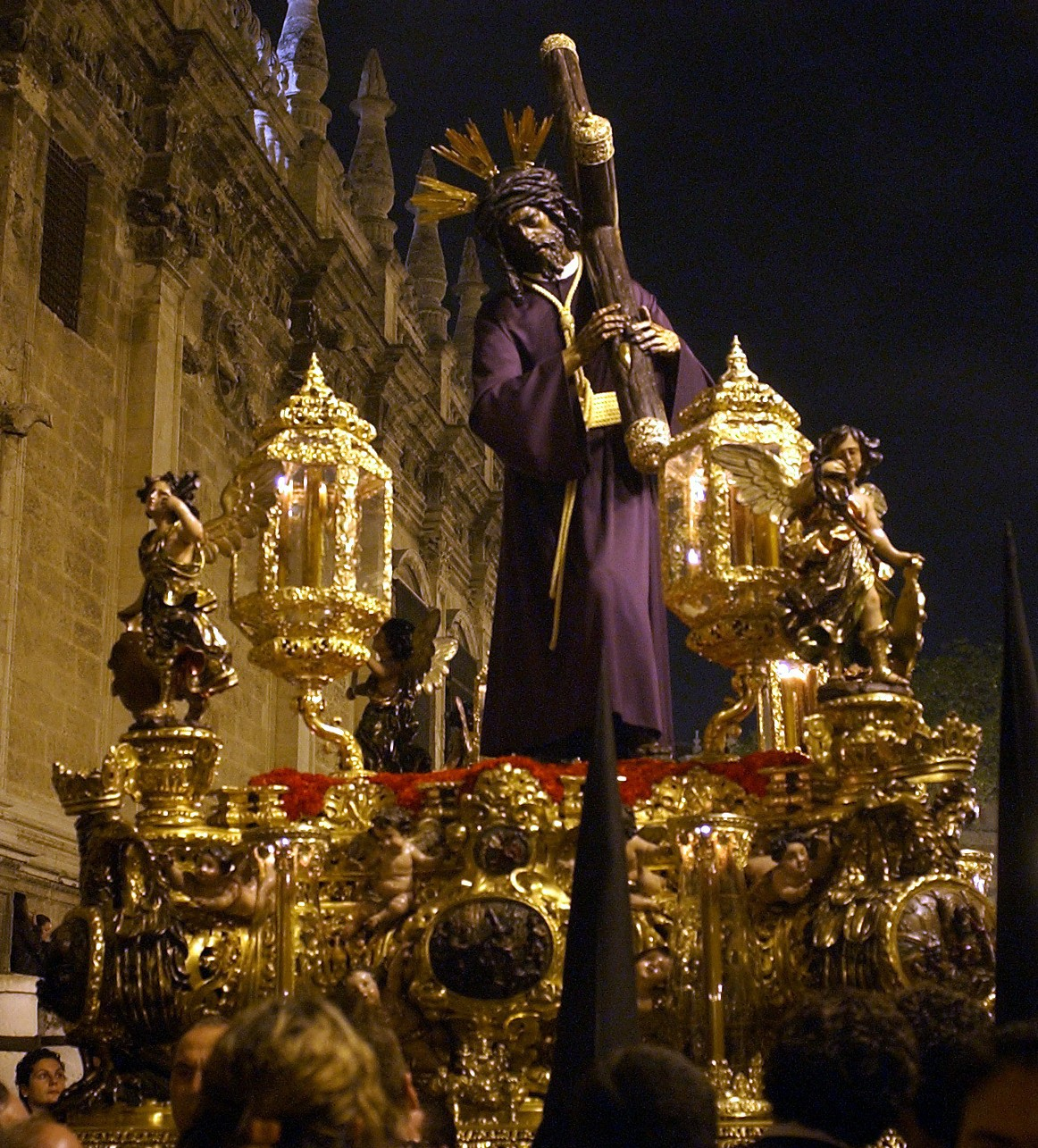
" "Señor de Sevilla" o "Jesús del Gran Poder"" della "Hermandad de Jesús del Gran Poder". «La Madrugada - Venerdì mattina».
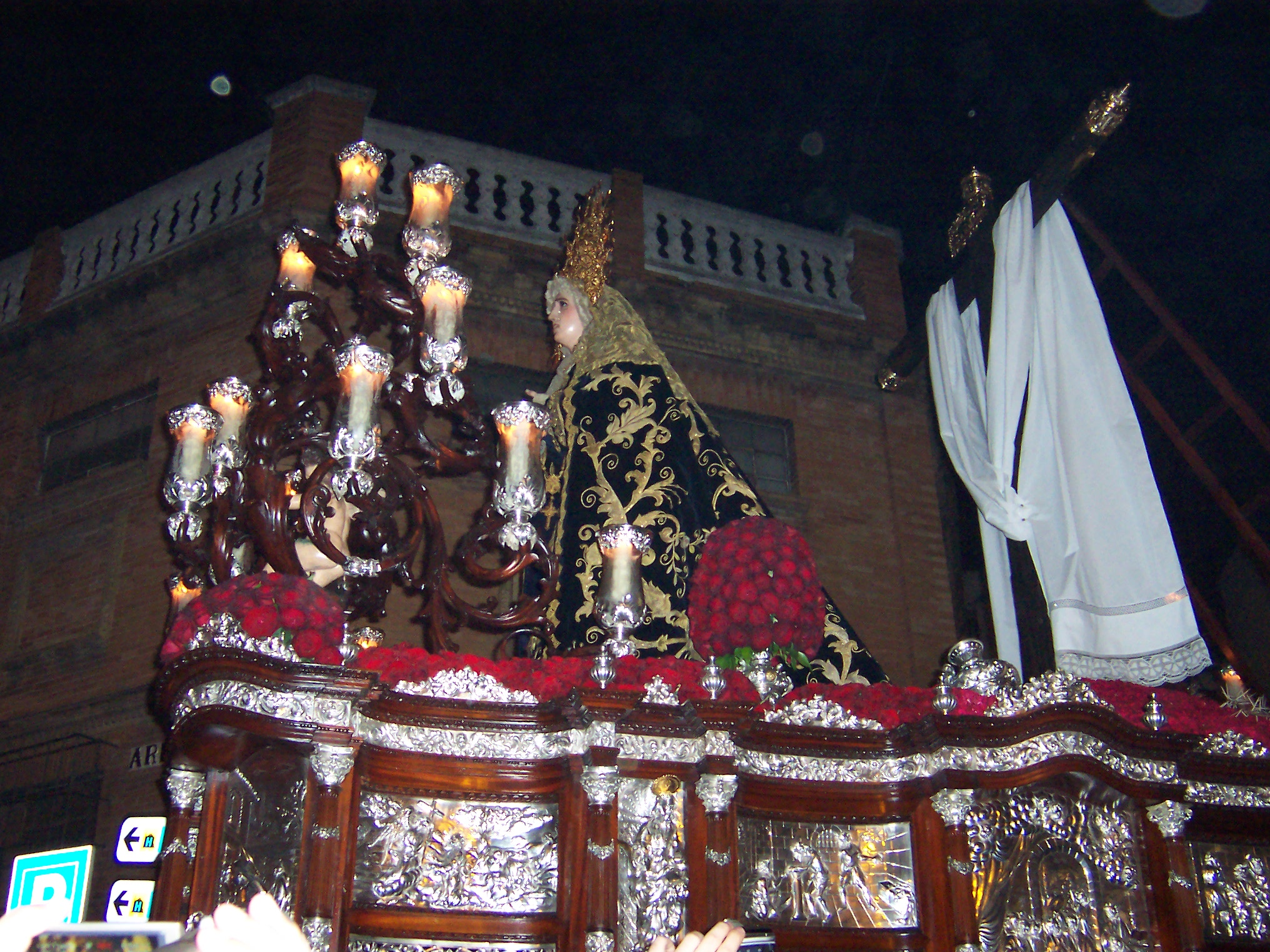
"Soledad de San Buenaventura" della "Hermandad de "Soledad de San Buenaventura". «Venerdì Santo».
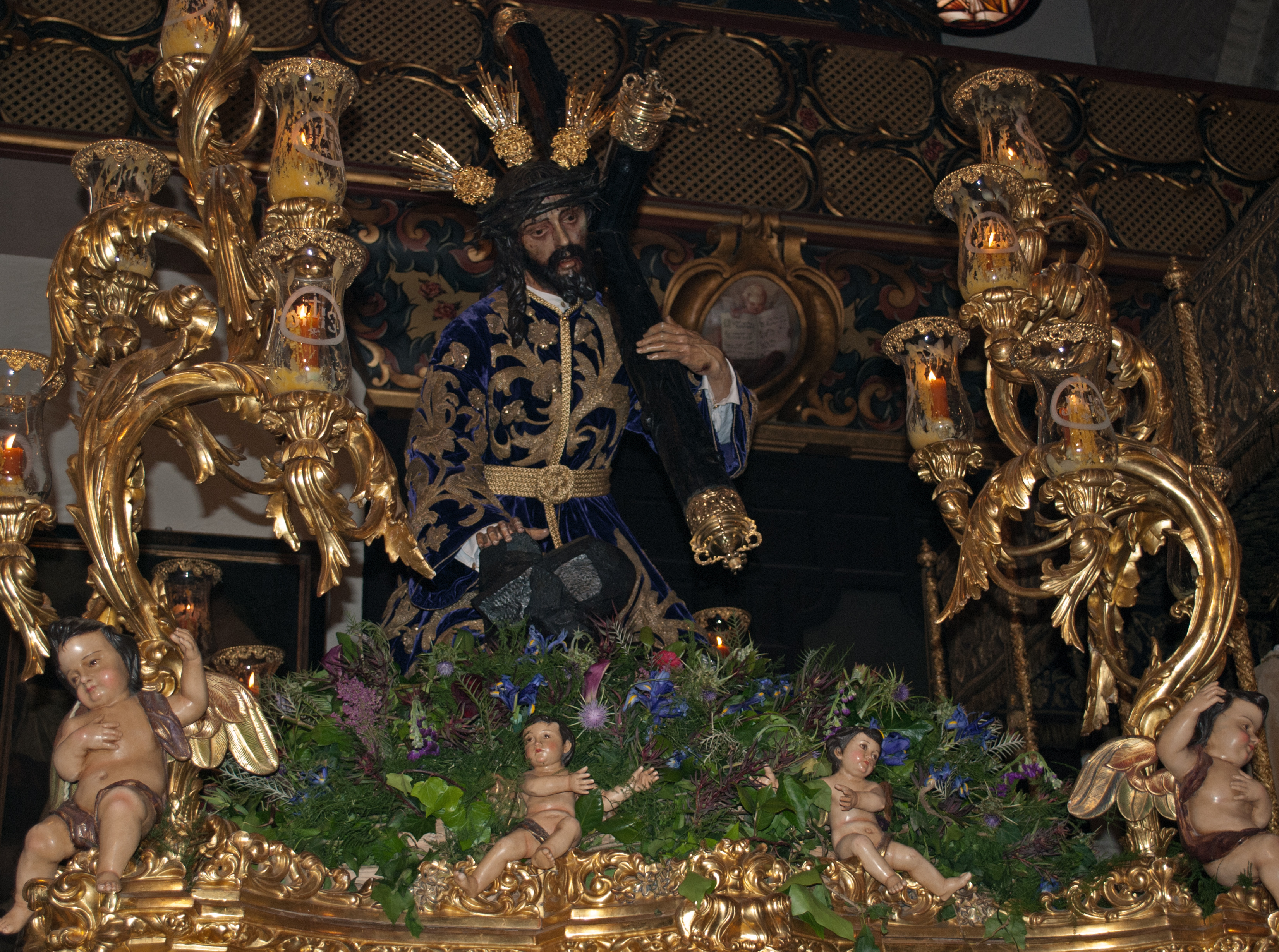
"Cristo de las Tres Caídas de San Isidoro" della "Hermandad de San Isidoro". «Venerdì Santo».

## Correlazioni e curiosità
Lo studio delle tradizioni e delle contaminazioni iberiche a Palermo ed in Sicilia consente di risalire alle origini etimologiche della definizione Madonna dell'«O» e dei termini afferenti. Tutti riferimenti, titoli, invocazioni sono legati al tema e al culto dell'«Aspettazione del Parto della Vergine Maria».
La matrice comune trova fondamento nelle antiche antifone che iniziano con l'esclamazione vocativa "O" recitate negli ultimi sette giorni di Avvento ove all'"O" segue un appellativo riferito al Messia: O Sapienza, O Signore, O Radice di Iesse, O Chiave di Davide, O Astro Sorgente, O Re delle Genti, O Emmanuele.
In passato tra le antifone in "O" dell'Avvento figurava anche quella indirizzata alla Vergine: O Virgo Virginum, quomodo fiet istud ? ed era l'antifona d'introduzione propria del Magnificat.